# Rekonstruktion (Architektur)

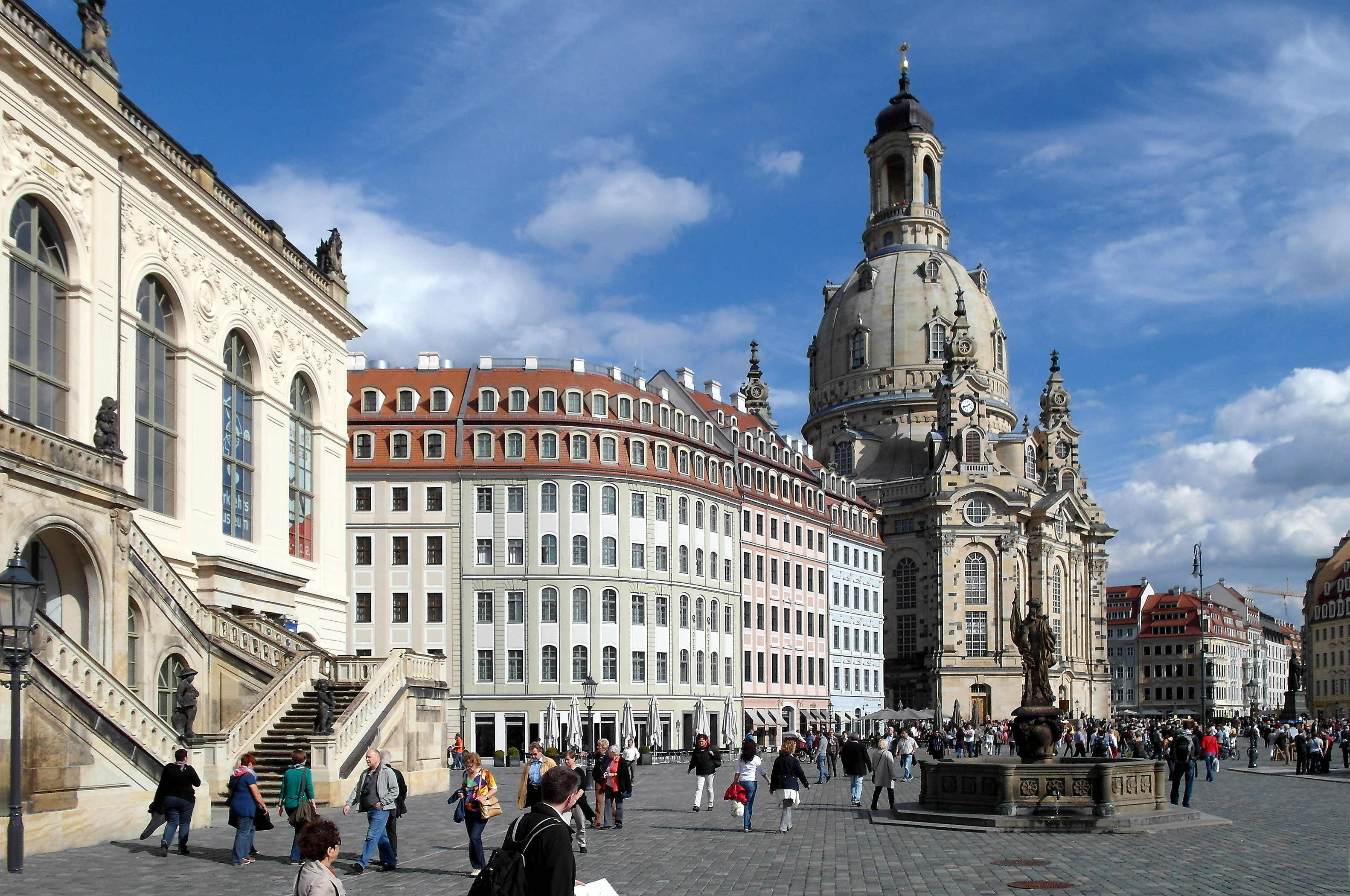
Dresdner Frauenkirche aus der Barockzeit – 1945 zerstört, 1994 bis 2005 rekonstruiert. Am umgebenden Neumarkt wurden mehrere Stadthäuser rekonstruiert oder möglichst ensembletauglich neu interpretiert. Das Johanneum links wurde bereits in den 1960ern wiederaufgebaut.

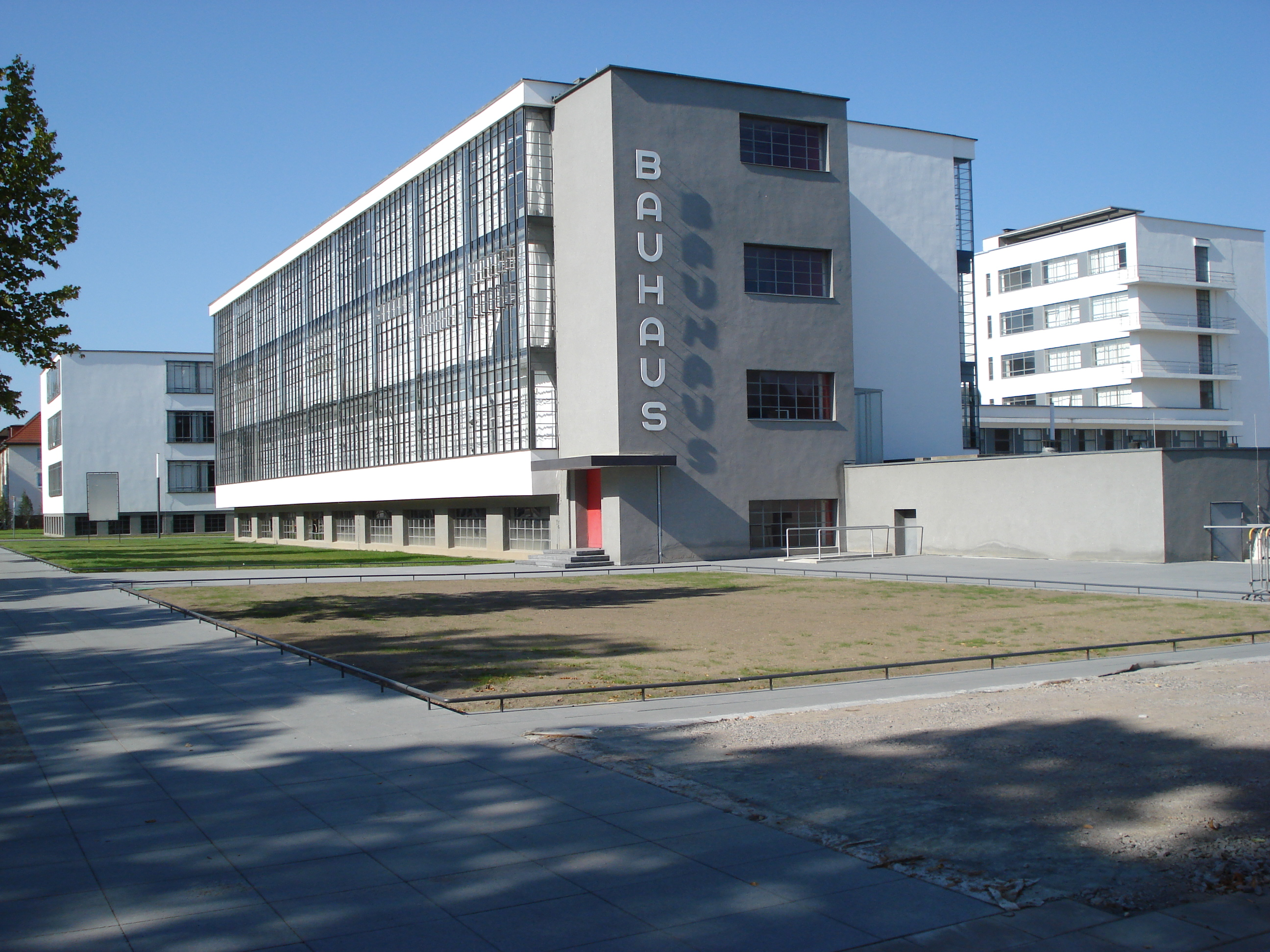
Bauhaus Dessau von 1925 – 1945 zerstört, Fassade 1965 bis 1976 rekonstruiert

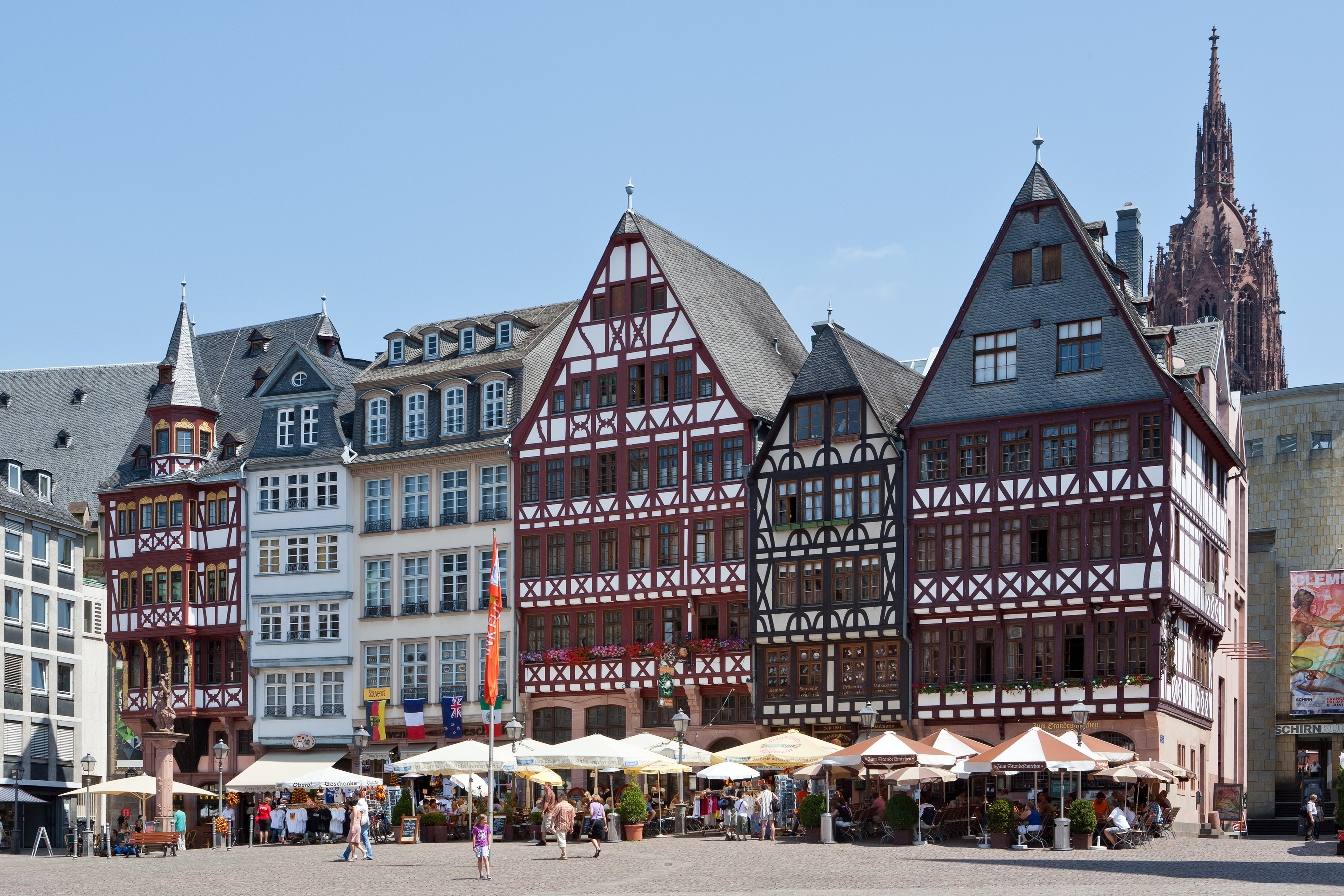
Frankfurter Römerberg aus dem Mittelalter – 1944 zerstört, 1981 bis 1983 rekonstruiert

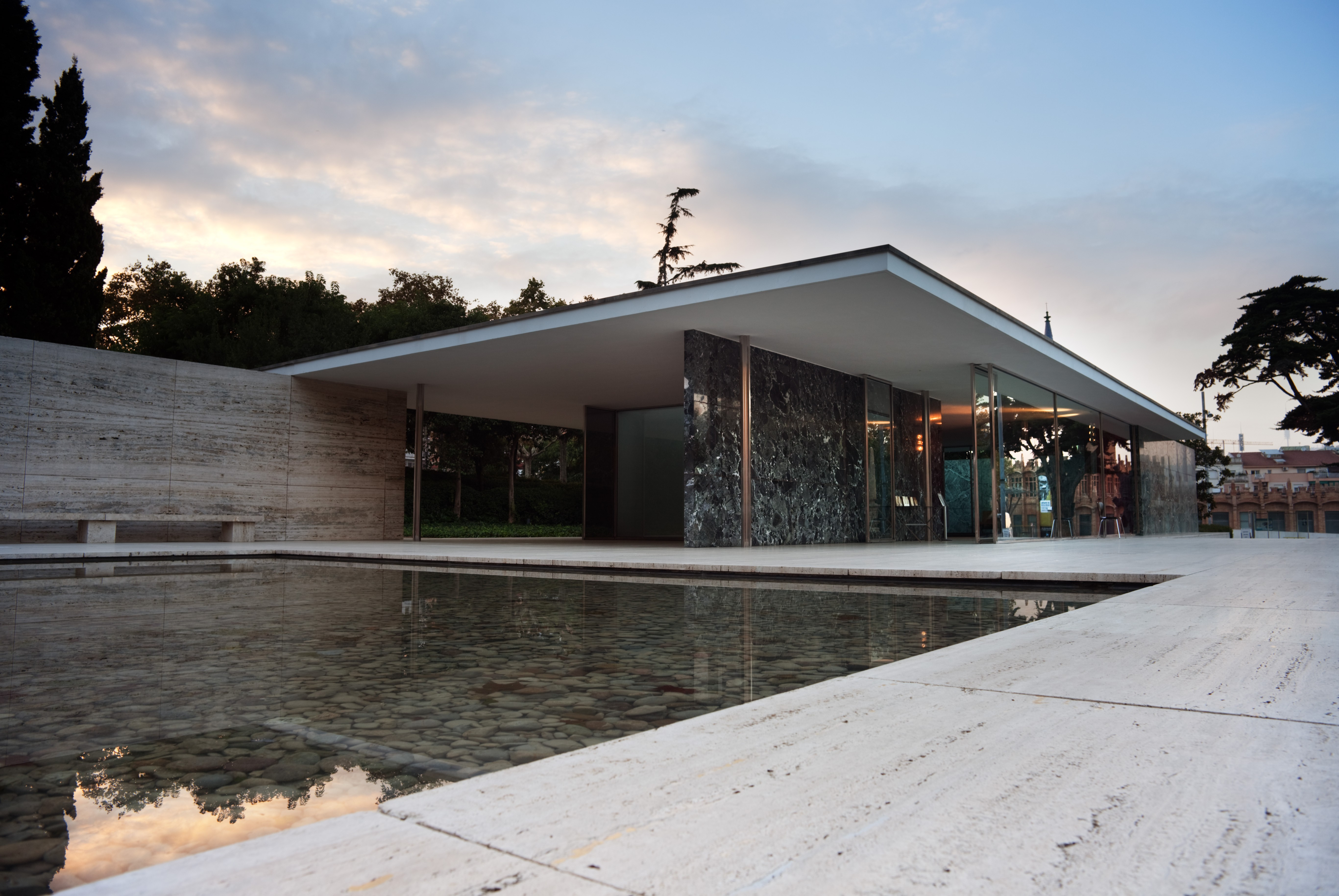
Barcelona-Pavillon von 1929 – 1930 abgerissen, 1983 bis 1986 rekonstruiert

Unter Rekonstruktion (teils auch: Wiederaufbau) ist in der Architektur und der Denkmalpflege die weitgehend vorbildgerechte Wiederherstellung von zerstörten Baudenkmalen, historischen Gebäuden oder Gebäudeteilen aber auch von historischen Parkanlagen und der darin befindlichen Architekturen zu verstehen.
Die Rekonstruktion von ganzen Bauwerken und Bauwerksteilen ist seit Jahrhunderten gängige Praxis. Bei der Wiederherstellung einzelner Gebäudeteile an einem bestehenden Gebäude, zum Beispiel einer Fassade, spricht man auch von Teilrekonstruktion.
Überwiegend werden baukulturell und kunsthistorisch bedeutsame Gebäude und Ensembles rekonstruiert, meist nach Kriegszerstörung, Verfall, Brand, Naturkatastrophen, baulicher Veränderung (etwa Entstuckung) oder Abriss. Besonders häufig werden Rekonstruktionen in Kulturregionen vorgenommen, die durch Kriegsverluste bzw. viele nachkriegszeitliche Abrisse von Kulturgütern geprägt sind, etwa in Polen und in Deutschland (siehe Liste rekonstruierter Bauwerke in Deutschland).
Viele rekonstruierte Bauten sind selbst Kulturdenkmale geworden, einige gehören sogar zum Weltkulturerbe der UNESCO, etwa die Warschauer Altstadt, die Lübecker Marienkirche, das Bauhaus Dessau und der Markusturm von Venedig.
In der von 1949 bis 1990 bestehenden DDR wurde der Begriff Rekonstruktion im Bauwesen oft lediglich für eine Erneuerung, Sanierung bzw. Modernisierung von Bauwerken verwendet, ohne denkmalpflegerische Absichten oder Wiederaufbaupläne. Auch im englischen Sprachraum war diese Begriffsverwendung lange üblich. Heute wird der Begriff in der Regel für die in diesem Artikel beschriebenen Varianten des Wiederaufbaus verwendet.

## Einführung
Zu Rekonstruktionen im Bauwesen kommt es in der Regel, um durch Krieg, politische Willkür oder Naturkatastrophen zerstörte wahrzeichenhafte Bauten und bauliche Ensembles in ähnlicher, möglichst identischer Form wieder erstehen zu lassen.
Die Bewertung von Rekonstruktionsvorhaben ist sehr unterschiedlich. Der Wiederaufbau der Frauenkirche in Dresden war umstritten. Der Nachbau der Brücke von Mostar wurde nie angezweifelt. Von der Wiederherstellung der Twin Towers des World Trade Centers in Manhattan wurde ausdrücklich Abstand genommen.

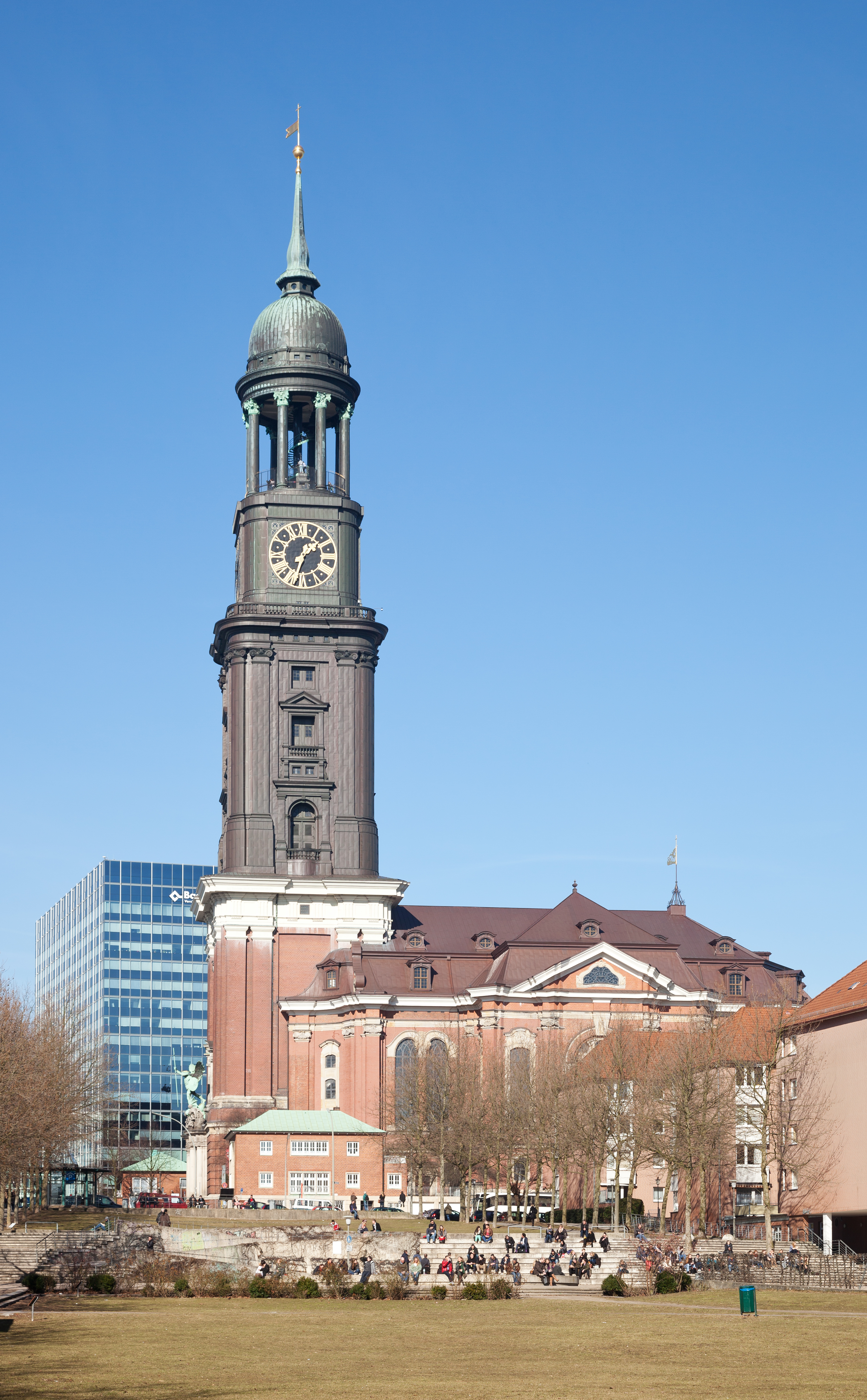
Die St. Michaeliskirche in Hamburg wurde in ihrer 400-jährigen Geschichte zweimal rekonstruiert.

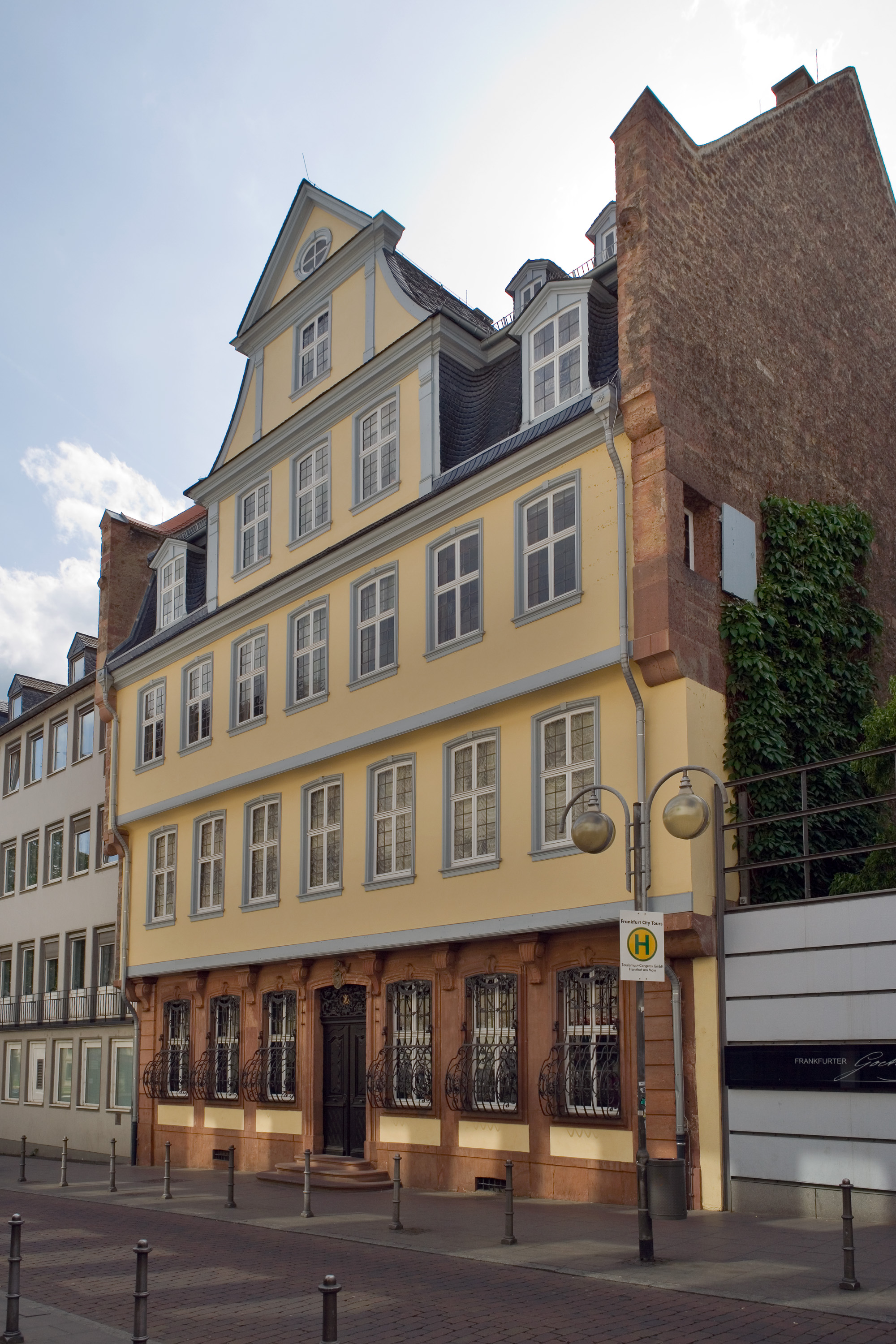
Das Goethe-Haus in Frankfurt am Main wurde nach Kriegszerstörung bis 1951 rekonstruiert.

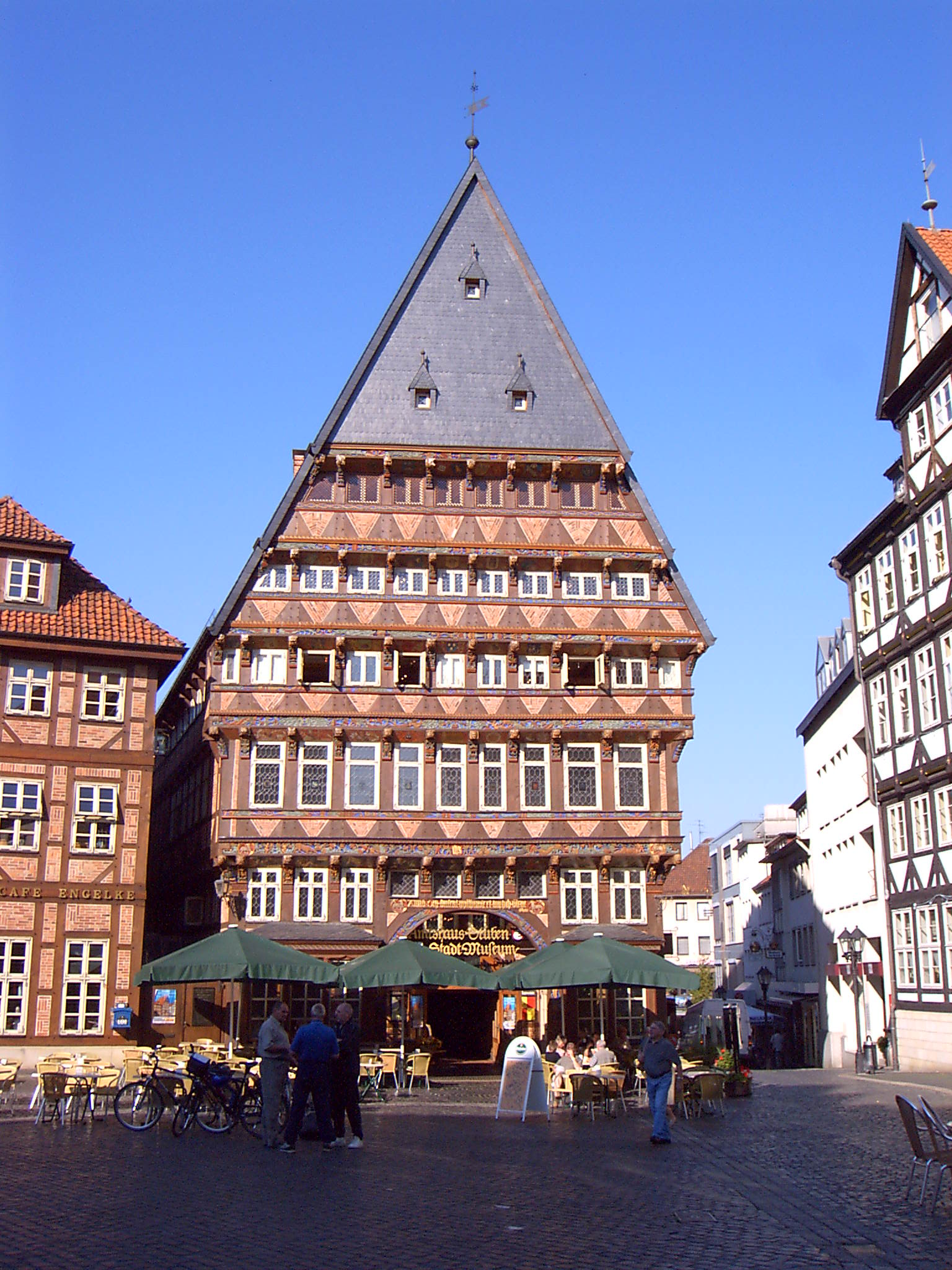
Das Knochenhaueramtshaus in Hildesheim wurde 1987 bis 1989 rekonstruiert.

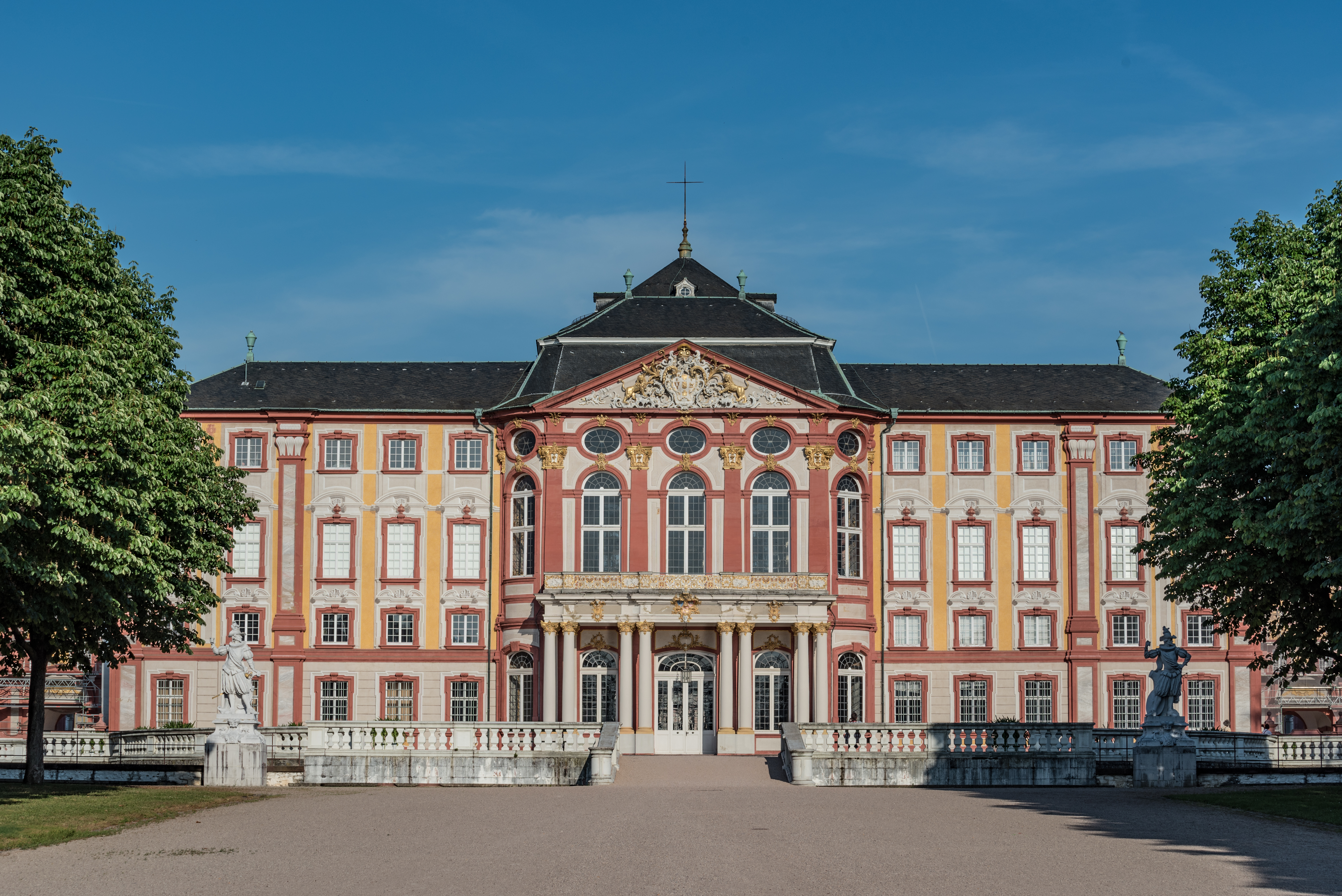
Schloss Bruchsal (Rekonstruktion 1975 abgeschlossen)

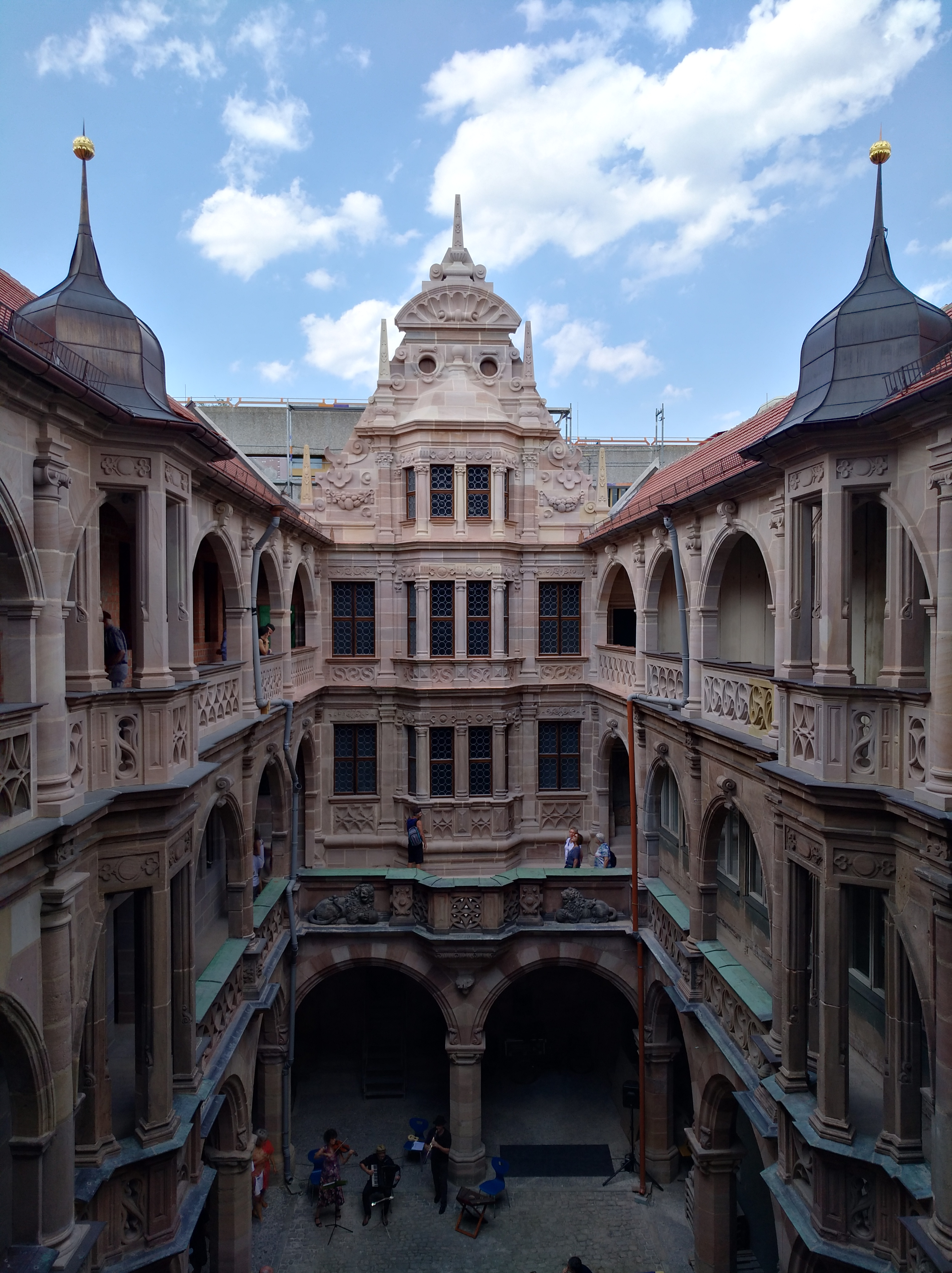
Der Innenhof des Nürnberger Pellerhauses wurde 2008 bis 2018 rekonstruiert.

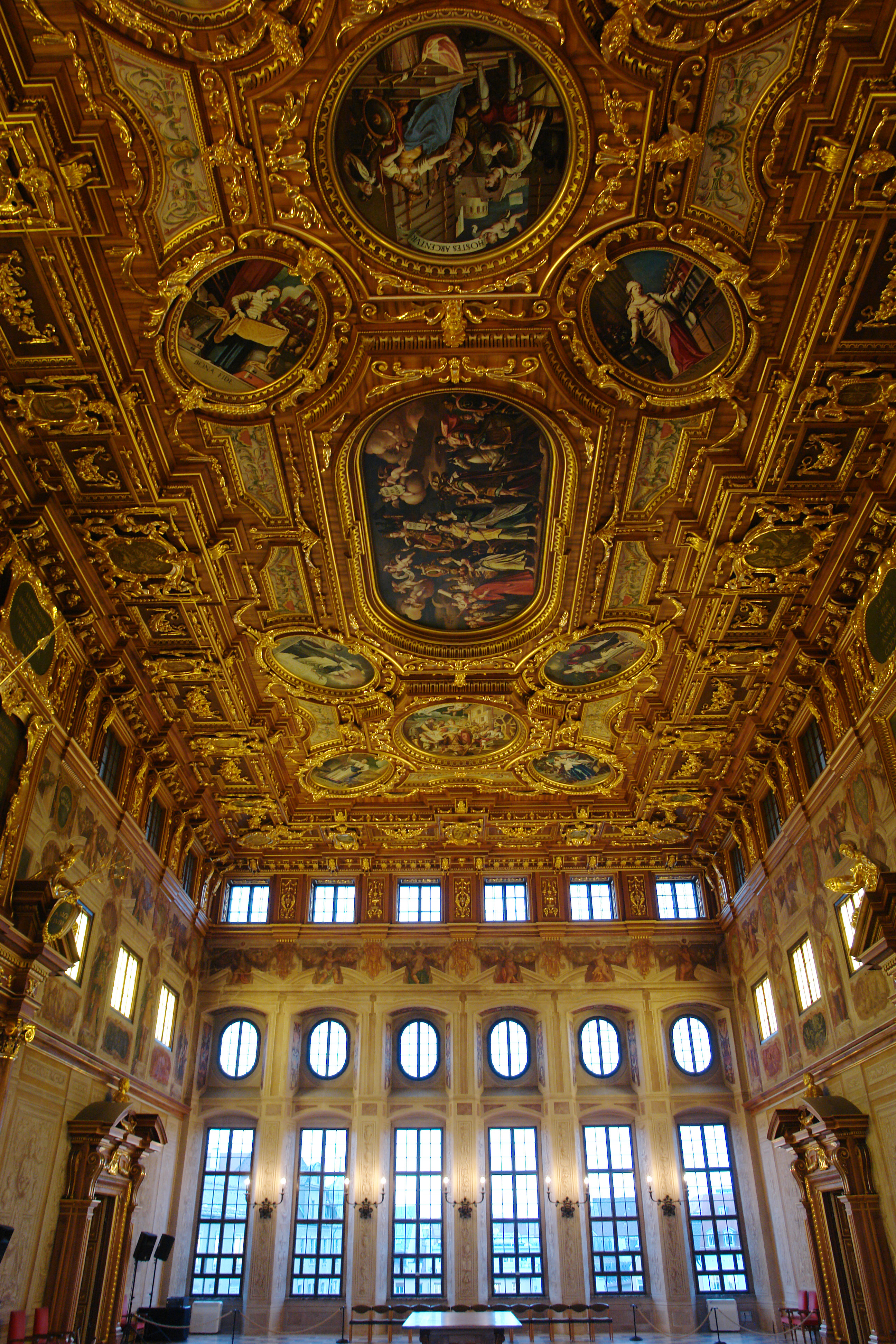
Der Goldene Saal im Augsburger Rathaus wurde nach Kriegszerstörung bis 1985 rekonstruiert.

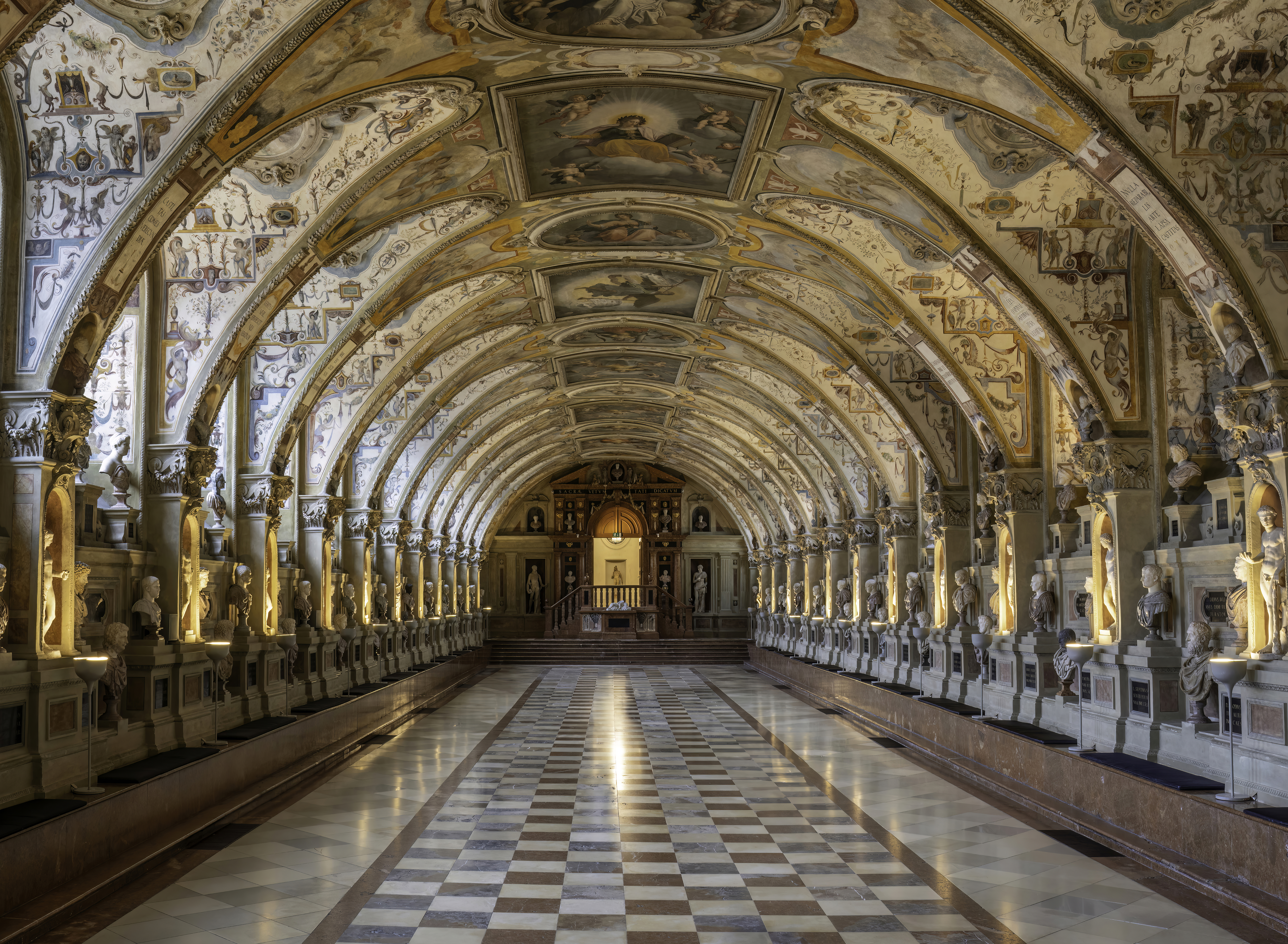
Das Antiquarium in der Münchner Residenz wurde nach Kriegszerstörung bis 1958 rekonstruiert.

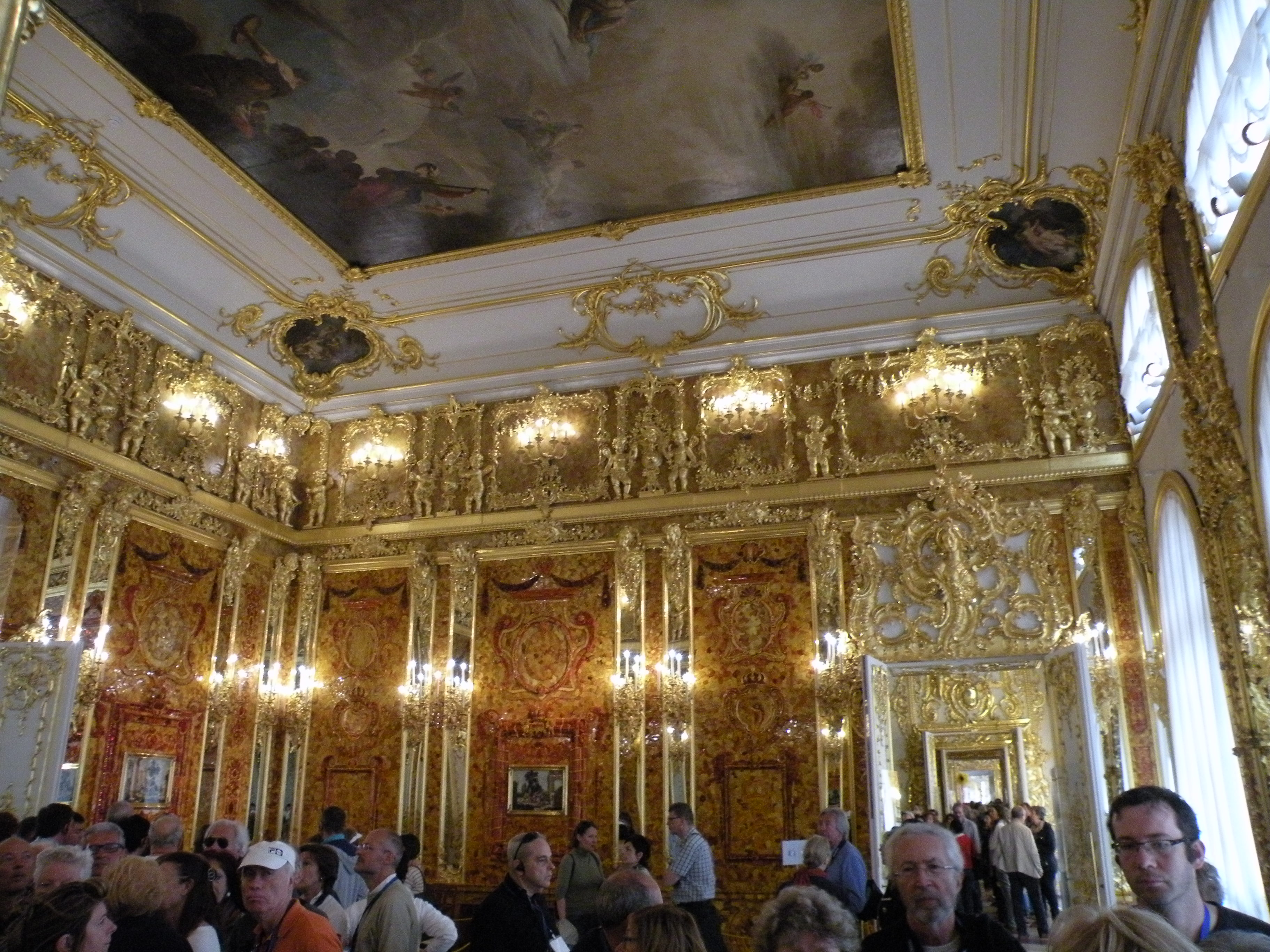
Das Bernsteinzimmer wurde nach Kriegsverlust bis 2003 rekonstruiert.

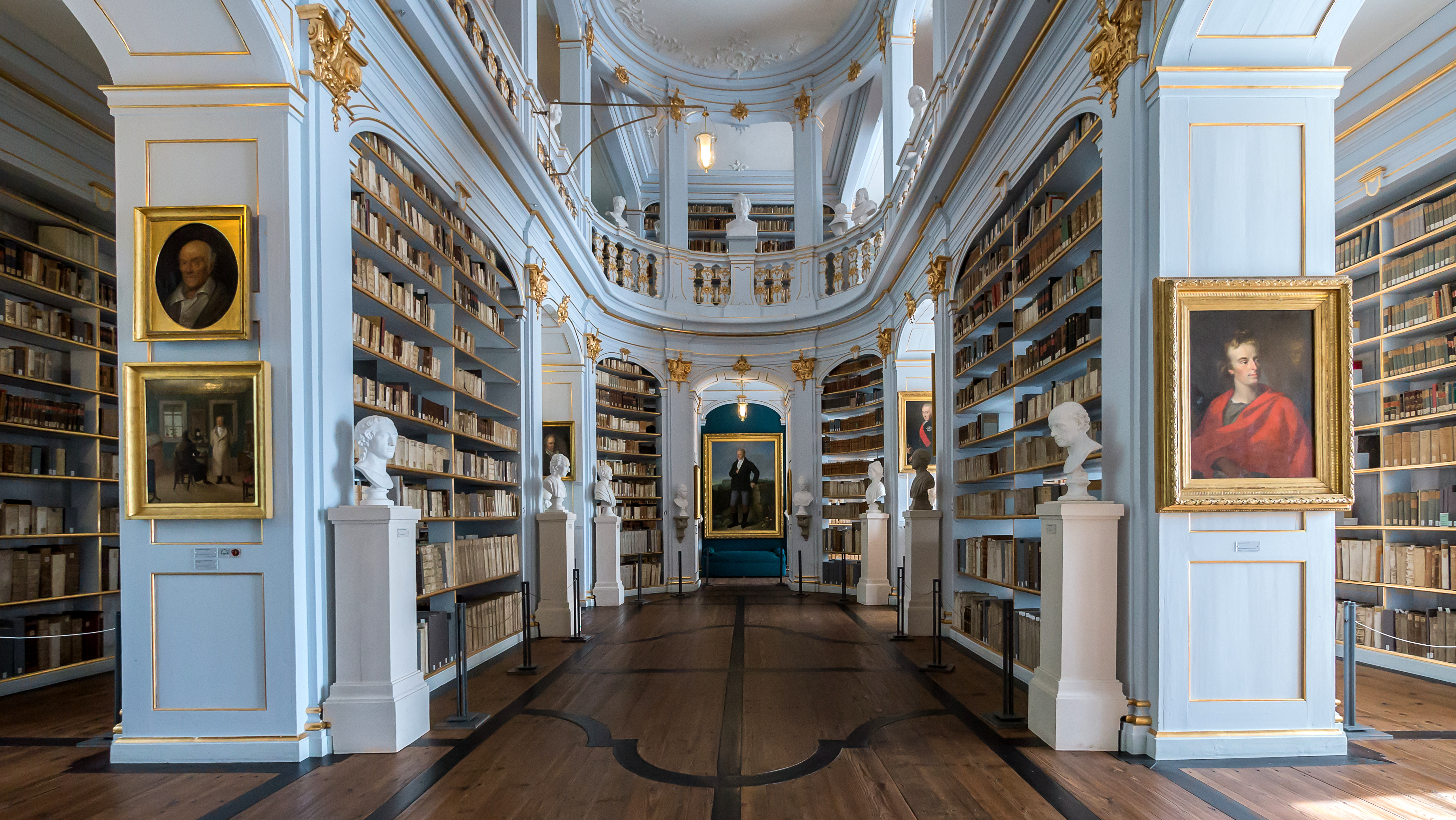
Der Rokokosaal in der Weimarer Herzogin-Anna-Amalia-Bibliothek wurde nach Brandzerstörung bis 2007 rekonstruiert.

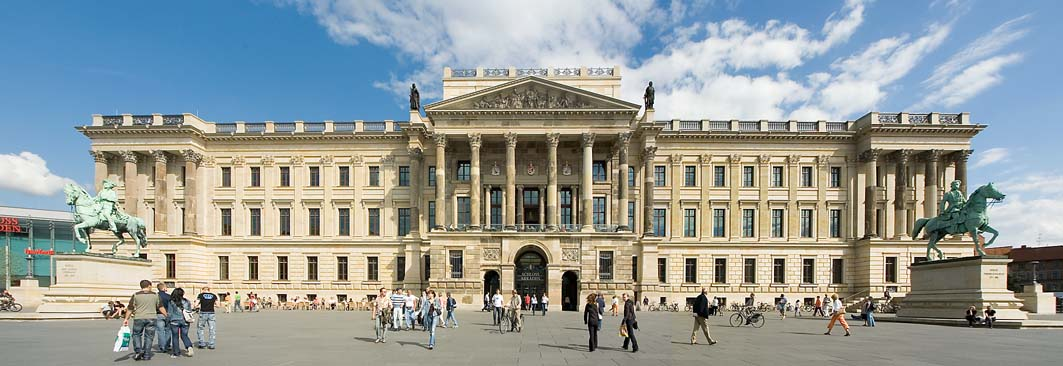
Das Braunschweiger Schloss wurde 2005 bis 2007 als Bibliothek, Museum und Einkaufszentrum rekonstruiert.

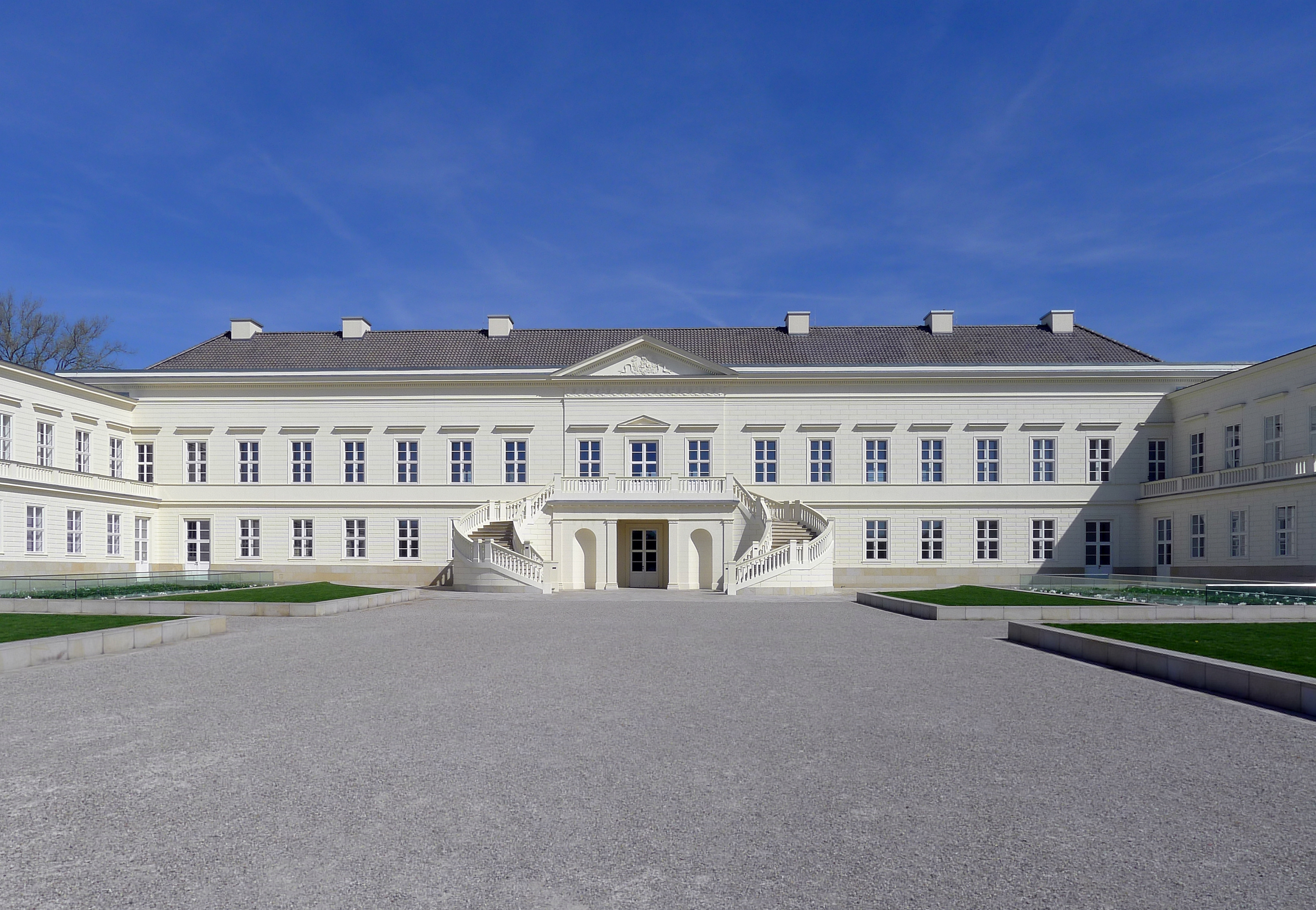
Das Schloss Herrenhausen in Hannover wurde 2011 bis 2013 als Museum und Veranstaltungszentrum rekonstruiert.

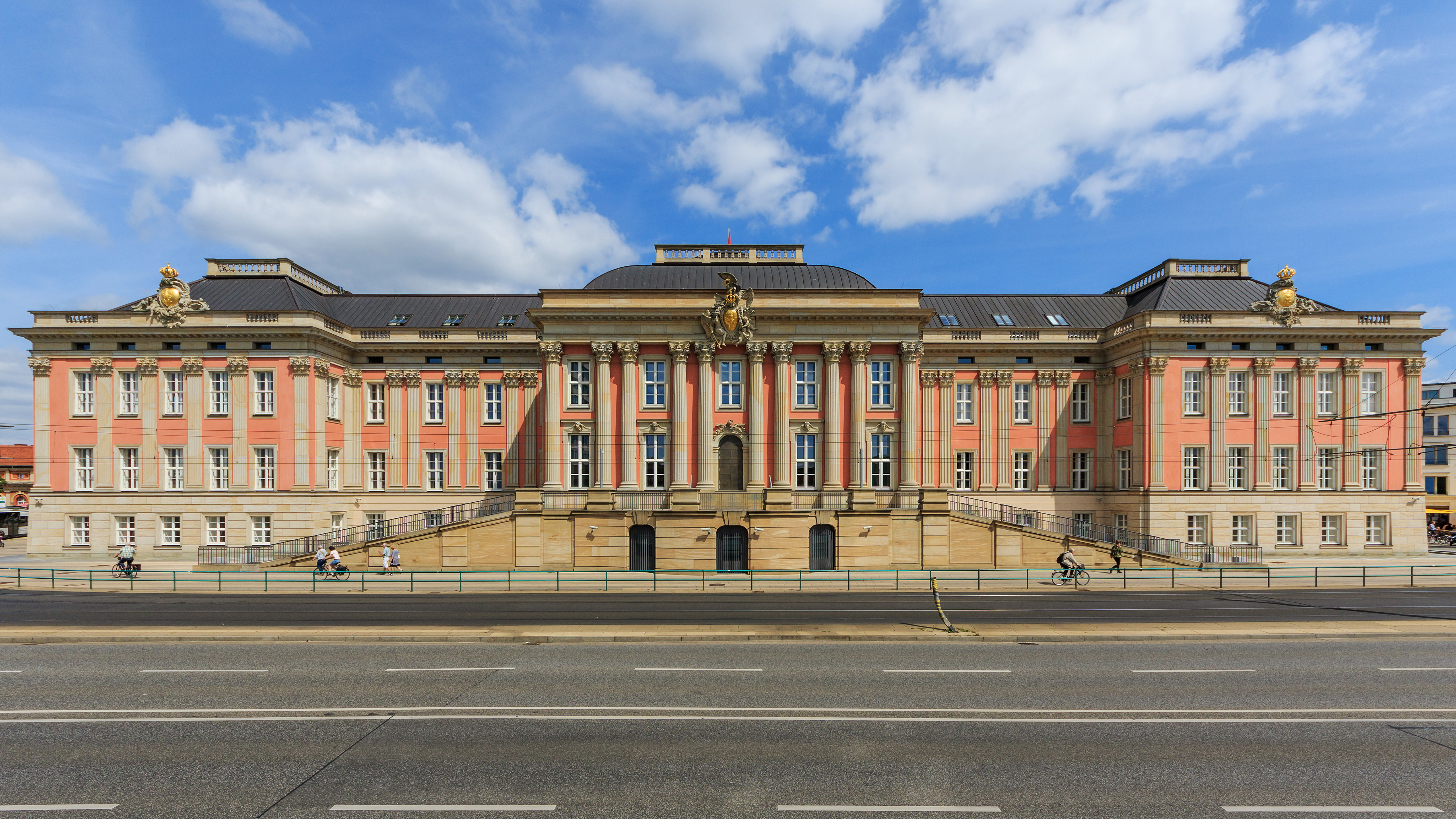
Potsdamer Stadtschloss, Wiederaufbau als Landtag Brandenburg

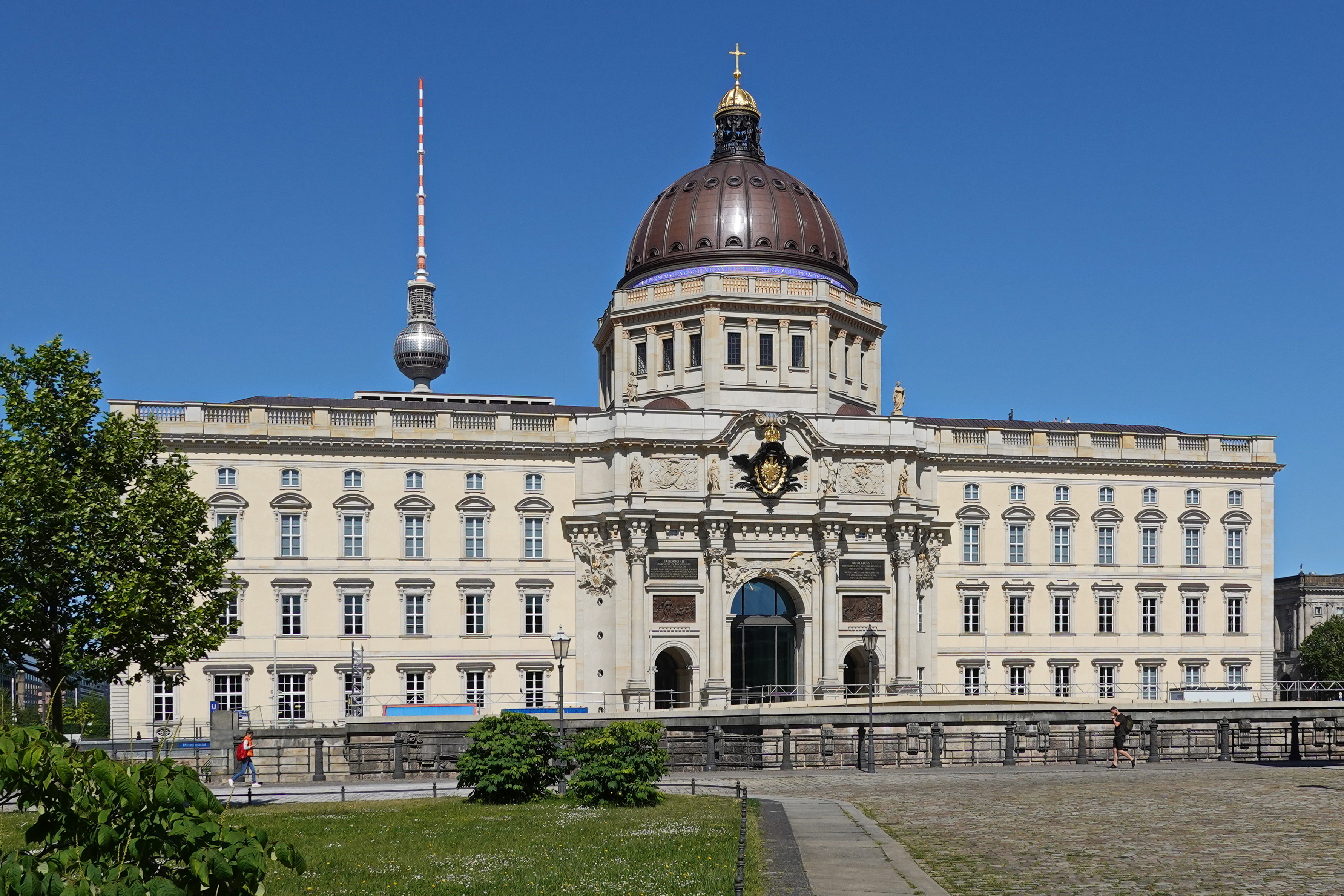
Berliner Stadtschloss, äußerer Wiederaufbau als Humboldt Forum bis 2020

### Arten von Rekonstruktionen
Es gibt verschiedene Vorgehensweisen bei der Rekonstruktion, die sich im Grad der Originaltreue und in der Sensibilität zur Umsetzung unterscheiden. Georg Mörsch bezeichnet in der Architektur die Rekonstruktion als eine „wissenschaftliche Methode der Quellenausbeute zur Neuherstellung untergegangener Dinge, unabhängig von der Zeit, die seither verstrichen ist“.
- Originalgetreue Rekonstruktion des Bauwerks wird nach aufwendiger Quellenforschung möglichst mit denselben Materialien und denselben Methoden durchgeführt. Oft werden noch vorhandene Originalbauteile verwendet. Diese Art der Rekonstruktion findet sich vor allem bei kulturhistorisch bedeutenden Bauwerken, die dann als Anschauungsobjekt dienen und museal genutzt werden. Ein frühes Beispiel ist der Wiederaufbau von Querschiff, Vierung und Chor der Abteikirche Altenberg Mitte des 19. Jahrhunderts, wo ein eingestürzter Bau wieder errichtet wurde; bei den Vollendungen der Dome, etwa dem Kölner Dom, ging man nach den erhaltenen, jedoch nie vollendeten Bauplänen vor.[4] Die ostpreußische Marienburg (Ordensburg) wurde gleich zweimal wieder aufgebaut, 1896 bis 1918 unter Restaurierung mittelalterlicher Substanz und nach der 60%igen Zerstörung im Zweiten Weltkrieg teils rekonstruierend. Bei der Anastilosis wird ein historisches Bauwerk unter Verwendung seiner original erhaltenen, jedoch zerfallenen Bauteile wieder aufgerichtet, die mit einem neuen Tragwerk versehen werden.
- Nachempfundene Rekonstruktion nennt man eine Rekonstruktion, die aufgrund mangelnder Quellenlage den Anforderungen an Originaltreue nicht genügt. Typische Beispiele sind etwa, wenn von Gebäuden nur noch Fassadenpläne oder Bilddokumentation erhalten sind – der Rest der nötigen Information wird durch Vergleich mit ähnlichen zeitgenössischen Objekten so gut wie möglich „neu erfunden“. Diese Art des „neuschaffenden“ Wiederaufbaus, verbunden mit viel Phantasie, hatte vor allem im Historismus (mit Neoromanik, Neugotik, Neorenaissance und Neobarock) ihre Hochblüte. Als aus den Überresten mittelalterlicher Burgen neugotische Schlösser geschaffen wurden, wie etwa Schloss Hohenschwangau bis 1837 durch Domenico Quaglio[4], Schloss Lichtenstein (Württemberg) ab 1840 nach Plänen Carl Alexander Heideloffs, Schloss Stolzenfels bis 1842 von Schinkel und Stüler, die Burg Hohenzollern (1850–1867 durch Stüler), die Reichsburg Cochem 1870–1890 durch Hermann Ende und Julius Carl Raschdorff oder im ersten Drittel des 20. Jahrhunderts die zahlreichen Burgenrekonstruktionen von Bodo Ebhardt. Von kompletten Neubauten wie Neuschwanstein oder Schloss Marienburg unterscheiden sie sich durch die Einbeziehung vorhandener Grundmauern und aufstehender Bauteile, die teilweise Einhaltung historischer Grundrisse sowie die Anlehnung an ältere Abbildungen.
- Replikative Rekonstruktion nennt man eine Rekonstruktion, die formal aus funktionalistischen Gründen der Nachahmung (nicht: Interpretation), der Wahrung oder Herstellung eines (historisierten) Scheins dient, zumeist mit veränderter Nutzung (Beispiel: zu DDR-Zeiten errichtetes Nikolaiviertel in Berlin). Sie hat mit dem Ursprungs- bzw. Altgebäude nichts mehr zu tun. Ihre Wurzeln finden sich im Neuen Urbanismus. Seine Zielvorstellung ist es, Orte zu bauen, die „das Leben bereichern und den Geist inspirieren“, wobei es ihm nicht um repräsentative Prachtbauten, sondern um Wohn- und Alltagsgebäude geht.[4]
- Interpretierende Rekonstruktion fertigt einen auf der Grundlage der historischen Quellen gemachten neuen Entwurf. Es entstehen Gebäude oder Gebäudeteile, die dem Charakter und Gesamteindruck des Originals entsprechen, ohne den Versuch einer eins-zu-eins-Kopie. Beispiele sind der Prinzipalmarkt in Münster oder die Ergänzungen am Frankfurter Römer. Fassaden und Ziergiebel der Häuser wurden teils neu entworfen, der Gesamteindruck des Marktes sollte jedoch erhalten bleiben. Diese Methode leitet sich aus der Neutralretusche der modernen Restaurierung ab. Die Fehlstellen des Originals sollen auf den ersten Blick so gut wie möglich übersehen werden, dem danach suchenden Auge aber sofort als ergänzt auffallen. Damit ist die Forderung der Wiederherstellung des Gesamteindrucks erfüllt, ohne den Verdacht des (als unzulässige Fälschung geltenden) Replikats aufkommen zu lassen.
- Didaktische Rekonstruktionen: Im Zusammenhang mit der Entwicklung archäologischer Grabungsstätten zu sogenannten Themenparks (Archäologischer Park) kommt es in den letzten Jahrzehnten immer häufiger zu Rekonstruktionen markanter antiker Bauwerke wie Stadtmauern, Stadttore, Tempel, Villen oder Kastellen[4] (etwa am Obergermanisch-Raetischen Limes), germanischer Siedlungen wie am Opfermoor Niederdorla oder mittelalterlicher Wehranlagen wie der Bachritterburg Kanzach, der Turmhügelburg Lütjenburg, der Slawenburg Raddusch, dem Slawendorf Groß Raden, dem Steinzeitdorf Kussow, dem Ukranenland oder von Siedlungen wie dem Bajuwarenhof Kirchheim.
- Experimentelle Nachbauten sind ein Teilaspekt der Experimentellen Archäologie.[4] In Guédelon wird seit 1997 eine Ritterburg ausschließlich mit den Techniken und Materialien des 13. Jahrhunderts erbaut, um Bauweise und -dauer zu erforschen. In Meßkirch gibt es mit dem Campus Galli ein Projekt zur Konstruktion einer mittelalterlichen Klosterstadt nach dem Vorbild des St. Galler Klosterplans. Es handelt sich um vormals nicht vorhandene Bauten, im Vordergrund steht der Forschungsaspekt.

Arten von Rekonstruktionen
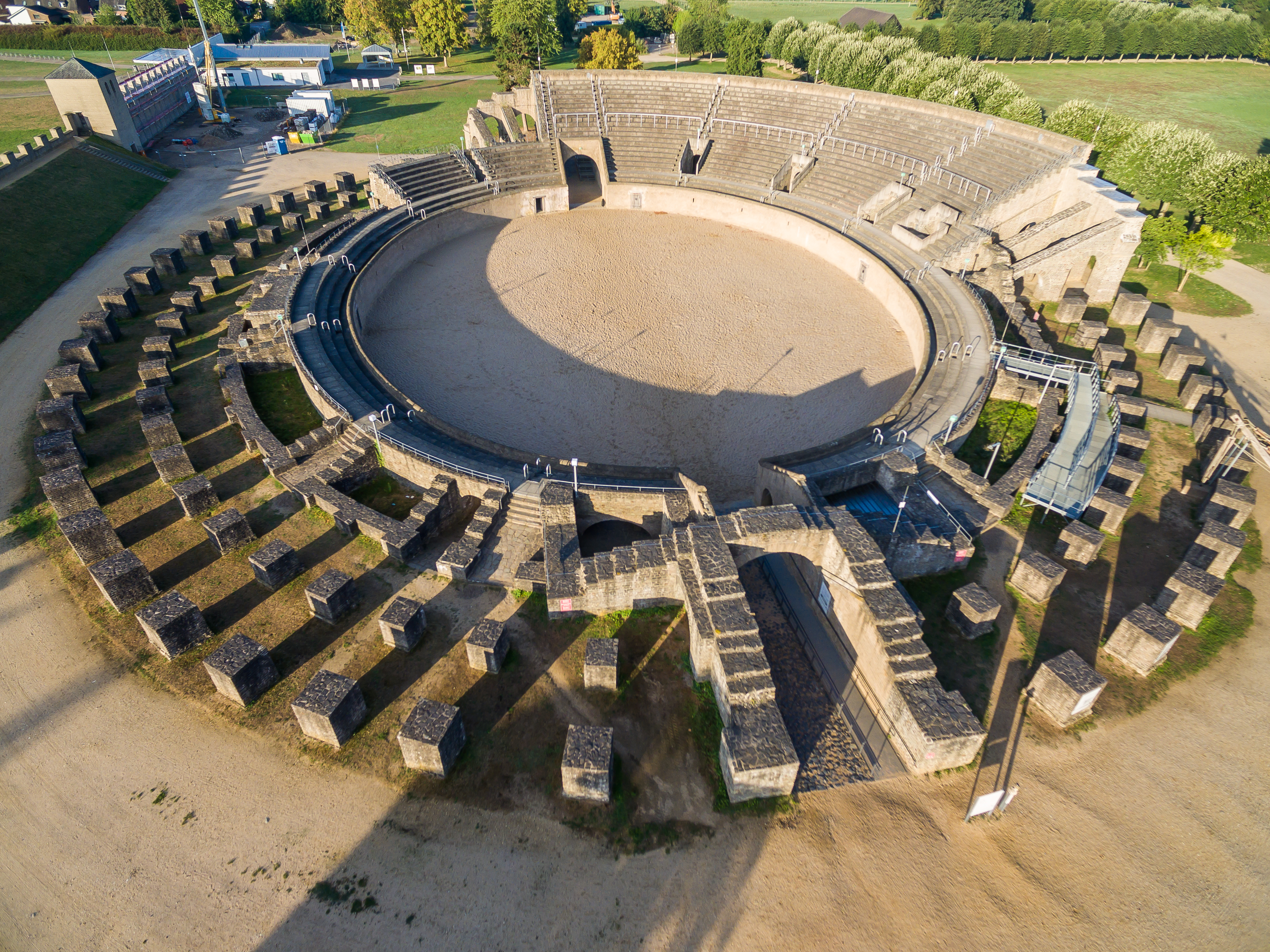
Didaktisch: Amphitheater im Archäologischen Park Xanten
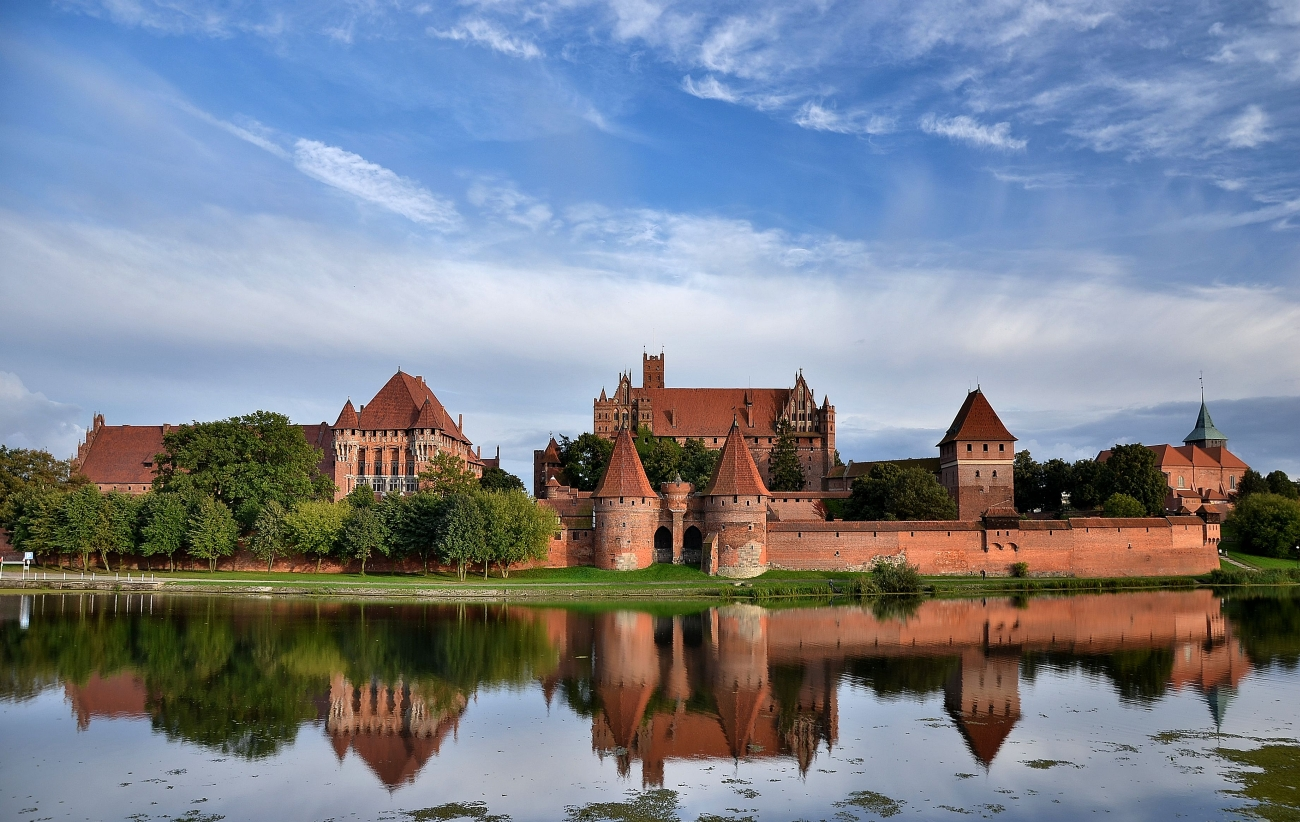
Originalgetreu: Ordensburg Marienburg
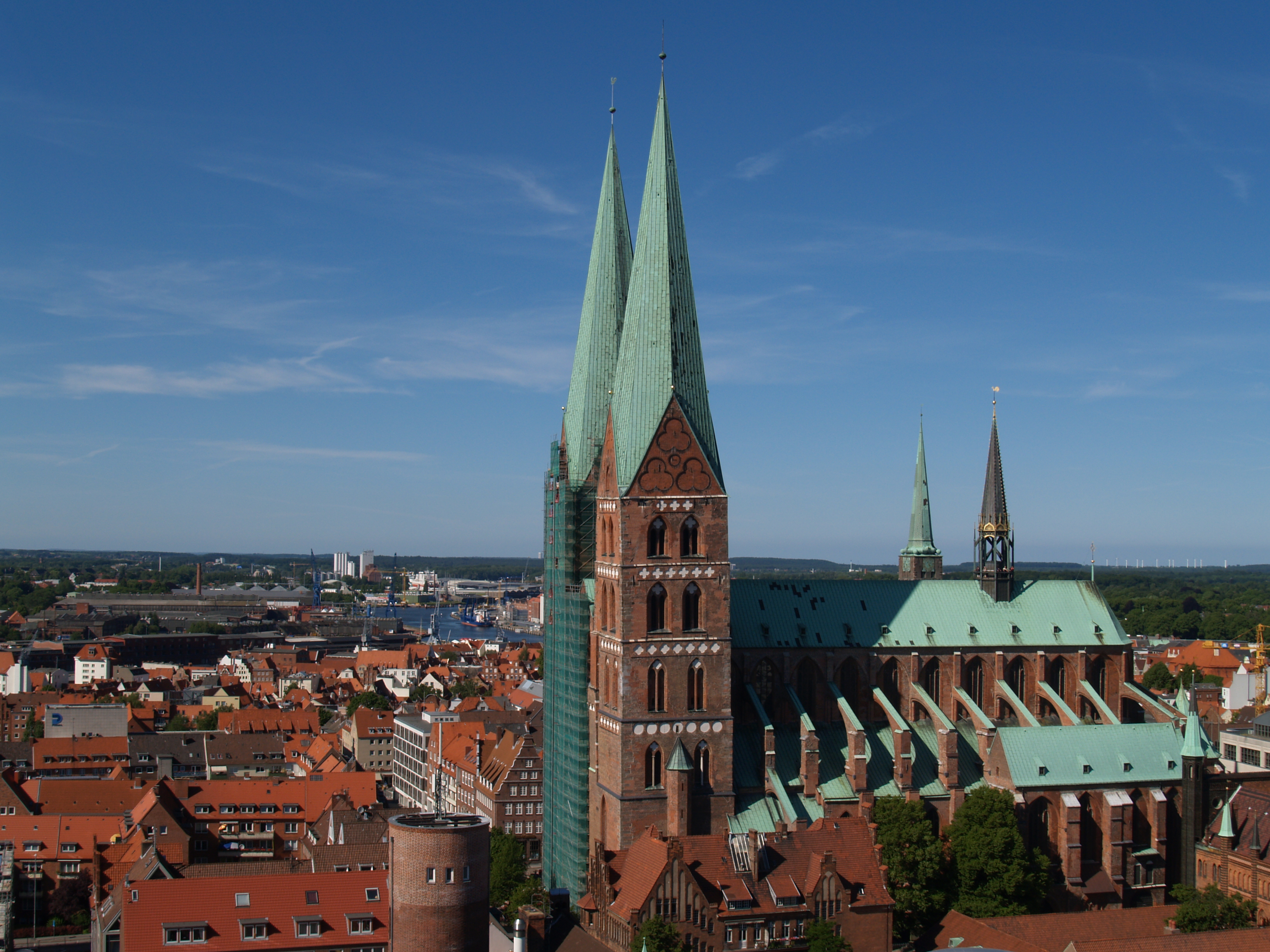
Originalgetreu: St. Marienkirche in Lübeck
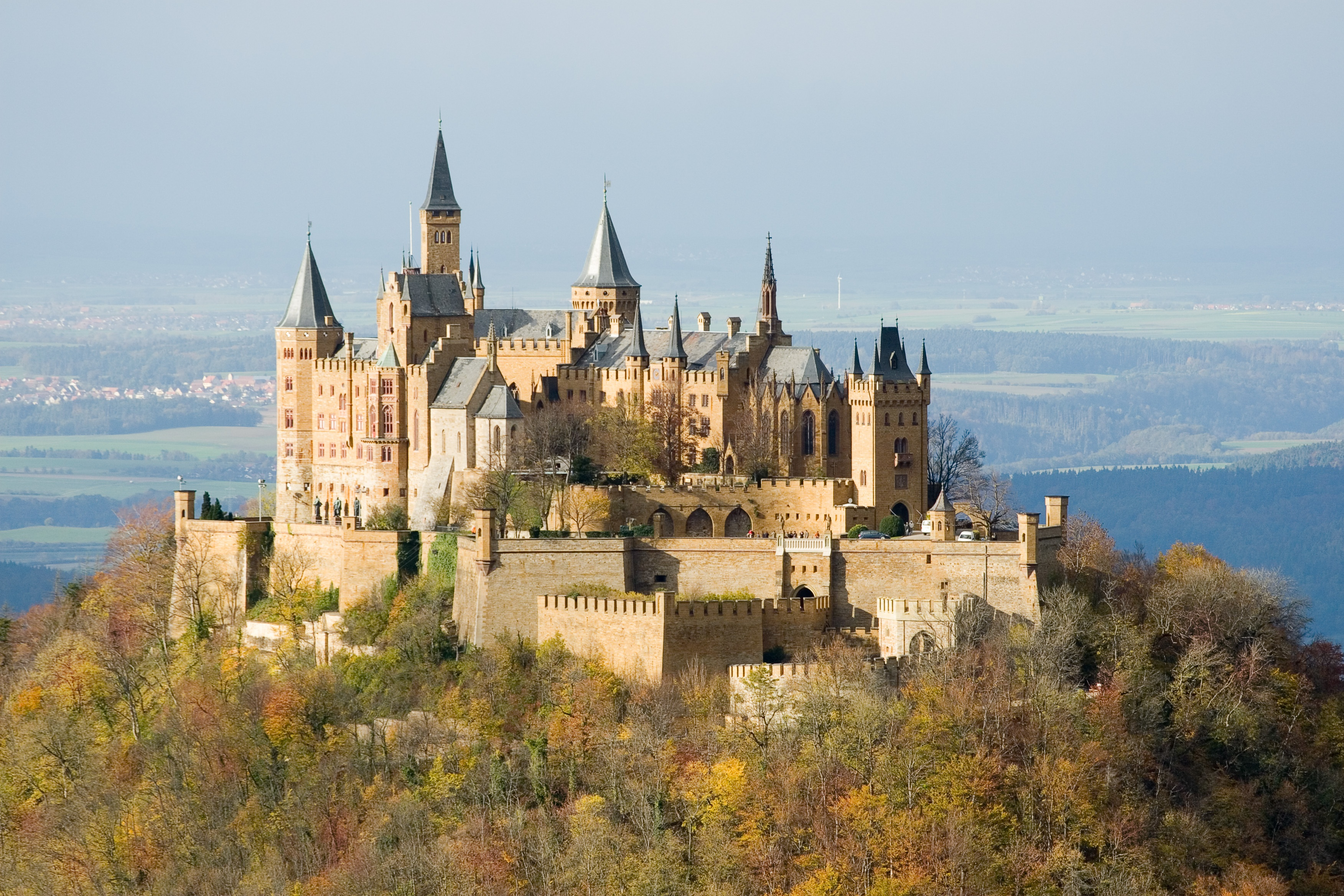
Nachempfunden: Burg Hohenzollern
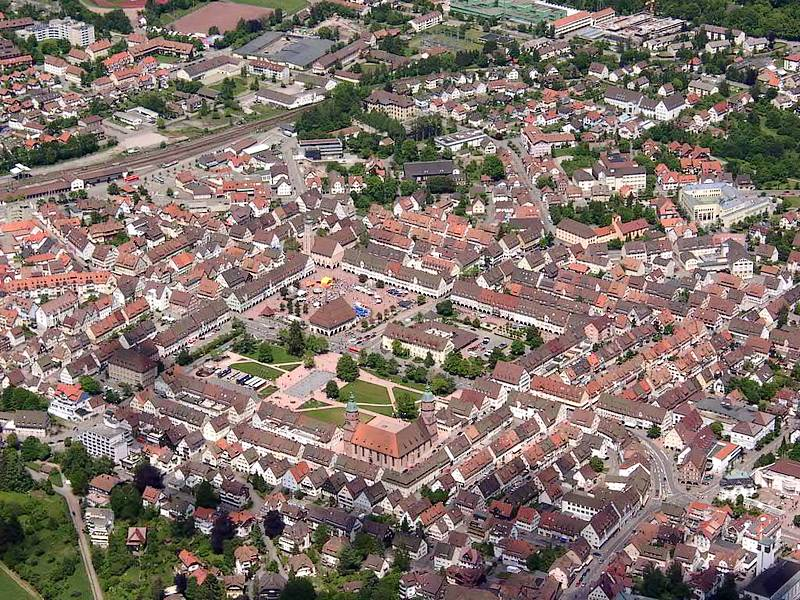
Interpretierend: Marktplatz in Freudenstadt
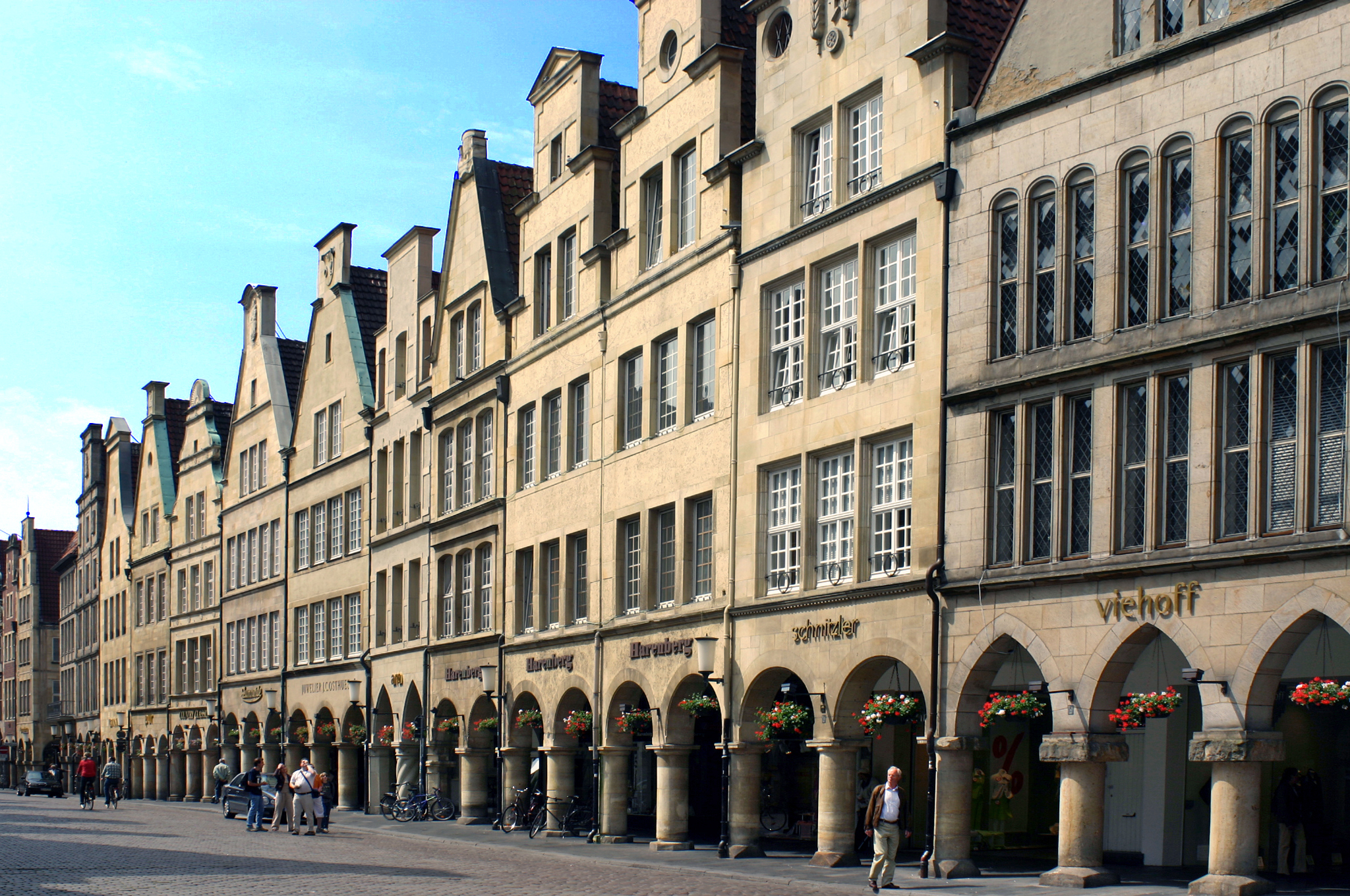
Interpretierend: Prinzipalmarkt in Münster
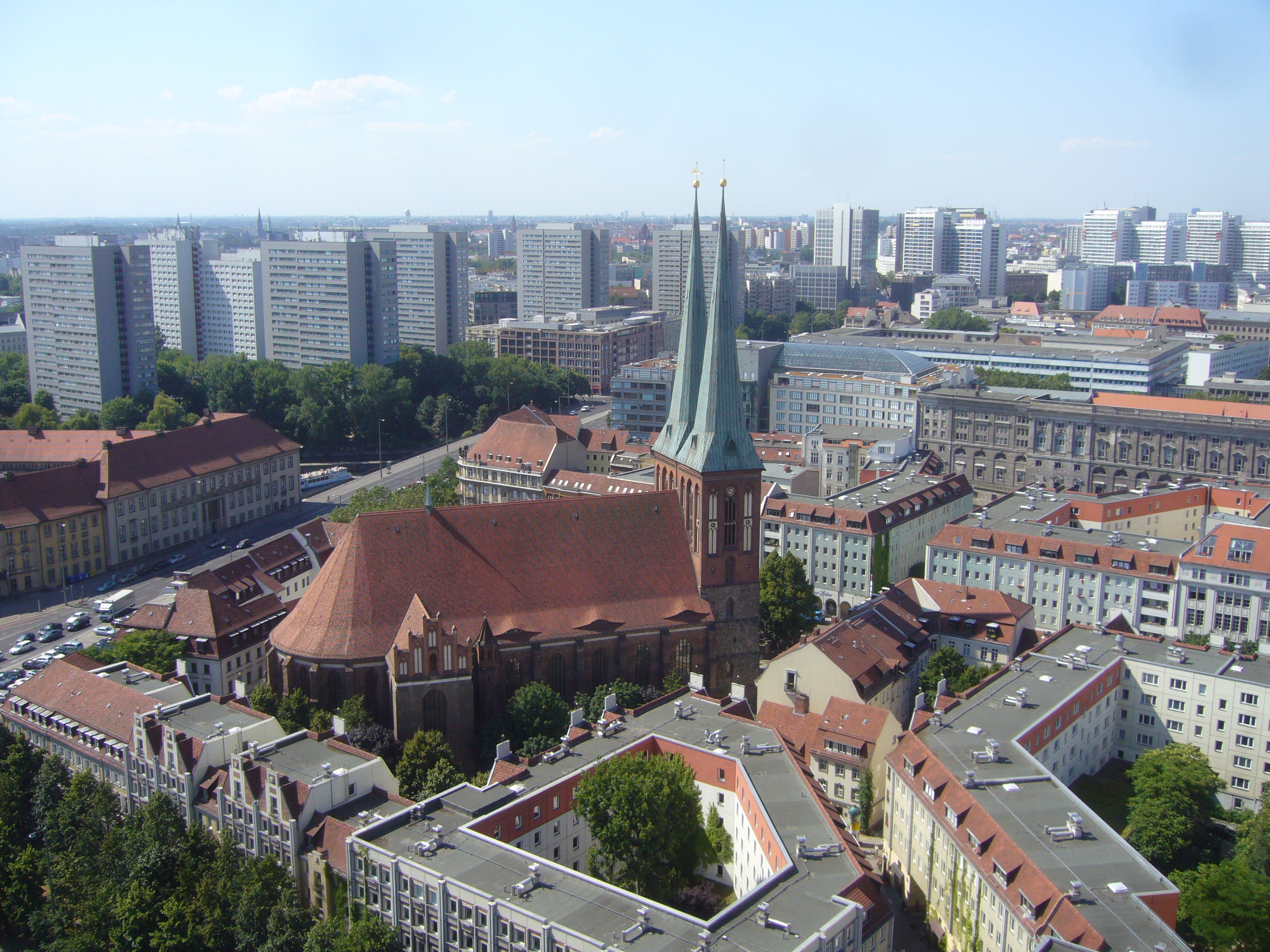
Replikativ: Nikolaiviertel in Berlin
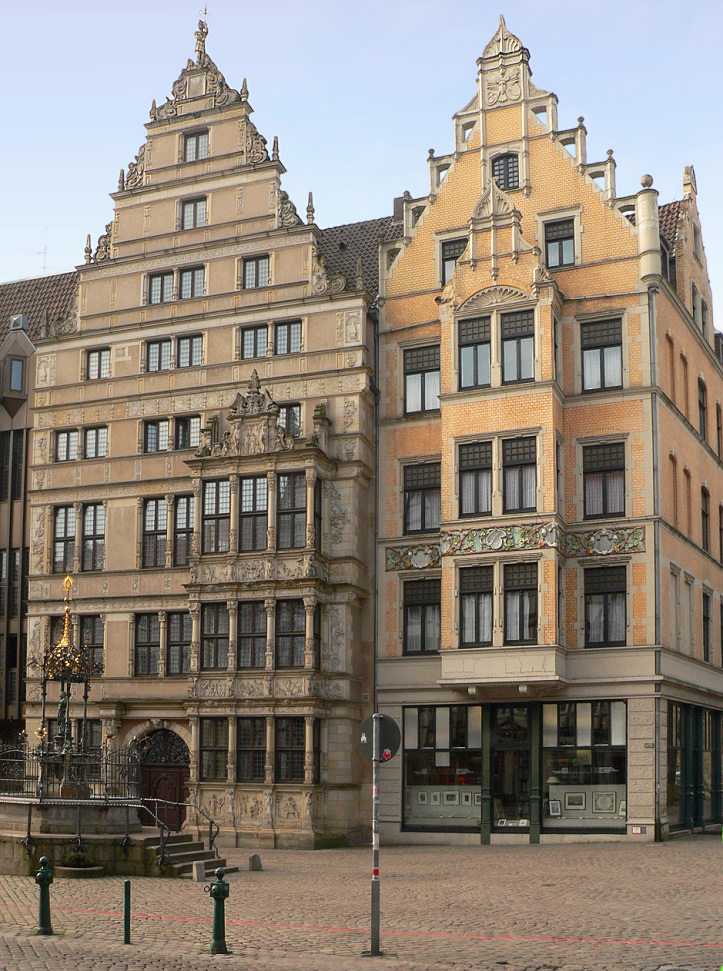
Replikativ: Leibniz-Haus in Hannover
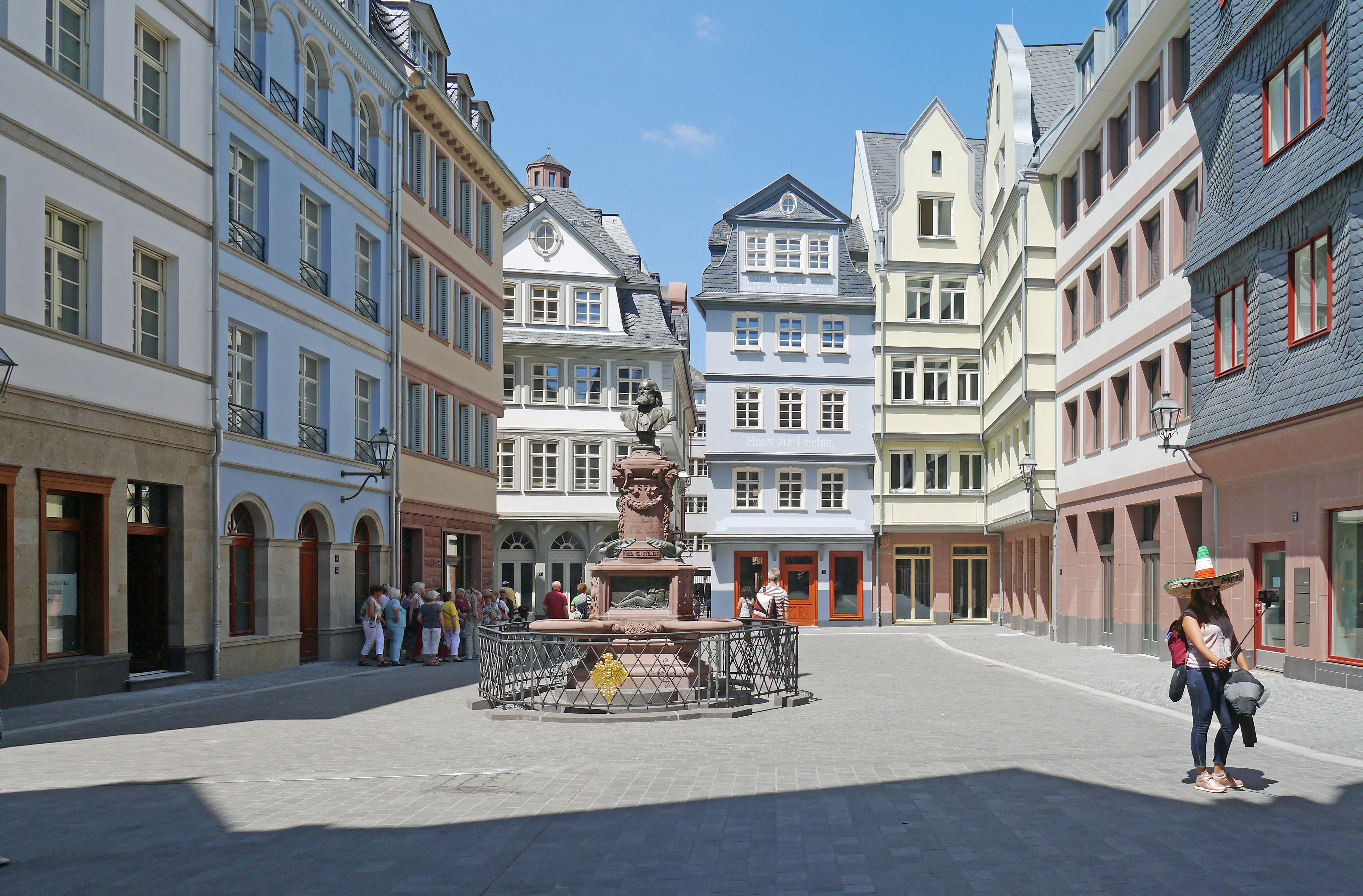
Gemischt: Dom-Römer-Viertel in Frankfurt am Main
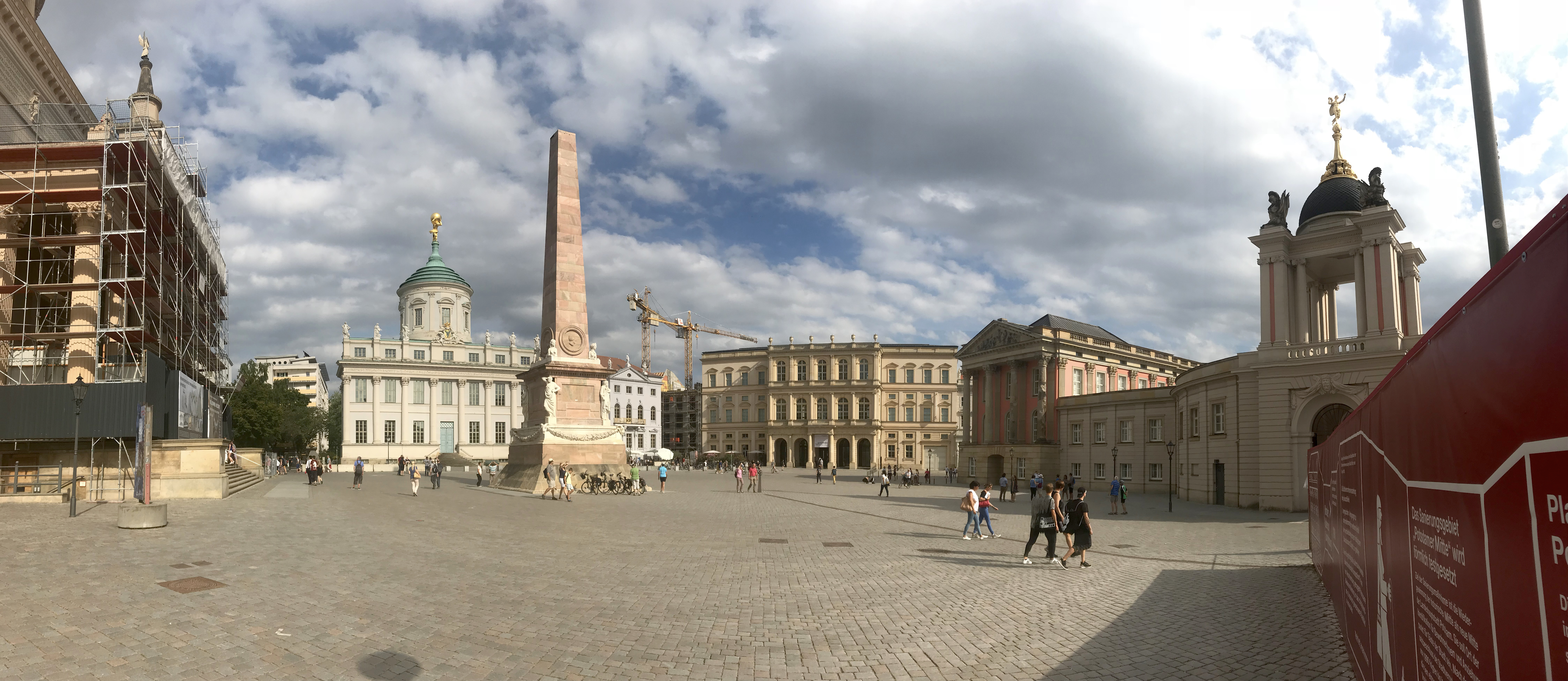
Gemischt: Alter Markt in Potsdam

In der Dresdener Inneren Altstadt wurden die verschiedenen Rekonstruktionsverfahren gemischt angewandt: Schon in den Nachkriegsjahrzehnten wurden einzelne Bauwerke, deren Ruinen überdauert hatten, unter der Leitung des Denkmalpflegers Hans Nadler wieder aufgebaut, etliche andere im Ruinenzustand gesichert und über Jahrzehnte gegen alle Abrisspläne verteidigt. Nach der Wende und friedlichen Revolution in der DDR und der deutschen Wiedervereinigung wurden nicht nur einzelne Gebäude rekonstruiert, allen voran die Frauenkirche, oder aus Ruinen wieder aufgebaut, wie das Dresdner Residenzschloss, sondern nach Warschauer Vorbild ganze Plätze und Straßenzüge, so weitgehend der Neumarkt, die Rampische Straße und die Landhausstraße. Dabei wurden einzelne Fassaden originalgetreu, andere nachempfunden, replikativ oder interpretierend wiedererrichtet. Beim Residenzschloss geschah alles zugleich: Die Fassaden im Großen Schlosshof wurden in Sgraffitotechnik bemalt, nach Kupferstichen der Bemalung durch die Gebrüder Gabriel und Benedetto Tola von 1556, womit jedoch nicht der letzte vorhandene Zustand wiederhergestellt wurde, sondern ein längst verlorener, denn die Sgraffito-Bemalung war bereits in der Barockzeit verschwunden. Deren Rekonstruktion ist daher sowohl originalgetreu, weil die Mauern noch größtenteils die originalen sind und die historische Maltechnik angewandt wurde, als auch nachempfindend, weil weder Überreste der Bemalung noch Fotografien vorhanden waren und die Rekonstruktion nach Kupferstichen nachempfunden werden musste; zugleich ist sie didaktisch, da sie den Bauzustand der Renaissancezeit zeigt und weil es derart großflächige Renaissance-Sgraffiti nirgends mehr gibt. Und schließlich ist diese Fassade relativ unumstritten, weil sie unbestreitbar prächtig ist. 

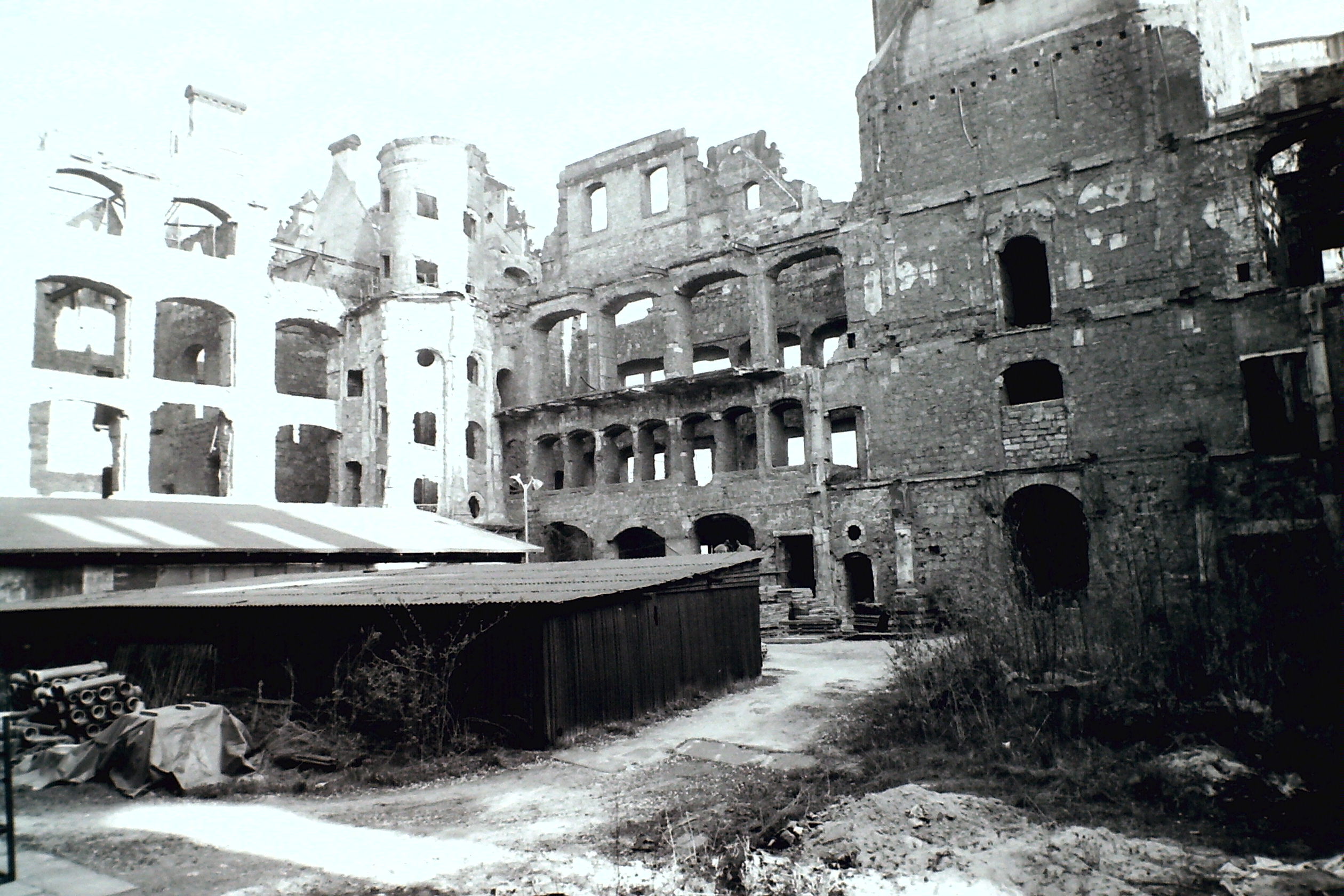
Dresdner Residenzschloss, Großer Schlosshof im Ruinenzustand
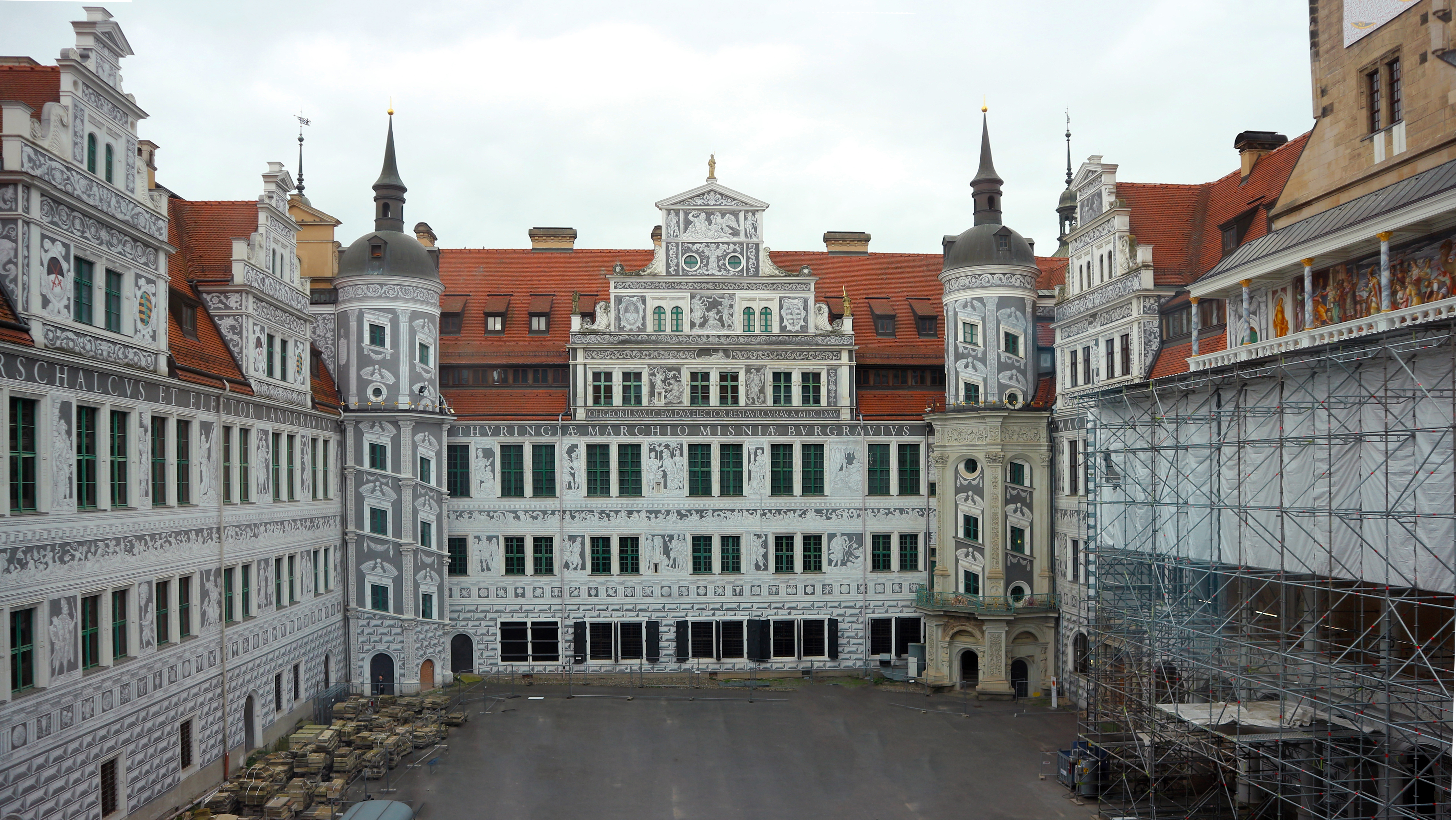
Rekonstruktion der Sgraffitofassaden von 1556

Doch selbst wenn ein Gebäude weitgehend originalgetreu wieder entsteht: Baurechtlich kommt eine Rekonstruktion einem Neubau gleich und ist daher im Allgemeinen noch kein Baudenkmal im Sinne des Denkmalschutzes. Rekonstruktionen können dennoch in den Denkmalschutz aufgenommen und sogar zu herausragenden Baudenkmälern ernannt werden, wie die Bauten der Warschauer Altstadt, die seit 1980 zum UNESCO-Welterbe gehören, oder die wiederaufgebaute Würzburger Residenz, die 1981 in die Welterbeliste aufgenommen wurde.

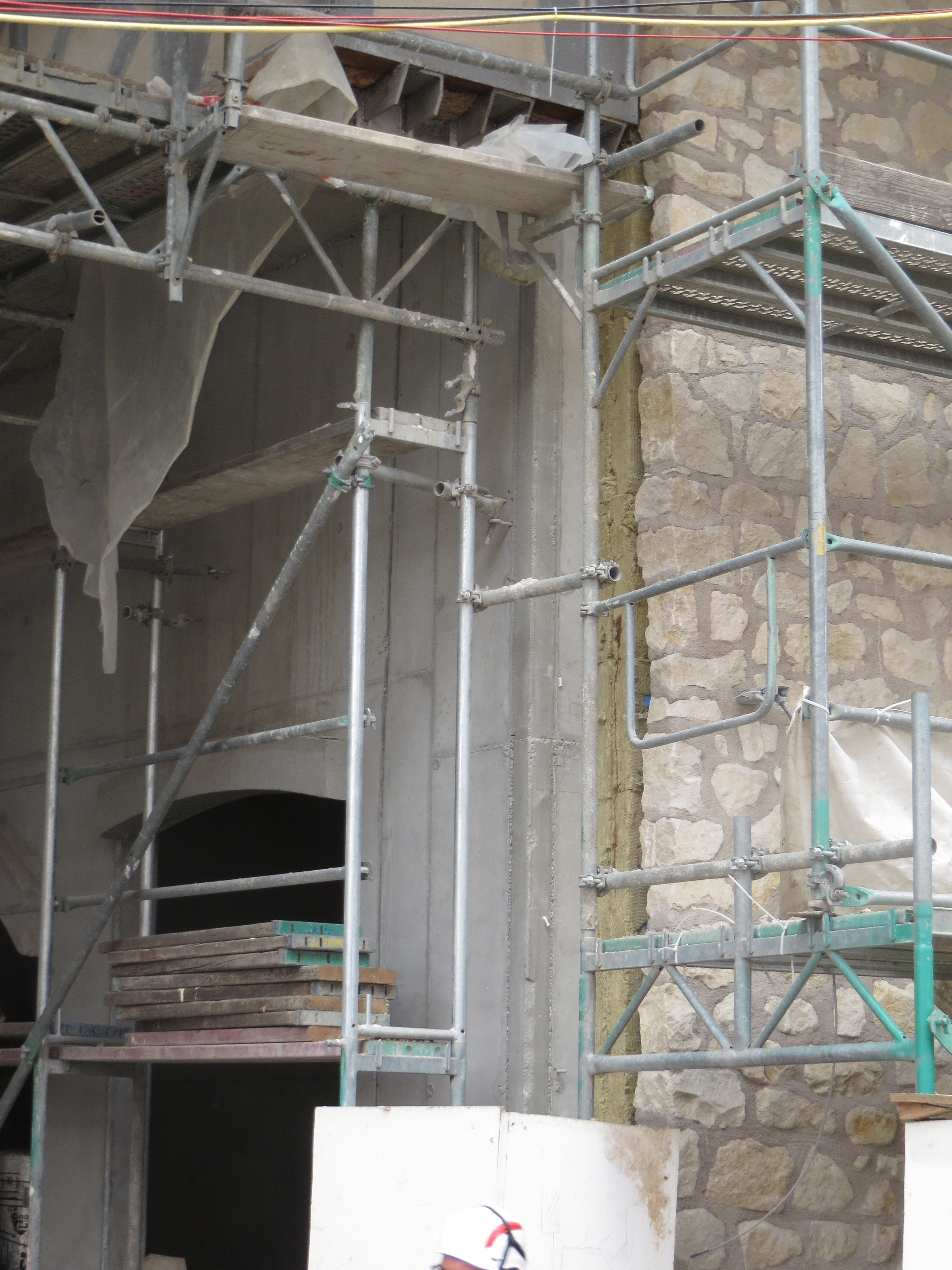
Unregelmäßiges dekoratives Natursteinmauerwerk mit dahinterliegender Luftschicht, Dämmung und Tragstruktur aus Beton beim Wiederaufbau des Dom-Römer-Viertels

### Herausforderungen bei Rekonstruktionen
Unabhängig davon, welche Art der Rekonstruktion vorgenommen wird, gibt es einige wiederkehrende Herausforderungen und Fragestellungen.
- Die Originalbauwerke wurden oft nur unvollständig dokumentiert, also müssen die fehlenden Teile neu erdacht werden.
- Die Baustoffe oder Bautechniken, die bei der Errichtung des Originals zur Anwendung kamen, sind kaum oder gar nicht mehr verfügbar bzw. finanziell nicht erschwinglich. Gleiches gilt für Handwerker, die die historischen Techniken und Materialien noch (oder wieder) beherrschen.
- Das Original entspräche nicht den Raumanforderungen, die die neue Nutzung des Gebäudes stellt. Das Gebäude wird im Inneren neu strukturiert und gegliedert.
- Das Replikat entspräche nicht den heutigen statischen Sicherheitsanforderungen, also muss man das Tragwerk verändern.
- Das Original oder Replikat entspräche bei gleichem Innenaufbau nicht den gesetzlichen Sicherheitsbestimmungen, wie im Brandschutz oder der Fluchtwege.
- Das Original oder Replikat entspräche nicht den heutigen gesetzlichen Anforderungen, z. B. nach Energieeinsparverordnung oder nach Barrierefreiheit.
- Das Original entspräche bei exakter Umsetzung nicht mehr heutigen Komfortansprüchen (Klima, Elektrotechnik, Sanitärinstallationen), also wird der Originalentwurf dementsprechend angepasst.

Die gesetzlichen Herausforderungen treffen allerdings vor allem auf originale Baudenkmale zu, da diese nicht neu geplant werden können und die Umbauten im Bestand vorgenommen werden müssen. Die Denkmalschutzgesetze gewähren meist jedoch Freiheiten bezüglich der Bestimmungen, sodass ein weitgehend originalgetreuer Erhalt von Altbausubstanz ermöglicht wird.

### Öffentliche Debatte
Bis in die 1920er Jahre wurden Wiederaufbauten in der Regel wie jedes andere Bauvorhaben diskutiert. Seit dem 20. Jahrhundert gibt es vielfältige Perspektiven auf die Wiederherstellung von ganz oder teilweise verlorenen Bauwerken – im Zuge einer globalen Modernismusbewegung, welche historische Referenzen häufig ablehnt, des Denkmalschutzverständnisses seit Georg Dehio und der CIAM-Charta von Athen und teils gegenläufiger Bewegungen wie der Postmoderne, dem nachhaltigen Städtebau und Neuem Urbanismus.
Seit dem Ende des Zweiten Weltkrieges wird insbesondere in kriegszerstörten Städten das Rekonstruieren von Gebäuden hinsichtlich verschiedener Aspekte diskutiert.
In der öffentlichen Debatte wird zumeist davon ausgegangen, dass historische oder historisierende Architektur von der Bevölkerung als ansprechender empfunden wird als modernistische Architektur. Der Verlust des „schönen Alten“ wird als ästhetische Minderung gesehen, historisch entstandene und schlecht geschlossene Baulücken als andauernder „Makel im Stadtbild“ erlebt.
Dies belegt unter anderem auch der Diskussionsverlauf bei Objekten wie dem Knochenhaueramtshaus in Hildesheim, das als Ersatz für einen als unangemessen empfundenen modernistischen Bau der Nachkriegszeit errichtet wurde. Bei diesem Gebäude verfuhr man sogar konstruktiv originalgetreu: Anstatt aus Stahlbeton mit vorgeblendeter Fassade wurde die Rekonstruktion in handwerklicher Weise als Fachwerkhaus, unter der Verwendung von Holznägeln, errichtet. Beim Dresdner Coselpalais hingegen, das von 1998 bis 2000 rekonstruiert wurde, verzichtete man sogar auf den historischen Innenhof; anstatt den konstruktiv sowie zur Belichtung und Belüftung erforderlichen Hof wieder herzustellen, entstanden künstlich belichtete Etagen sowie ein modernistischer Anbau zwecks Vermehrung der Bruttogeschoßfläche.
Die weltweite, jahrzehntelange sterile und einfallslose Wiederholung der ursprünglich bahnbrechenden und phantasievollen Formensprache der modernistischen Architektur, in weltweiter Verbreitung, dürfte an dem Misstrauen gegen zeitgenössische Lösungen ebenso ihren Anteil haben wie die Neigung der Postmodernen Architektur zur ironischen Effekthascherei.
Der Publizist Philipp Maaß sieht in der Rekonstruktion eine „Emanzipation der Bürgerschaft in Architektur und Städtebau“. Er fordert in diesem Zusammenhang, „einen wirklichen architektonischen Pluralismus wie zu Anfang des 20. Jahrhunderts nicht nur zuzulassen, sondern auch zu fördern“.
Unter Architekten und Denkmalpflegern ist die Rekonstruktion von Gebäuden häufig umstritten. Es stehen sich unterschiedliche Motive und Wertvorstellungen gegenüber. Insgesamt erweist sich die Frage der Rekonstruktion am prominenten städtischen Standorten im Kontext Stadtbild als wesentlich konfliktträchtiger, als dies bei abgelegenen Bauten oder im Freiland zutrifft, etwa bei den experimentellen oder didaktischen Rekonstruktionen.
Eine Reihe von aktuellen Rekonstruktionen, so der Neumarkt in Dresden, das Braunschweiger Schloss, das Berliner Stadtschloss oder das Henschelhaus am Königsplatz in Kassel, sind Neubauten mit historischer Fassadengestaltung, aber moderner Bautechnik und mit völlig neuen Nutzungen. Originale Bausubstanz ist bei den genannten Projekten oft kaum noch erhalten. Gegen diese Vorgehensweise wird vor allem von Architekten vorgebracht, es werde lediglich eine historische Anmutung erzeugt, um bestimmte Käuferschichten anzusprechen.
Für Rekonstruktionen mit fehlender Originalsubstanz gibt es allerdings auch prominente Beispiele. Der Wiederaufbau der völlig zerstörten Warschauer Altstadt wird als Rekonstruktion sogar in der UNESCO-Liste des Weltkulturerbes geführt. Von Ortsunkundigen werden rekonstruierte Bauten als solche im Allgemeinen nicht wahrgenommen, das Stadtbild gewinnt dadurch in den Augen des Betrachters an Attraktivität. Auch im Bewusstsein der Anwohner gerät die Tatsache der Rekonstruktion eines Gebäudes meist nach einiger Zeit in Vergessenheit, die Bauten werden wieder als organischer Teil ihrer Umgebung wahrgenommen. In der allgemeinen Rezeption der Baugeschichte sind Zerstörung und anschließende Rekonstruktion nicht mehr als eine Episode in der Geschichte des Bauwerks, die sich auf gewisse Art wenig von einer Generalsanierung unterscheidet. Der meist von Denkmalschützern vorgebrachte Wunsch nach Originalsubstanz kann auch bei vielen Altbauten nicht eingehalten werden, man spricht auch vom Theseus-Paradoxon.
In der behördlichen Denkmalpflege herrscht seit den Publikationen von Georg Dehio und Alois Riegl noch häufig die Meinung vor, dass Zerstörung als authentischer Teil der Geschichte eines Bauwerks akzeptiert werden müsse. Diese Haltung richtet sich gegen die umfassenden „Verbesserungsprojekte“ in der Epoche des Historismus, die bei Rekonstruktionen häufig einen historischen Idealzustand wiederherzustellen suchten. Zerstörungen, Um- und Ausbauten seien in der Geschichte von Baudenkmälern unumkehrbare Tatsachen, die durch eine ideale Rekonstruktion unlesbar würden. Dem gegenüber machen Rekonstruktionsbefürworter geltend, dass bestimmte zerstörte Bauten kunsthistorisch von so herausragender Bedeutung und so hoher gestalterischer Qualität gewesen sind, dass auch Jahrzehnte nach ihrem Verschwinden ein legitimes Interesse bestehen kann, sie zu rekonstruieren. Dies auch im Sinne der Rückgewinnung von Baukultur und der „sanften Heilung“ von z. B. kriegszerstörten Städten. Außerdem kann eine Wiederherstellung im Sinne einer historischen Dokumentation als museal-pädagogische Maßnahme bedeutsam sein. In diesen Zusammenhang gehört auch der Wunsch, erhalten gebliebene originale bewegliche Ausstattungsstücke wie Möbel, Gemälde, Skulpturen wieder in dem rekonstruierten Raum zu zeigen, zu dessen Ausstattung sie ehemals gehörten, anstatt sie lediglich in der neutralen Umgebung eines Museums zu präsentieren oder in einem Magazin für die Öffentlichkeit unzugänglich aufzubewahren.
Auch beim Abbruch oder nach der Zerstörung geborgene Spolien der Architektur selbst können als Argument für eine Rekonstruktion dienen, durch die Einfügung in das rekonstruierte Bauwerk wird ihre ursprüngliche Wirkung wieder erlebbar, oft ist sie allerdings (zu starke Schäden, Gefahr der Verwitterung usw.) nicht möglich. Fälle wie die Dresdner Frauenkirche, bei der möglichst jeder erhaltene und aus den Trümmern geborgene Stein am Originalstandort wieder eingebaut wurde, sind aufgrund des großen technischen und finanziellen Aufwandes seltene Ausnahmen.
Eine im Denkmalschutz entscheidende Frage ist die nach der Originalsubstanz. Damit ist nicht alleine die zur Bauzeit errichtete Materie gemeint, sondern gerade auch die verschiedenen späteren Schichten, die jeweils Zeugnisse ihrer Zeiten sind. In der Denkmalpflege werden heute diese Schichten gemeinsam mit der bauzeitlichen Substanz als Wert angesehen, wenn sie jeweils nach kunsthistorischer Einschätzung einen Wert besitzen. Die Praxis der Bau- wie auch Kunstgeschichte geht so weit, nicht eine bestimmte Fassung eines Objekts als „das Original“ zu erachten, weder die Erstfassung oder die prächtigste oder seinerzeit populärste, noch die letzte, die sich in der Erinnerung festgesetzt hat. Wenn ein Objekt auf einen früheren Zustand zurückgeführt würde, ließe sich nicht gerechtfertigt entscheiden, auf welchen. Verglichen mit dieser speziellen Auffassung von Substanz verfüge eine Rekonstruktion nie über die historische Vielschichtigkeit und auch nicht die Geschichte des Originals. Mit der Rekonstruktion eines bestimmten historischen (Ideal-)Zustandes gehe unweigerlich die Authentizität eines gegebenenfalls beschädigten Baudenkmals oder einer Ruine verloren. Ein nachempfundener Neubau entspreche aufgrund veränderter Materialien und Bautechniken auch bei bester Originalgetreue niemals seinem Vorbild. Als historisches Dokument sei das Zerstörte in jedem Falle verloren und sein Ersatz konstituiere ein neues Dokument. Mit der Charta von Venedig von 1964 wurde für die Denkmalpflege eine zentrale und international anerkannte Richtlinie für den Umgang mit originaler Bausubstanz geschaffen; sie ist der wichtigste denkmalpflegerische Text des 20. Jahrhunderts und legt zentrale Werte und Vorgehensweisen bei der Konservierung und Restaurierung von Denkmalen fest.
Verlust an baulichem Erbe wird allerdings von vielen Bürgern vor allem als Verlust an Lebensqualität gesehen; und manchen Gebäuden wird eine über die reine Substanz hinausgehende ideelle Bedeutung zugesprochen. Bestimmte, verloren gegangene Gebäude werden für die Identität eines Ortes als prägend empfunden, die Bewohner identifizieren diese Gebäude als unentbehrlichen Teil ihrer Stadt. Dagegen wird in der Regel von Architekten und Denkmalpflegern eingewandt, ein rekonstruiertes Gebäude habe immer den Aspekt einer Kulissenarchitektur und erreiche nie mehr den kulturellen und ideellen Wert des Originals – ein Gesichtspunkt der „Redlichkeit“, der von Rekonstruktionsbefürwortern eher als sekundär empfunden wird. Rekonstruktionsgegner geben auch oft zu bedenken, die Wiedererrichtung könnte zur Verklärung der Vergangenheit beitragen. Herausragende Bauwerke tragen jedenfalls meist hohen Symbolcharakter. Deren Zerstörung überhöht diese Symbolinhalte. Wie sich das auf eine Rekonstruktion überträgt, lässt sich schlecht vorhersagen.
Rekonstruktionskritiker aus dem Architektenstand und verwandten Berufen gehen von der Vorstellung aus, moderne Stadtgestaltung und zeitgenössische Architektur seien Ausdruck gesellschaftlicher Identität, die sich kontinuierlich weiterentwickelt. Danach sei es für eine Gesellschaft wichtig, ihre Architektur, die ihren Lebensumständen und Bedürfnissen gerecht wird und deren Ausdruck sie ist, durch Bauprojekte zu pflegen, und nicht hingegen, alte Architektur nachzuschöpfen. Dieser Konsens, was das Zeitgemäße sei, wird von den Befürwortern der Rekonstruktion in Frage gestellt. Aus kulturhistorischer Sicht sehen die Kritiker Rekonstruktion als Phänomen des 19. und 20. Jahrhunderts, das in der Geschichte kaum Vorbilder hatte und heute überholt sei. Rekonstruktion könne damit nur eingeschränkt historisch legitimiert sein. Zum anderen sei auch der Begriff Stadtbild – als über das Einzelgebäude hinausgehende architektonische Einheit – erst im Laufe der Moderne in das Blickfeld der Architektur geraten. Befürworter der Rekonstruktion haben dagegen wenig Berührungsängste mit den harmonistischen Architekturauffassungen des 19. Jahrhunderts und verweisen auch auf die nachhaltige Popularität der nach unzulässigen Prinzipien „damals fertiggestellten“ Dome. Gerade der freie Zugriff auf die Formensprache aller früheren Epochen wird aber als einer der Wesenszüge des Historismus wie auch der Postmoderne gesehen. In anderem Sinne erfülle die Rekonstruktion gerade darum die Forderung nach der Antwort auf die Bedürfnisse der Zeit und ist in diesem Sinne Ausdruck der zeitgenössischen Bautätigkeit. Wie spätere Geschichtsepochen über die zeitgenössische Phase der Architektur und ihre Eigenheiten urteilen werden, lässt sich nicht sagen.
Für Architekten ist es oft nicht erstrebenswert, Nachbildungen auszuführen, statt Neues zu schaffen. In diesem Sinne ist jeder Neubau „historisch getreuer“, weil auch die zerstörten Objekte seinerzeit Ausdruck ihrer eigenen Zeit waren. Einerseits ist die „Idee eines Gebäudes“ das eigentliche Werk eines Architekten und eine Rekonstruktion würde in diesem Sinne eine Würdigung darstellen. Zum anderen arbeitet jeder Architekt in irgendeiner Weise mit der Geschichte des Bauplatzes. Dieser Bezug auf die Vorgängerbauten ist als Würdigung zu sehen, auch wenn sie in ausdrücklichem Kontrast steht. Baulösungen der Architekten des Historischen konkurrieren zu einem Neuprojekt. Es bleibt die prinzipielle Frage stehen, warum man etwas wieder entstehen lassen soll, statt ein neues Gebäude zu errichten.
An prominenten Einzelbeispielen von Rekonstruktionsvorhaben und -ausführungen zeigt sich, dass Architektur in der Öffentlichkeit ein Faktor ist, der noch genauso polarisieren kann, wie das aus der Geschichte der Architektur aller Zeiten bekannt ist. Weltweit gesehen ist die gesamte Diskussion um pro und contra Rekonstruktion eine in eurozentrischen Feinfühligkeiten verwurzelte Problematik. Andere Kulturen, sowohl der angloamerikanische Raum wie auch Asien, gehen mit der Thematik anders um: Die regelmäßige komplette Neuerrichtung eines buddhistischen Tempels gehört in der asiatischen Baukunst zur jahrhundertealten Tradition, das europäische Konzept „originalgetreu“ spielt in diesem Kulturkreis, der im philosophischen Kern alles Materielle als wertlose Hülle erachtet, bis heute eine untergeordnete Rolle. Die 2000 Jahre alten Ise-jingū-Schreine in Japan werden alle 20 Jahre nach exakt denselben Plänen aus Holz rituell neu errichtet. In China etwa werden, während ganze historische Städte und Stadtkerne stadt- und wirtschaftsplanerischen Großprojekten geopfert werden (Shanghai, 3-Schluchten-Damm), umgekehrt auch historisierende Projekte verwirklicht – etwa das Altstadtprojekt von Datong einer Stadt im Mingstil oder die Wiederherstellung der in der Kulturrevolution zerstörten Sakralbauwerke. Auch in den USA spielt der Denkmalgedanke nur eine untergeordnete Rolle und bezieht sich auf zeit- und kulturgeschichtlich bedeutende historic monuments denn auf baugeschichtliche.

### Akzeptanz von Rekonstruktionen
Bei einer repräsentativen Befragung des Instituts Forsa im Auftrag der Bundesstiftung Baukultur waren 80 % aller Teilnehmer für den Wiederaufbau von historischen Gebäuden und 15 % dagegen. Besonders hoch war die Zustimmung zu Rekonstruktionen unter den Frauen (83 %) und den 18- bis 29-Jährigen (86 %). Auf die Frage, ob historische Gebäude auch bei anderer Nutzung wiederaufgebaut werden sollten, antworteten 80 % aller Teilnehmer mit „ja“ und 16 % mit „nein“.

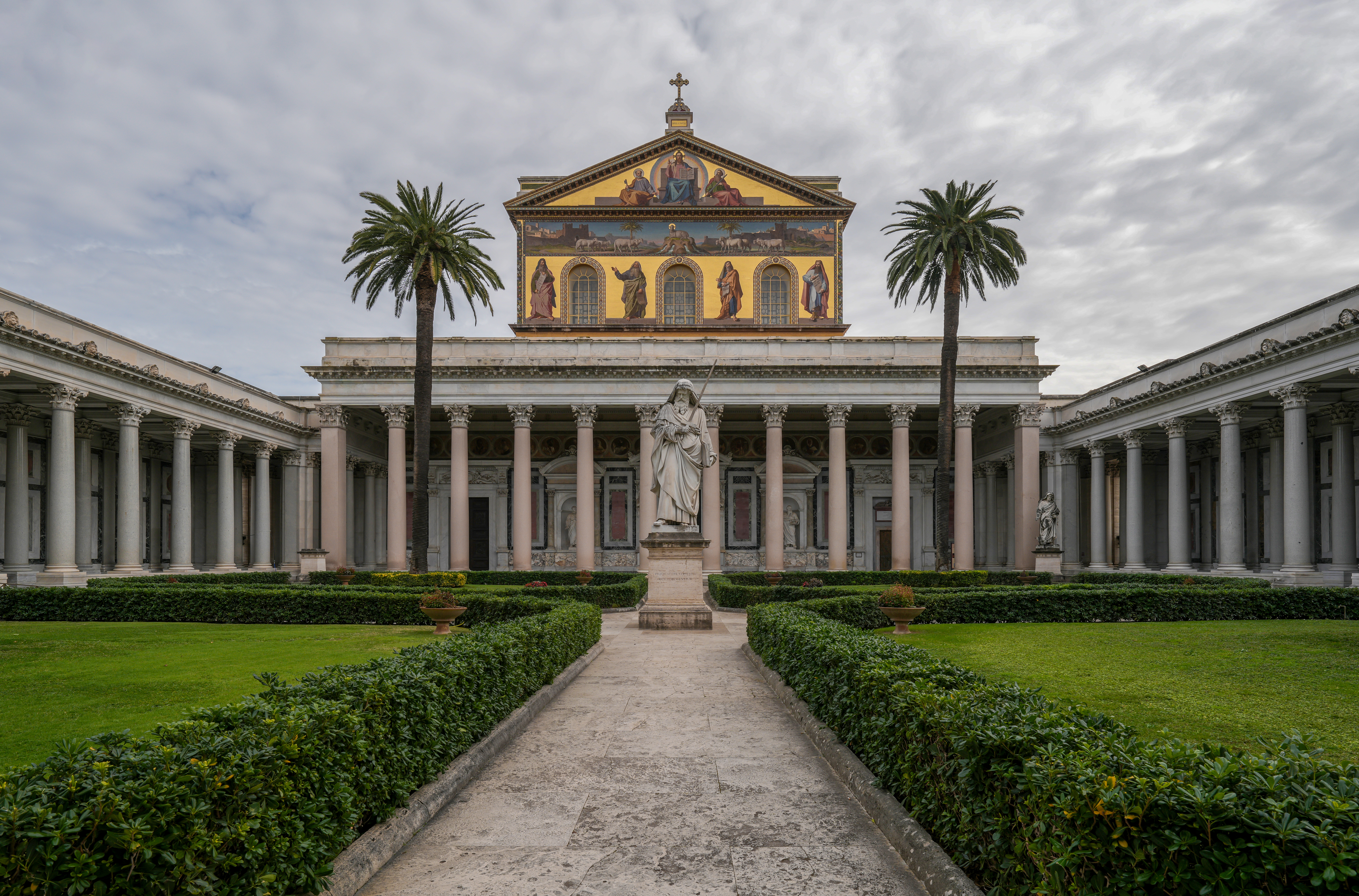
Papstbasilika St. Paul vor den Mauern in Rom – 1823 ausgebrannt, bis 1840 rekonstruiert

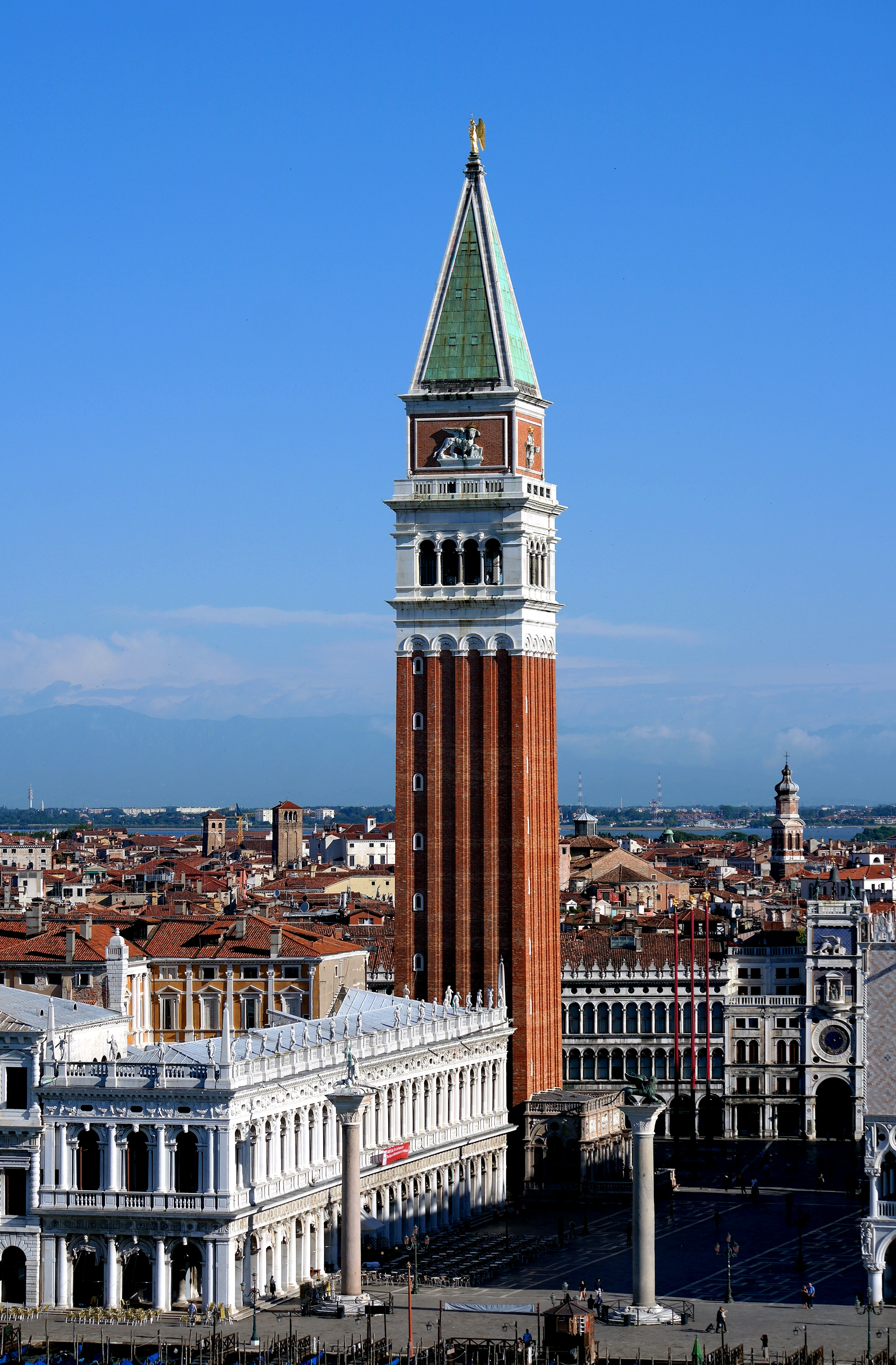
Markusturm in Venedig – 1902 eingestürzt, bis 1912 rekonstruiert, seit 1987 UNESCO-Welterbe

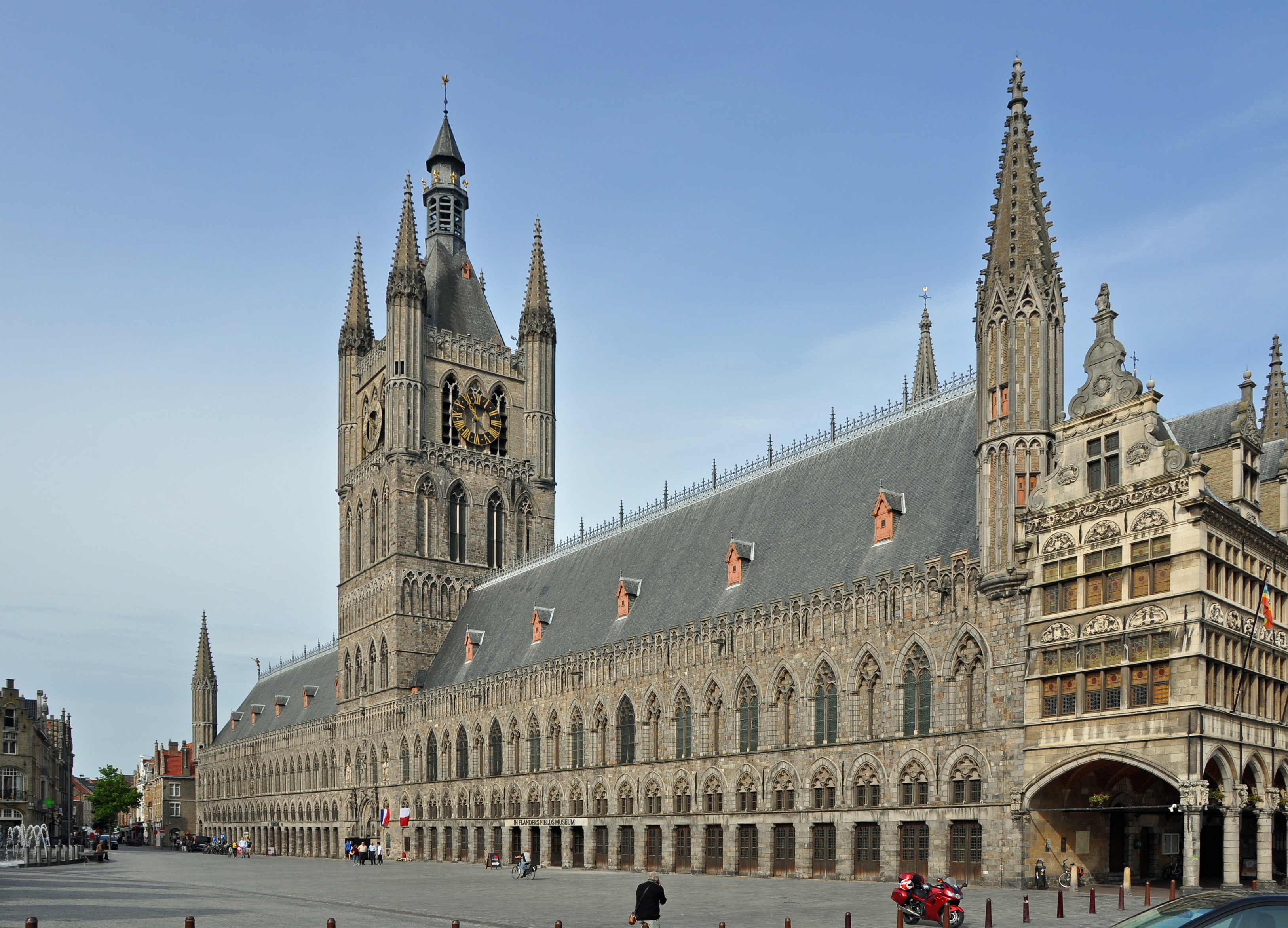
Tuchhallen in Ypern – 1918 zerstört, bis 1967 rekonstruiert, seit 1999 UNESCO-Welterbe

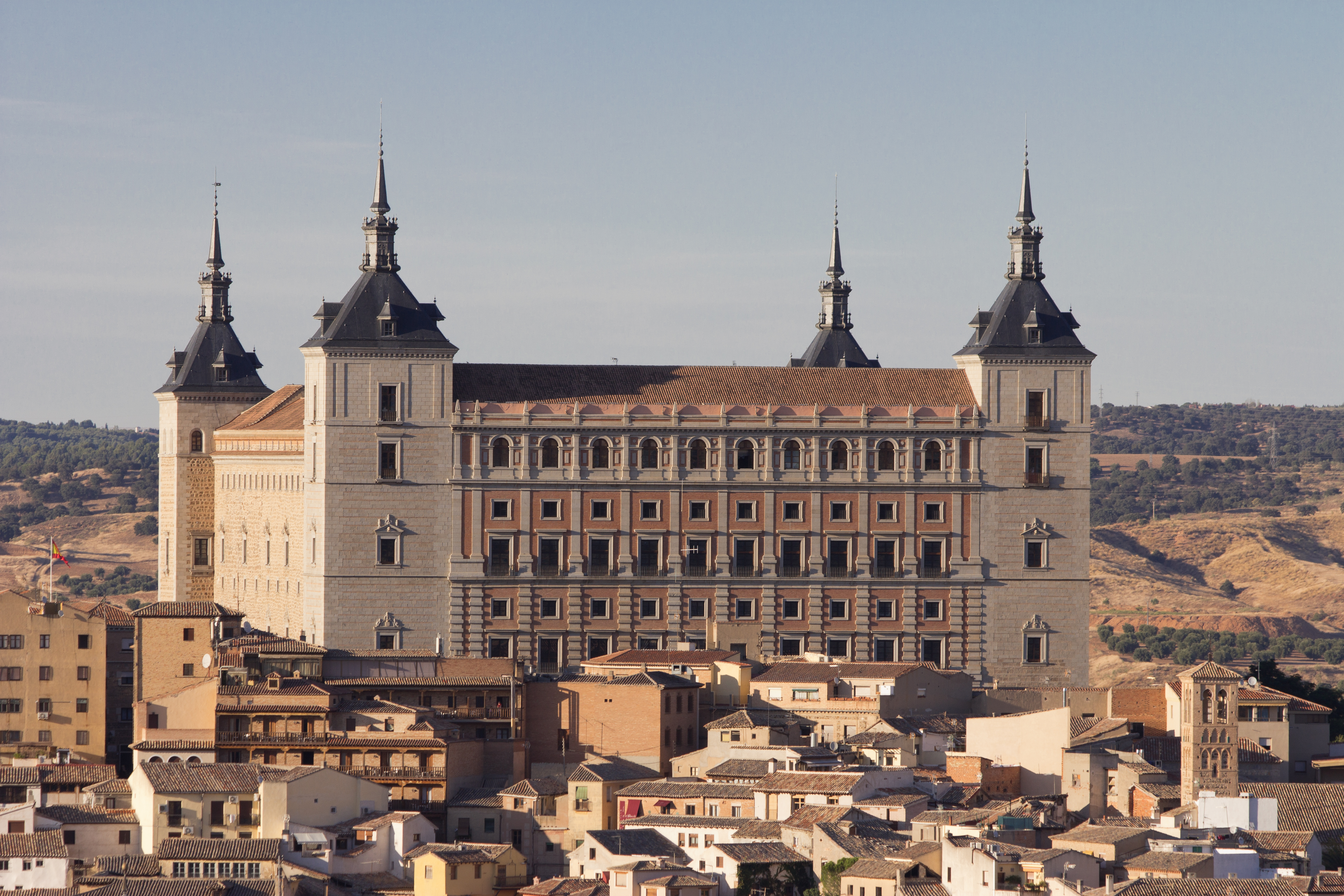
Alcazar von Toledo – 1936 zerstört, 1939 bis 1957 rekonstruiert

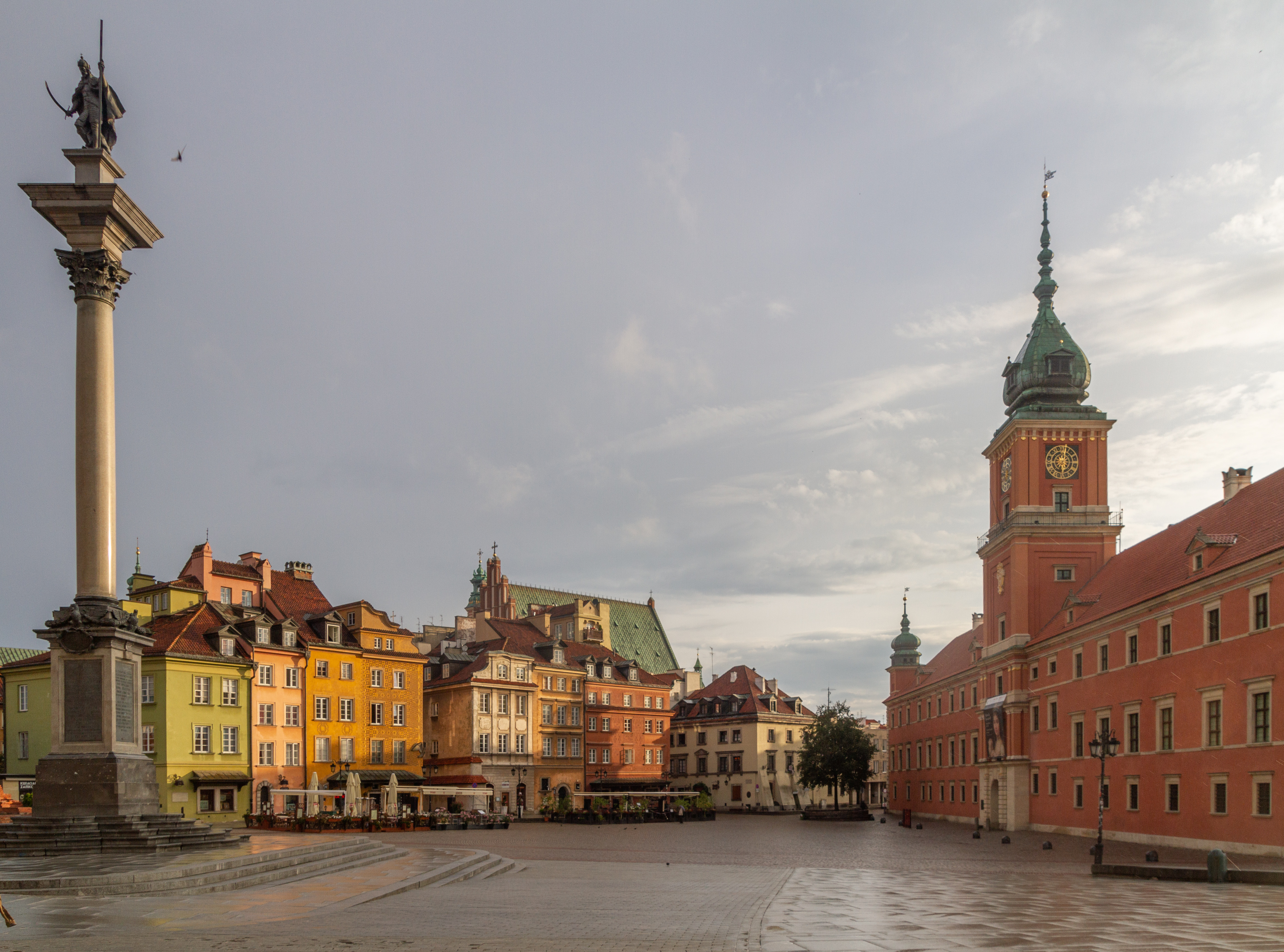
Warschauer Altstadt – 1944 unter deutscher Besatzung zerstört, bis 1955 rekonstruiert, seit 1980 UNESCO-Welterbe

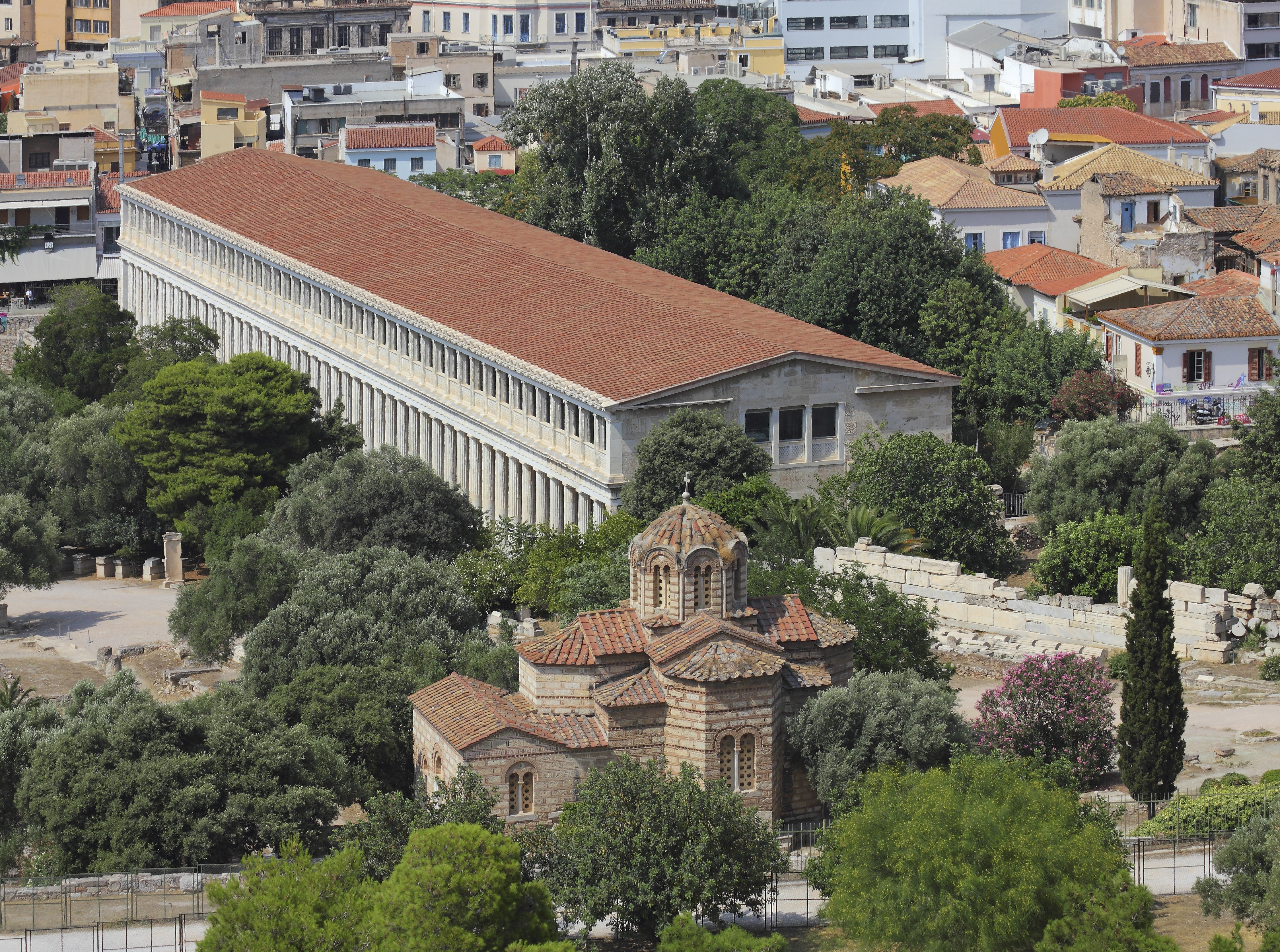
Stoa des Attalos in Athen (Rekonstruktion von 1956)

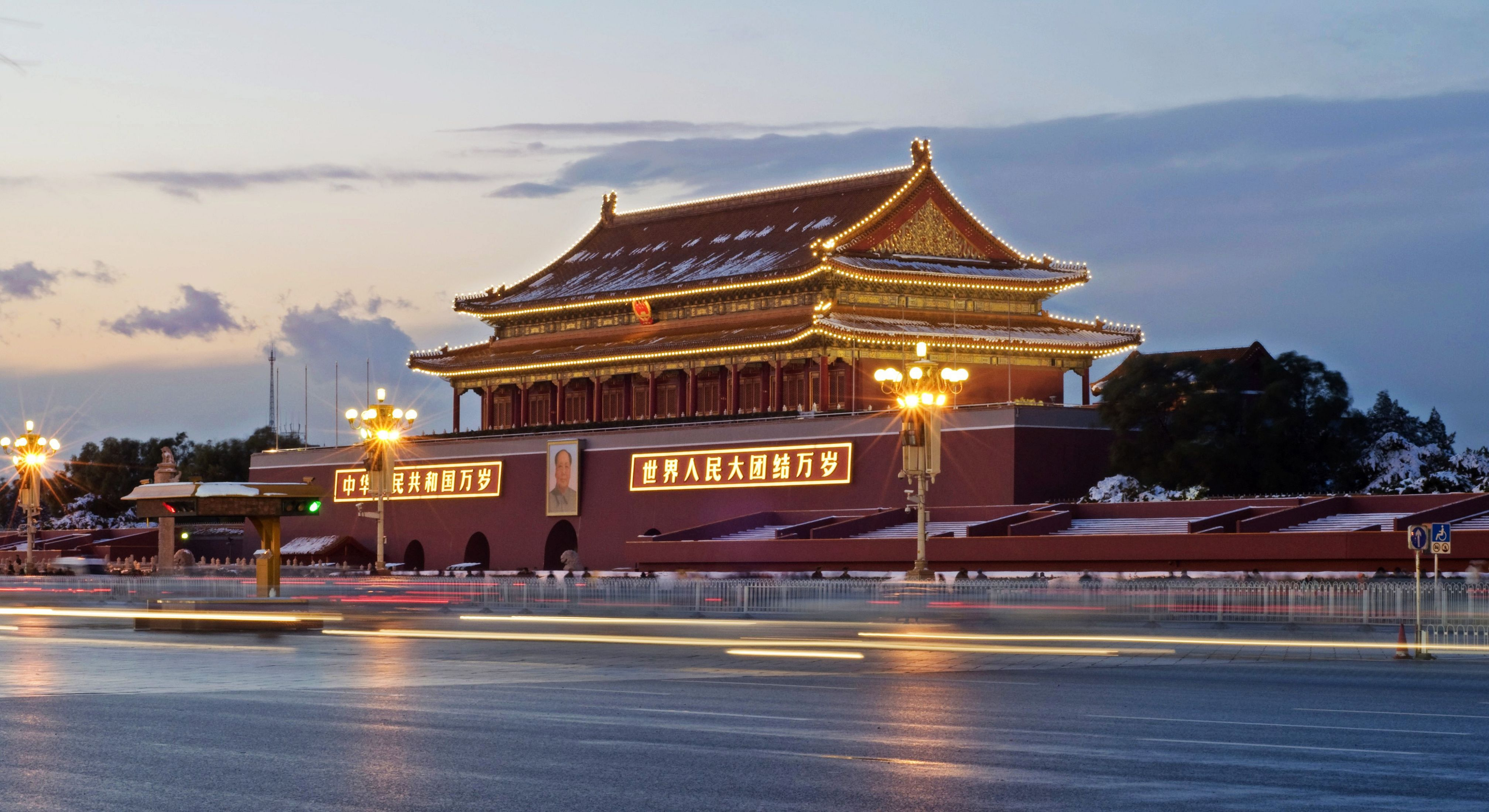
Tor des Himmlischen Friedens in Peking (Rekonstruktion von 1970)

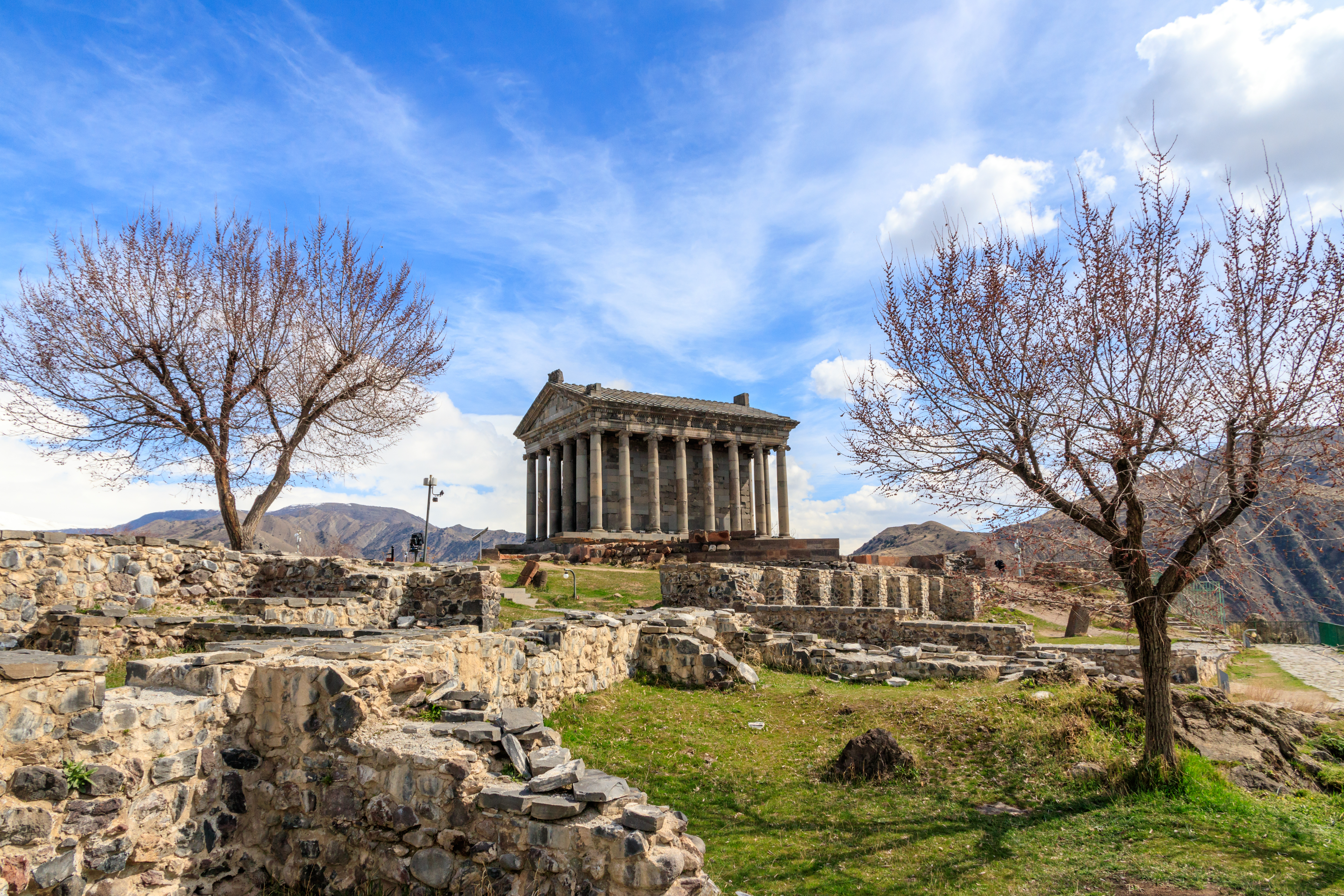
Tempel von Garni (Rekonstruktion von 1975 aus Original-Teilen)

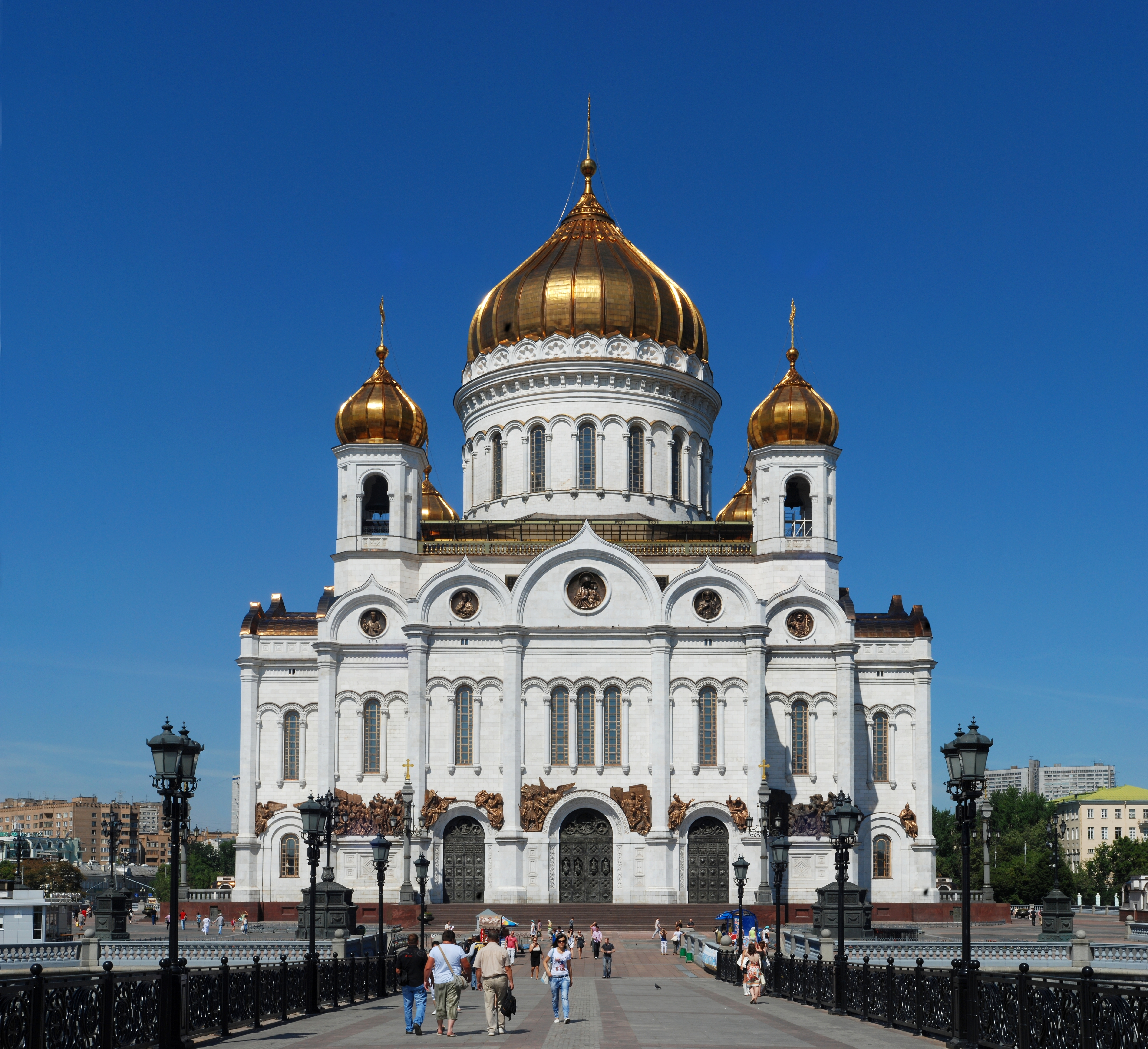
Christ-Erlöser-Kathedrale in Moskau – 1931 unter Stalin abgerissen, 1995 bis 2000 rekonstruiert

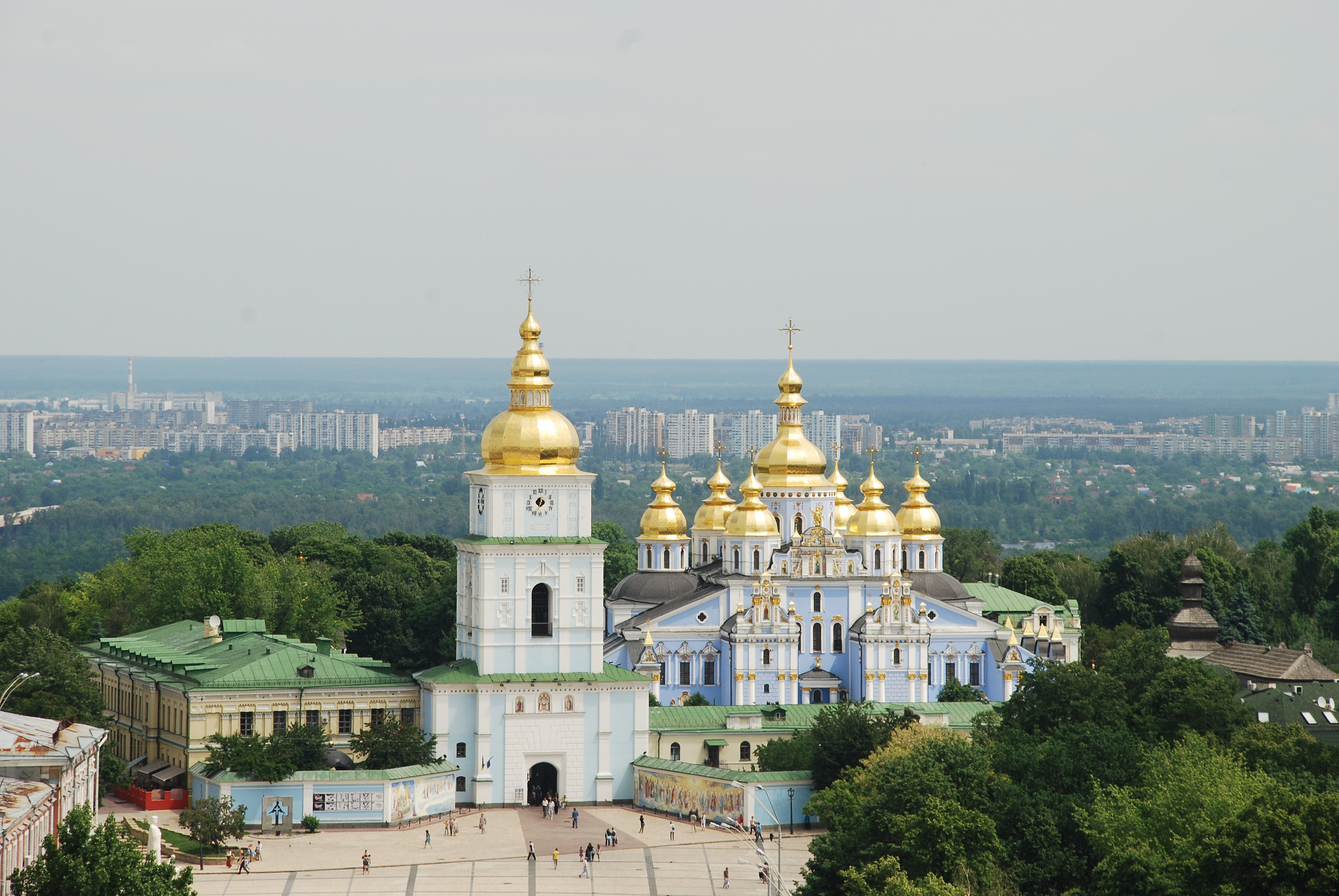
St. Michaelskloster in Kiew – 1936 unter Stalin abgerissen, 1997 bis 1999 rekonstruiert

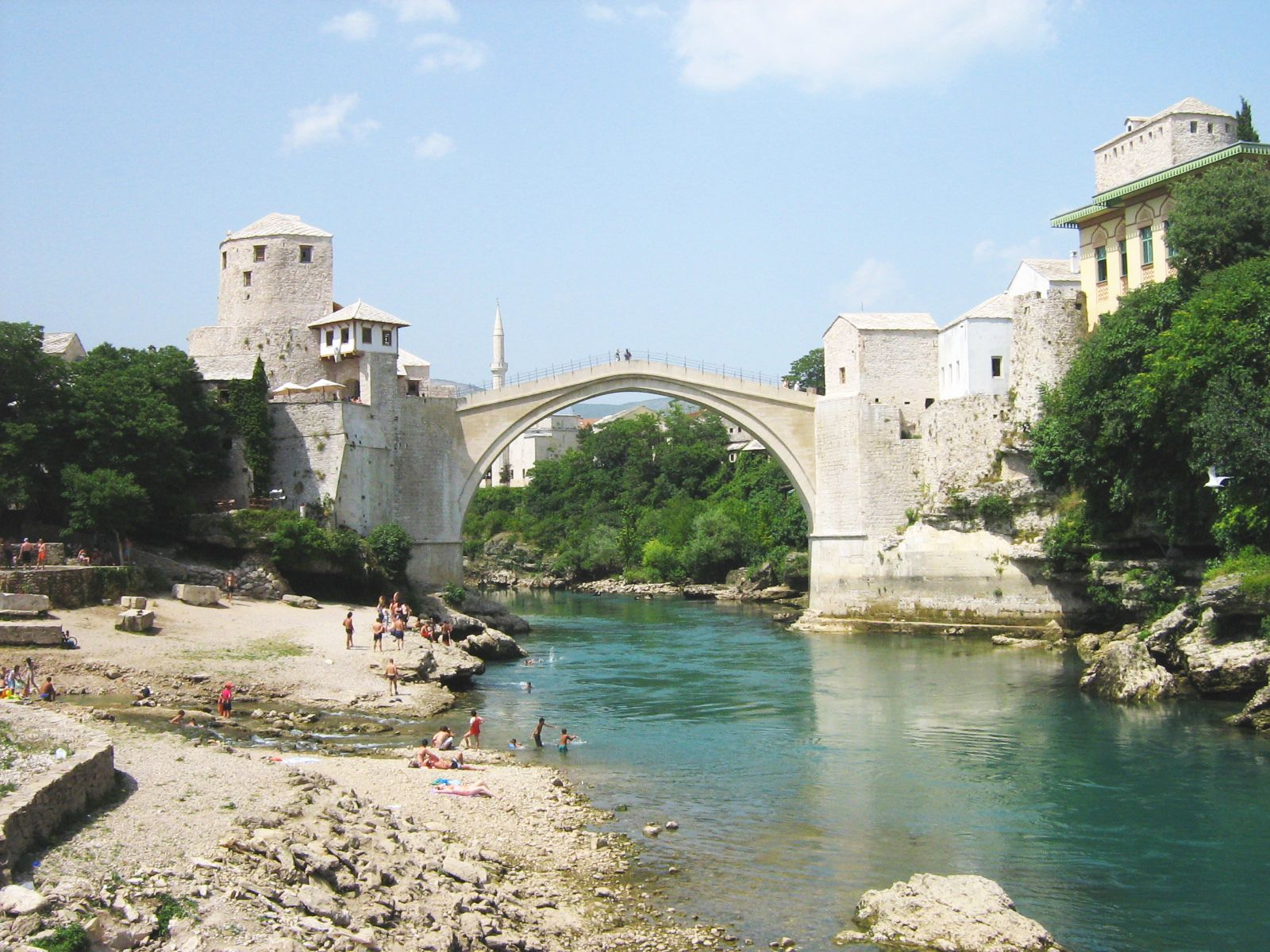
Alte Brücke in Mostar – 1993 im Bosnienkrieg zerstört, bis 2004 rekonstruiert, seit 2005 UNESCO-Welterbe

## Beispiele für Rekonstruktionen

### Abgeschlossene Rekonstruktionen am Ursprungsort
Prominente Beispiele mit weltweiter Aufmerksamkeit, die die Vielfalt der rekonstruktiven Intentionen und Methoden beleuchten:

#### Vor 1945
- Papstbasilika St. Paul vor den Mauern in Rom: 1823 bei einem Brand zerstört, bis 1840 originalgetreu wiederaufgebaut[8]
- Markusturm in Venedig: Die weitgehend originalgetreue Kopie des 1902 eingestürzten Gebäudes war für das beginnende 20. Jahrhundert ein richtungsweisendes Projekt – die ausgehende Gründerzeit war noch ganz dem Denken der völligen städtebaulichen Neugestaltung unter willkommenem Entfernen aller veralteten Strukturen verhaftet.
- Tuchhallen in Ypern: 1918 zerstört, bis 1967 rekonstruiert, seit 1999 UNESCO-Welterbe
- Stonehenge in Südengland: Im 16. Jahrhundert noch weitgehend erhaltene Megalithkonstruktionen, die bis in das 19. Jahrhundert großteils umgestürzt sind, werden von William Gowland um 1900 wieder aufgestellt. Weil die Anlage auch aus astrochronologischen Gesichtspunkt interessant ist, ist der durch die Rekonstruktion entstandene Verlust der Originallage schmerzlich.
- Alcázar von Toledo: Die im Spanischen Bürgerkrieg 1936–39 zerstörte Festung wurde im Anschluss weitgehend originalgetreu wiederaufgebaut.
- Geißelungskapelle in Jerusalem: Herzog Max Joseph in Bayern finanzierte 1838 den Ankauf der seit langem verfallenen Kapelle durch die Kustodie des Heiligen Landes und ihre Wiederherrichtung für den Gottesdienst. 1927–1929 wird unter dem Architekten Antonio Barluzzi der noch heute vorhandene Bau im Stile des Mittelalters errichtet.[9]
- Governor’s Palace in Williamsburg, Virginia: Der 1781 durch Brand zerstörte Gouverneurspalast wurde 1927–1934 aus dem Gesichtspunkt einer Komplettierung des touristisch-musealen Stadtbilds des Colonial Williamsburg nach alten Vorlagen wieder errichtet.

#### Nach 1945

##### In Europa
- Warschauer Altstadt und Königsschloss: Die vorwiegend in den Jahren 1946 bis 1953 erfolgte Rekonstruktion der Warschauer Altstadt und des Königsschlosses 1971–1984 wurden als „Meisterleistung“ gewürdigt. Sie ist heute als Weltkulturerbe von der UNESCO anerkannt. Die kriegszerstörten Altstädte von Breslau, Posen und Danzig wurden teilweise wiederaufgebaut.
- Unterhaussaal im Westminster-Palast in London: 1941 bei einem deutschen Luftangriff zerstört, 1945–1950 rekonstruiert[10]
- Saint-Malo in der Bretagne im Nordwesten Frankreichs: Im August 1944 wurde die Innenstadt von Saint-Malo (intra muros) zu etwa 85 Prozent durch anglo-amerikanische Bombardierungen zerstört. Bald nach dem Krieg bemühte die Stadt um einen möglichst originalgetreuen Wiederaufbau der gesamten Altstadt, der europaweit als vorbildlich gilt.[11] Man stützte sich dafür auf alte Pläne und Abbildungen der Stadt.
- Forum Fridericianum und Gendarmenmarkt in Berlin: Die kriegszerstörten Bauensembles in der historischen Mitte wurden zu DDR-Zeiten rekonstruiert.
- Kloster Montecassino in Italien: Am 15. Februar 1944 durch alliierte Bombenangriffe zerstört, da Wehrmachtsoldaten im Kloster vermutet wurden – die Kunstschätze hatte man zuvor im Vatikan in Sicherheit gebracht. Das Kloster wurde anschließend innerhalb von 10 Jahren nach alten Bauplänen wiederaufgebaut und zeigt im Fernbild sowie im Detail wieder seine ursprüngliche Erscheinung.
- Burg Nassau in Rheinland-Pfalz: Der 1979 abgerissene und danach mit modernem Baumaterial in teilweise idealisierter Form wiederaufgebaute stauferzeitliche Palas gilt als Beispiel für einen Verstoß gegen die Grundsätze der Charta von Venedig von 1964. Unter Beseitigung wertvoller Originalsubstanz wurde ein falsches Bild neohistoristischer Nachempfindung geschaffen, das dem Besucher ein Bauwerk vorgaukelt, das in dieser Form nie bestanden hat, während Authentizität und Zeugniswert, was Baugeschichte, Bautechnik und Konstruktion betrifft, zerstört wurden.
- Tempel von Garni in Armenien: Der gräkoromanische Tempel in Armenien wurde 1386 geplündert. Im Jahr 1679 wurde er durch ein Erdbeben zerstört. Der Großteil der originalen Bausubstanz verblieb aber bis zum 20. Jahrhundert an Ort und Stelle, was einen Wiederaufbau des Gebäudes zwischen 1969 und 1975 möglich machte.
- Bernsteinzimmer bei Sankt Petersburg: Nachschöpfung des im Zweiten Weltkrieg komplett verlorenen Originals nach alten Fotos 1976–2003 im Katharinenpalast, Originaltreue in Herstellungsweise und Gesamterscheinungsbild hoch, im Detail fraglich.
- In den Nachfolgestaaten der Sowjetunion sind in jüngerer Zeit viele Kirchen und andere Gebäude wiederhergestellt worden, die während des Stalinismus zerstört worden waren, darunter die Christ-Erlöser-Kathedrale, die Kasaner Kathedrale und das Auferstehungstor in Moskau, das St. Michaelskloster in Kiew und die Verklärungskathedrale in Odessa.
- Alte Brücke in Mostar: Teile der in den Fluss gestürzten Bruchstücke wurden daraus geborgen. Die Rekonstruktion verwendet diese gar nicht bis auf die Pflastersteinbedeckung. Für den Neubau von 1995 bis 2004 wurde Gestein aus dem historischen Steinbruch verwendet. Der Bau wurde auch im Herstellungsprozess der seinerzeitigen osmanischen Bautechnik nachempfunden, was etwa die Verwendung von Stahldübeln und Krampen betrifft, die zum Schutz gegen Rost nach der Montage mit Blei umgossen werden.[12] Das Projekt wurde von der Weltbank finanziert und von der UNESCO durch die Einrichtung einer internationalen Expertenkommission unter der Leitung des französischen Archäologen Léon Pressouyre gefördert. Sie wurde ein Jahr nach der Wiedereinweihung im Sommer 2004 im Juli 2005 in die UNESCO-Welterbeliste aufgenommen.[13]
- Frauenkirche in Dresden: Die im Zweiten Weltkrieg zerstörte und bis zur Wende als Ruine belassene Kirche wurde ab 1994 rekonstruiert, 2005 wurde sie feierlich wieder eingeweiht. Ein besonderer Fall, denn die vorhandenen Reste des Originalbaus (Unterkirche, der Mauerstumpf hinter dem Altar und ein gegenüberliegender Stumpf) wurden einbezogenen, der Neubau aber unter mosaikartiger Einbindung einzelner statisch noch tragfähiger Teile und u. a. unter Anwendung historisch handwerklicher Methoden errichtet. Zur gleichen Zeit begann der Wiederaufbau des umliegenden Neumarkts. Weitere Gebäude in der Dresdner Altstadt, die nach 1945 wiederhergestellt wurden, sind das Residenzschloss, die Hofkirche, der Zwinger, die Gemäldegalerie und die Semperoper.
- Teatro La Fenice in Venedig: Nach einem Brand wurde das Theater 1996–2003 rekonstruiert. Dieses Bauprojekt ist besonders wegen der legendären Raumakustik des alten La Fenice von Interesse, neben rein baulicher und baudekorativer Rekonstruktion musste hier in erster Linie die Akustik rekonstruiert werden.
- Newgrange in Irland: Wiedererrichtung einer Hügelgräberanlage der Stein- und Bronzezeit bis 1975, gibt eine Interpretation archäologischer Befunde zur ursprünglichen Anlage, das Grabungsareal ist Weltkulturerbe
- Papstbasilika St. Franziskus von Assisi in Italien: Rekonstruktion des durch Erdbeben 1997 schwer beschädigten Hauptschiffs mit Fresken von Cimabue und Giotto (das „Puzzle von Assisi“). Teils nur fingernagelgroße Freskenteile wurden an einem modern neuerrichteten Traggewölbe in Originalposition fixiert. Erhalten sind etwa 60–70 % der Raumdekoration.
- Schwarzhäupterhaus in Riga: 1941 bei einem deutschen Luftangriff ausgebrannt, 1948 unter sowjetischer Herrschaft abgerissen, 1996–1999 originalgetreu rekonstruiert
- Großfürstliches Schloss in Vilnius: ehemalige Residenz der Großfürsten von Litauen, 1801 abgerissen, 2002–2018 originalgetreu rekonstruiert
- Potsdamer Stadtschloss: Fassaden 2010 bis 2013 anstelle einer Straßenkreuzung aus der Nachkriegszeit als Landtag Brandenburg rekonstruiert.
- Dom-Römer-Viertel in Frankfurt am Main: Die Stadt hat bis 2018 zehn historische Gebäude, die bei den Luftangriffen auf Frankfurt am Main im Zweiten Weltkrieg zerstört wurden, auf dem Areal des ehemaligen Technischen Rathauses rekonstruieren lassen. Dazu gehören die Goldene Waage, das Rote Haus, das Haus Junger Esslinger, das Goldene Lämmchen, das Haus Alter Esslinger, das Haus Klein Nürnberg und das Haus Zum Rebstock.
- Das Berliner Schloss galt als Hauptwerk des europäischen Barock, Fassaden und Innenräume hauptsächlich von Andreas Schlüter geschaffen, 1945 bei den Luftangriffe zerstört und 1950 aus ideologischen Gründen trotz internationaler Proteste gesprengt. 1973–1976 Neubau des Palastes der Republik, 2006–2008 Abriss wegen Asbestverseuchung.[14][15] Von 2013 bis 2020 wurde es als Humboldtforum wiederaufgebaut und beherbergt nun zahlreiche Museen.[15]

##### In Asien
- Das Tor des Himmlischen Friedens in Peking aus dem Jahr 1420 wurde unter strenger Geheimhaltung 1969 abgerissen und bis 1970 rekonstruiert.
- Das Gwanghwamun-Tor in Seoul aus dem Jahr 1395 wurde unter japanischer Herrschaft abgebaut und bis 2010 am ursprünglichen Standort rekonstruiert.
- Der 1950 durch Brandstiftung zerstörte „Goldtempel“ Kinkaku-ji in Kyoto, in Tradition buddhistischer Baukunst wiedererrichtet
- Buddhistische und Bönklöster in Tibet: In dem Maß, in dem die Kulturrevolution (1966–1976) einen ganzen Landstrich seiner kulturellen und baulichen Hauptbauwerke beraubt hat, werden diese seit der Reform- und Öffnungspolitik der 1980er wiederhergestellt. Neben den komplexen bis heute ungeklärten politischen Problemen ist diese Maßnahme auch aus Sicht der europäischen Architekturtheorie schwer einschätzbar, weil hier religiöse Kultbauten unter erklärt laizistischen Leitbildern rekonstruiert werden (museale Nutzung). Prominentes Beispiel ist Tshurphu, die Residenz des derzeitigen umstrittenen 17. Karmapa.
- Die Burg Ōsaka in Japan wurde in ihrer Geschichte mehrfach weitgehend rekonstruiert, das erste Mal 1843 mithilfe von Spenden, nach über 200 Jahren als Ruine. Nach erneuter Zerstörung erfolgte 1928 ein erneuter Wiederaufbau. Durch starke Beschädigungen im Zweiten Weltkrieg war eine erneute Rekonstruktion nötig, die erst im Jahre 1997 abgeschlossen werden konnte.
- Das Sungnyemun-Tor in Seoul, nach Brandstiftung im Februar 2008 zerstört, am 4. Mai 2013 wieder eingeweiht; als nationales Wahrzeichen, und weil detaillierte Pläne der 1960er vorhanden waren, war die originalgetreue Wiedererrichtung der Holzkonstruktion geboten.
- Die 2000 Jahre alten Ise-jingū-Schreine in Japan werden seither alle 20 Jahre nach exakt denselben Plänen aus Holz rituell neu errichtet.

### Geplante oder in Bau befindliche Rekonstruktionen am Ursprungsort
- Buddha-Statuen von Bamiyan: Nach der Zerstörung des UNESCO-Welterbes durch die Taliban 2001 gibt es vage Pläne, die monumentalen Götterstatuen zu rekonstruieren.
- Palmyra: Nach der Zerstörung des UNESCO-Welterbes durch den Islamischen Staat gibt es vage Pläne, die antike Oasenstadt und viele weitere zerstörte Tempel, Kirchen und Moscheen in Syrien und im Irak wiederherzustellen.
- Altes Rathaus in Halle: galt als einer der bedeutendsten Profanbauten Mitteldeutschlands, 1945 bei einem Luftangriff schwer beschädigt, bis 1950 vollständig abgerissen. Aktuell Spendensammlung für den Wiederaufbau des Barockportals.[16]
- Sächsisches Palais in Warschau: ehemalige Residenz der Könige von Polen, Teil der Sächsischen Achse, 1842 klassizistisch umgestaltet, 1944 unter deutscher Besatzung zerstört. 2018 kündigte die polnische Regierung an, das Palais als Senatsgebäude zu rekonstruieren.[17]
- Kathedrale Notre-Dame in Paris: Nach der Teilzerstörung der Kathedrale durch einen Großbrand 2019 beschloss das französische Parlament die originalgetreue Rekonstruktion von Notre-Dame.[18]
- Mercator-Haus in Duisburg: Wohnhaus des Kartographen Gerhard Mercator (1512–1594), im Zweiten Weltkrieg zerstört, Fundamente bei archäologischen Grabungen 2012 freigelegt, Wiederaufbau als Bildungsstätte bis 2021[19]
- Rathaustürme in Frankfurt am Main: umgangssprachlich „Langer Franz“ und „Kleiner Cohn“ genannt, 1944 bei einem Luftangriff zerstört, danach mit Notdächern bedeckt. Aktuell Spendensammlung für die Rekonstruktion der Turmabschlüsse.[20]
- Garnisonkirche in Potsdam: galt als ein Hauptwerk des europäischen Barock, von 1730 bis 1735 durch Philipp Gerlach errichtet, 1945 bei einem Luftangriff ausgebrannt, 1968 aus ideologischen Gründen gesprengt. Rekonstruktion des Kirchturms seit 2017.
- Alter Markt in Potsdam: galt als einer der schönsten Plätze Europas, in der Zeit Friedrichs des Großen mit Kopien hauptsächlich italienischer Paläste bebaut, 1945 bei einem Luftangriff ausgebrannt, danach aus ideologischen Gründen abgerissen. Rekonstruktion einzelner Fassaden seit 2013, darunter das Museum Barberini.
- Berliner Bauakademie: galt als Ursprungsbau der modernen Architektur, von 1832 bis 1836 durch Karl Friedrich Schinkel errichtet, 1945 bei einem Luftangriff ausgebrannt, bereits begonnener Wiederaufbau 1956 gestoppt, halb fertiggestelltes Akademiegebäude 1962 abgerissen. Bundestagsbeschluss zur Rekonstruktion 2016, Baubeginn voraussichtlich 2027.[21]

### Rekonstruktionen an anderer Stelle
Als weiterer Aspekt sind die Rekonstruktionen an anderer Stelle, meist aus rein denkmalpflegerischen Gründen, zu sehen: Hierbei ist der Verlust des Originals nicht Voraussetzung. Die Bandbreite erreicht hierbei – anhand von prominenten Beispielen – etwa:
- Die Übersiedlung und Rekonstruktion (Translozierung) der Tempel von Abu Simbel: 1964–1968 wurden die vom Versinken im Assuanstausee bedrohten Objekte (zwei Höhlentempel, mit Monumentalstatuen am Portal) zersägt, und an höhergelegenem Ort wiederaufgebaut. Die Originalsubstanz ist hierbei  – bis auf die Zersägefugen  – weitgehend vollständig erhalten, die Baukonstruktion aber nicht, die Rückseite wird durch eine Stahlbetonkuppel gebildet. Trotz der offenkundigen Fassadierung wird diese Rekonstruktion heute als seinerzeit bestmögliche Methode angesehen und wird auch von der UNESCO mit der Anerkennung als Weltkulturerbe gewürdigt
- Die Museumsverwahrung des Ischtar-Tor von Babylon, das heute im Pergamonmuseum in Berlin steht: In diesem Beispiel spielen viele Kontroversen der Archäologie eine Rolle, denn das Tor besteht aus den 1899–1917 von Koldewey geborgenen Originalen an glasierten Deckziegeln sowie seinerzeit angefertigten Ergänzungen, die auf einen neuen Kern aufgezogen sind. Am ungefähren Originalplatz befindet sich seit 1977 eine weitere Rekonstruktion, die vollständig repliziert ist. Solche Beispiele, in denen das Original heute im Museum, und die Kopie vor Ort ist, sind häufig, etwa auch Michelangelos David (Michelangelo) (am Platz unter freiem Himmel steht die Kopie) oder die minoischen Fresken im Archäologischen Museum von Heraklion (die fragmentarischen Relikte werden innerhalb von Ergänzungen des frühen 20. Jh. gezeigt, von denen man nicht mehr weiß, ob sie das damals aufgefundene und vielleicht noch besser erhaltene Original darstellen, oder freie Interpretation sind), und repräsentieren die konfliktträchtigen und schwer lösbaren Fragen rund um Original und Replikat, Erhaltung und Schutz bei Kunstschätzen der Architektur, wie auch anderer architekturgebundener Künste.
- Die heute technisch lösbare Gebäudeversetzung: Hierbei wird ein Objekt am Boden abgesägt, und andernorts auf eine neue Gründung gesetzt. Wie auch im vorigen Beispiel handelt es sich dabei um eine vorsätzlich in Kauf genommene teilweise Zerstörung des Originals: Weder seine Fundamente, noch die Spuren der Vorgängerbauten (die meist im Anschluss dokumentarisch erfasst werden), noch der Kontext im Ensemble bleibt erhalten – diese denkmalpflegerische Maßnahme entspricht der Notgrabung, die bei voraussehbarem Totalverlust suboptimale Bergung des Funds rechtfertigt
- Die Nachbildung der steinzeitlich bemalten Höhle von Lascaux: Dieses vom Besucherstrom schwer belastete Denkmal wurde bis 1983 als „Lascaux II.“ 200 m vom Original entfernt teilweise nachgebildet. Da das Original hier in situ erhalten ist, wird diese Maßnahme nicht unter dem Aspekt der Fragwürdigkeit einer Rekonstruktion gesehen, obwohl durch den weiter fortgeschrittenen Verfall der Originalhöhle die Kopie nurmehr den – besseren – Erhaltungszustand der 1970er dokumentiert (Sie ist „originaler als das Original“)
- Plimoth Plantation ist die freie Rekonstruktion der Plymouth Colony der Pilgerväter in Neuengland. Das Dorf wurde ab 1947 vier Kilometer entfernt vom historischen Standort nahe von Plymouth, Massachusetts, spekulativ rekonstruiert, da keine wesentlichen Spuren erhalten waren. In diesem Museumsdorf leben Schausteller wie im 17. Jahrhundert, die Häuser wurden nachgebaut, Tiere zurückgezüchtet und selbst kleinste Details rekonstruiert. Die kostümierten Darsteller unterhalten sich in einem altertümlichen englischen Dialekt, der weit vom amerikanischen entfernt ist. So können die Besucher in das Leben von vor über 350 Jahren eintauchen.
- Beim Wiederaufbau des Berliner Nikolaiviertels 1980–1987 wurden drei stadthistorisch bedeutende Bauten rekonstruiert, die sich ursprünglich an anderen Standorten befanden: Die Gerichtslaube (ursprünglicher Standort vor dem Roten Rathaus), die Gaststätte „Zum Nußbaum“ (ursprünglicher Standort auf der Fischerinsel) und das Ephraim-Palais (ursprünglicher Standort weiter südlich).

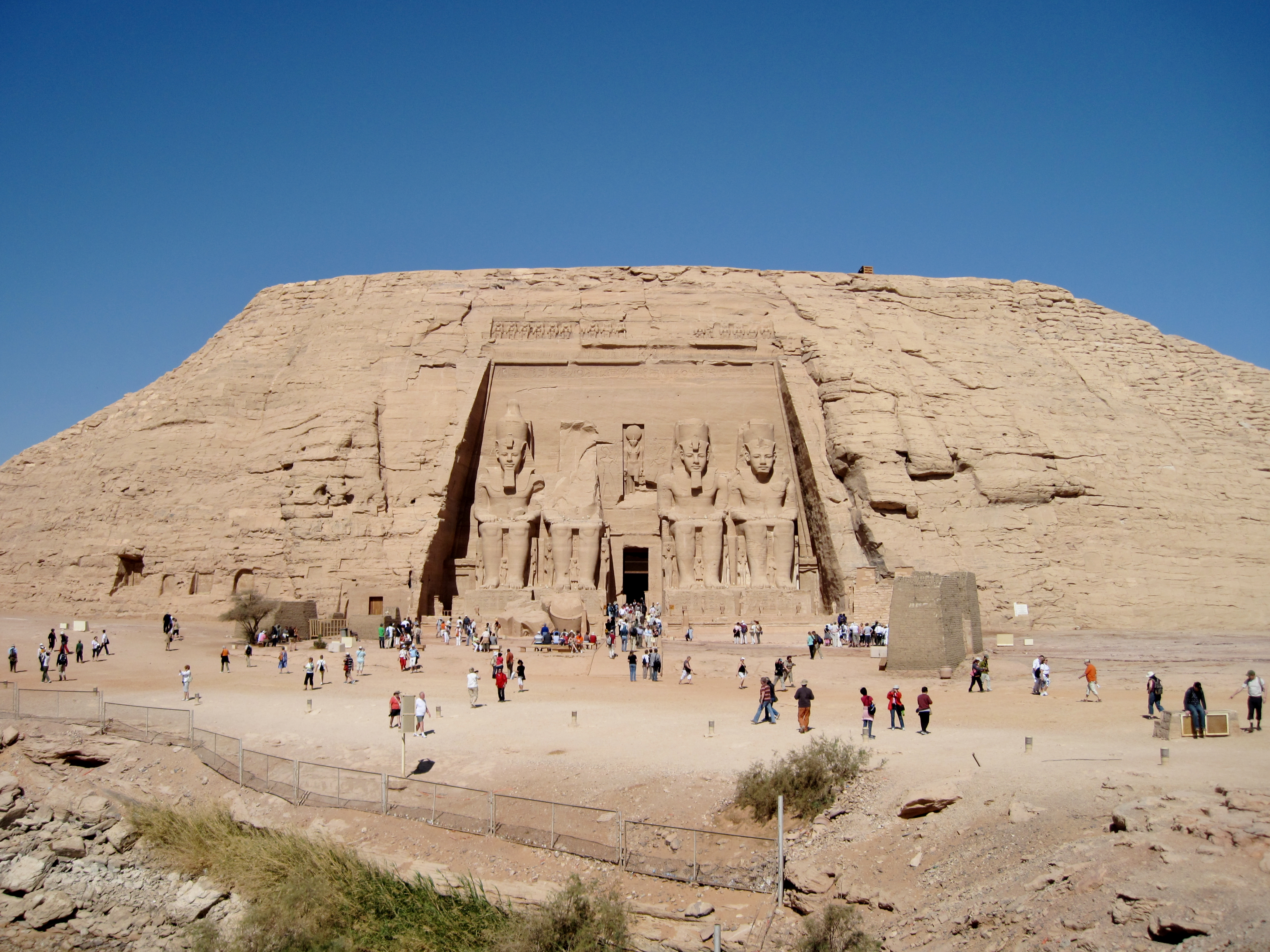
Tempel von Abu Simbel bei Assuan
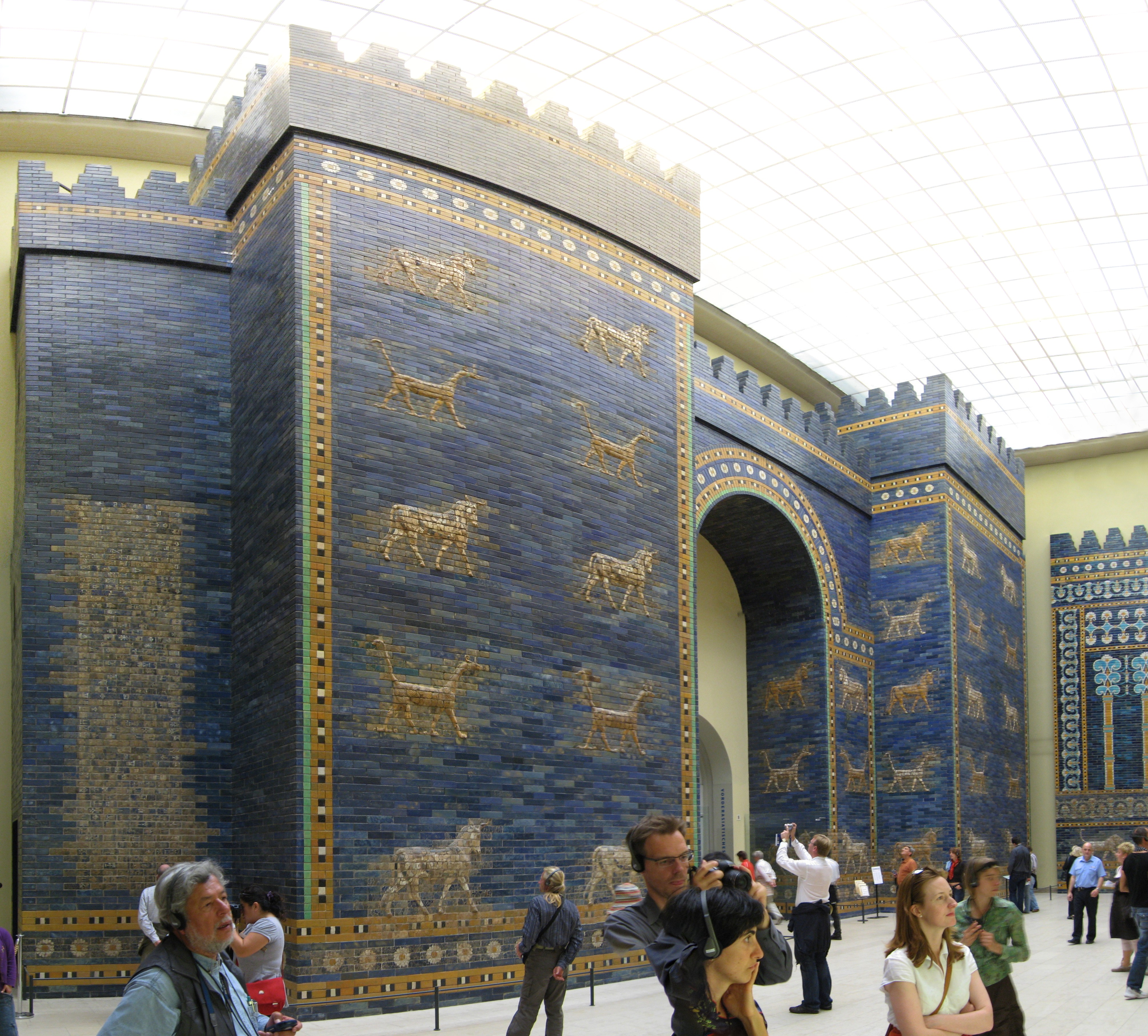
Ischtar-Tor im Pergamonmuseum in Berlin
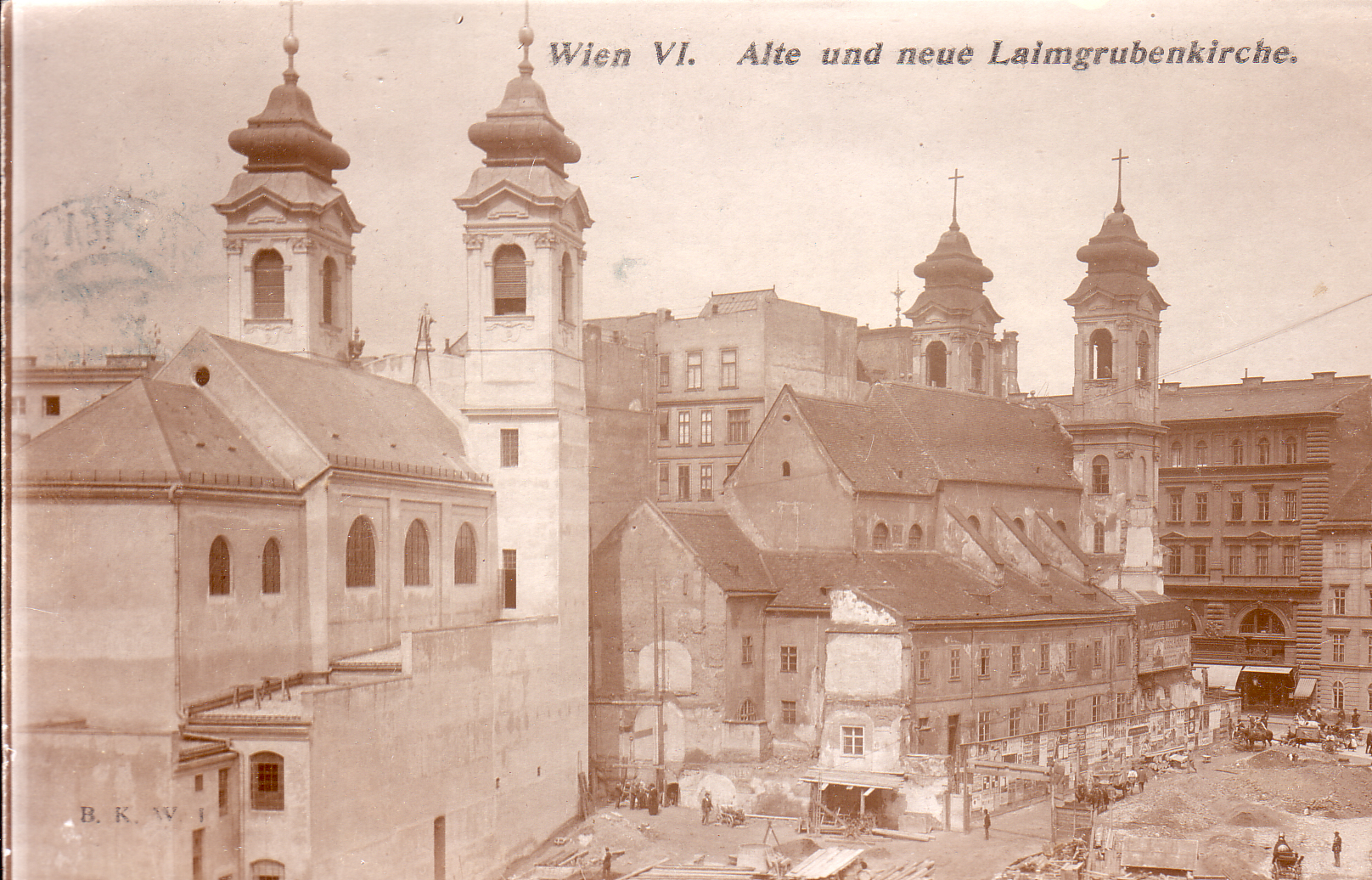
Alte und Neue Laimgrubenkirche in Wien
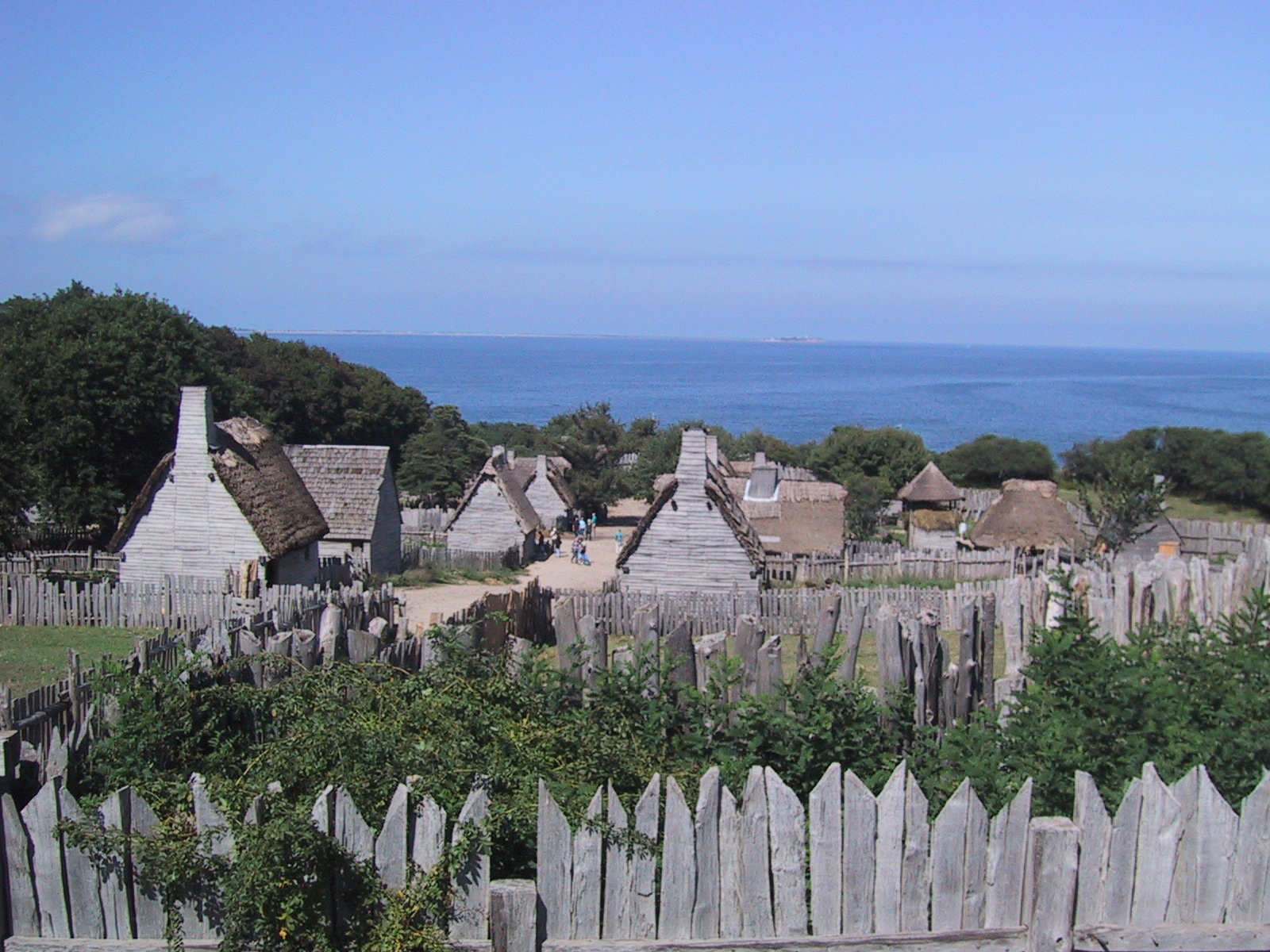
Plimoth Plantation in Massachusetts, USA

### Andere Methoden

#### Repräsentative Ersatzbauten
Es gibt Beispiele, bei denen man sich gegen die Rekonstruktion von zerstörten Gebäuden entschieden und stattdessen Ersatzbauten errichtet hat.
- Die Kaiser-Wilhelm-Gedächtniskirche in Berlin, als ein Mahnmal gegen den Krieg: Ähnlich wie bei der Ruine der Dresdner Frauenkirche blieben hier die Reste der kriegszerstörten Originalkirche der Neoromanik denkmalartig erhalten, wurde jedoch mit modernen Baukörpern (durch Egon Eiermann, 1957) zu einem Ensemble vereint, statt rekonstruiert. Ursprünglich ging Eiermann jedoch von einem Abriss der Kirchenruine aus, das Ensemble ist also eher „unfreiwillig“ entstanden. Auch wurden noch Teile der Ruine durch Eiermanns Umbau beseitigt.
- Die Kuppel des Reichstagsgebäudes, die zu einem Wahrzeichen des wiedervereinigten Deutschlands geworden ist. Norman Foster hat mit diesem Projekt wohl bewusst die Silhouette der Wallotschen Kuppel der Gründerzeit aufgenommen, in allen anderen Aspekten des Umbaus aber versucht, eine neuartige Antwort auf die Geschichte, Funktion und das bauliche Umfeld des Reichstagsgebäudes zu geben.
- Neuerrichtung am Ground Zero in New York City: nach dem Septemberattentat 2001 auf die Twin Towers und dem Einsturz etlicher Gebäude des ursprünglichen World Trade Centers, erfolgt die Konstruktion des neuen World Trade Center – fünf Bürogebäude, ein Wohngebäude, ein Kulturzentrum, die PATH-Station World Trade Center, eine Kirche und das National September 11 Memorial and Museum. Neben rein ökonomischer Motivation ist erklärtes Ziel, die „offene Wunde“ im Stadtbild zu schließen, und das World Trade Center in seine ursprüngliche Funktion zurückzuführen, erschwert aber durch die im amerikanischen Denken verwurzelte Tradition, den Ground Zero als Friedhof zu erachten, was den New Yorkern eine Bebauung lange unmoralisch erscheinen ließ. Das anfangs Freedom Tower genannte One World Trade Center wurde im 2014 fertig gestellt, ebenso wie fünf weitere Bauten des Komplexes zwischen 2006 und 2022.

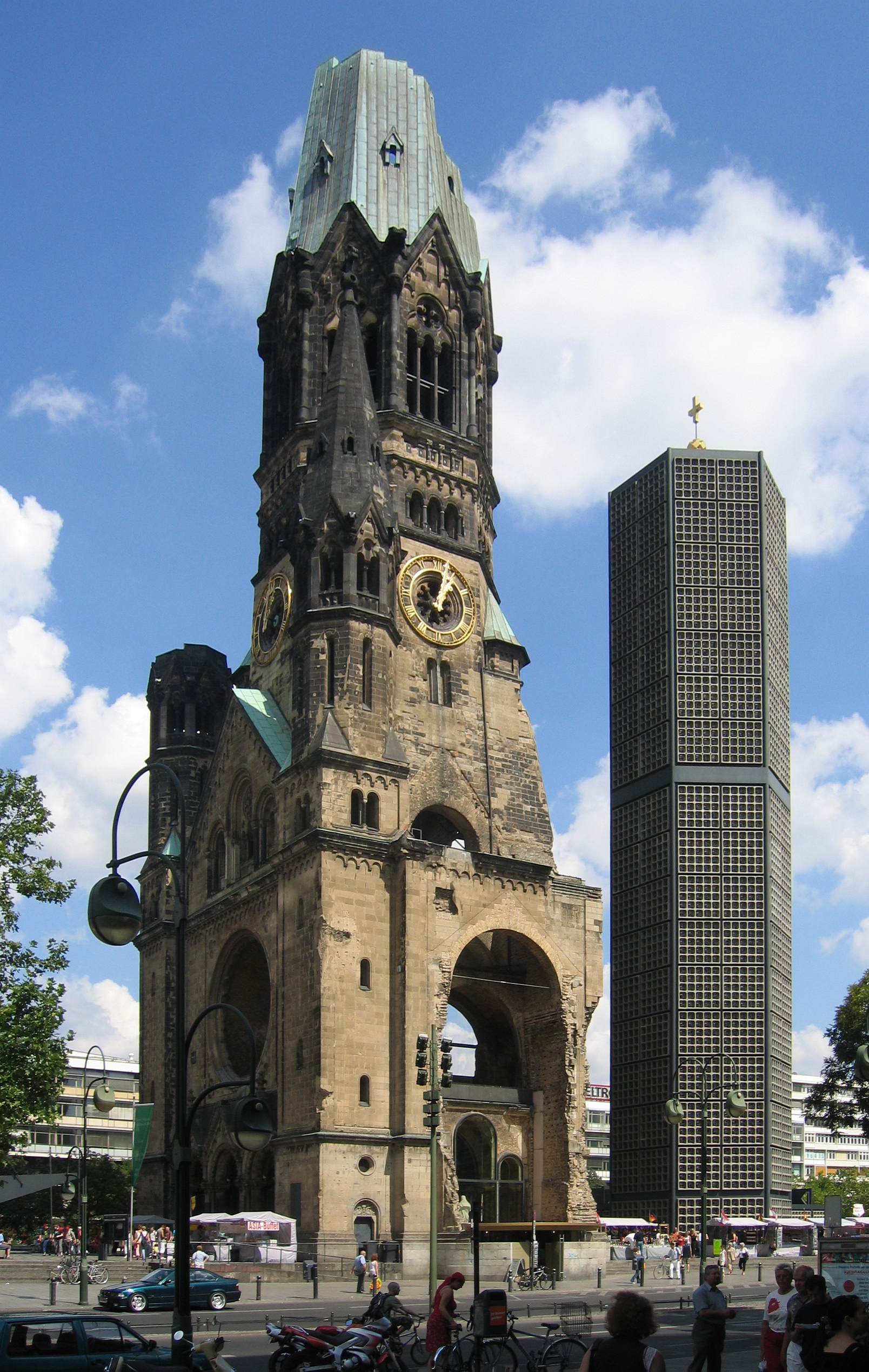
Gedächtniskirche in Berlin
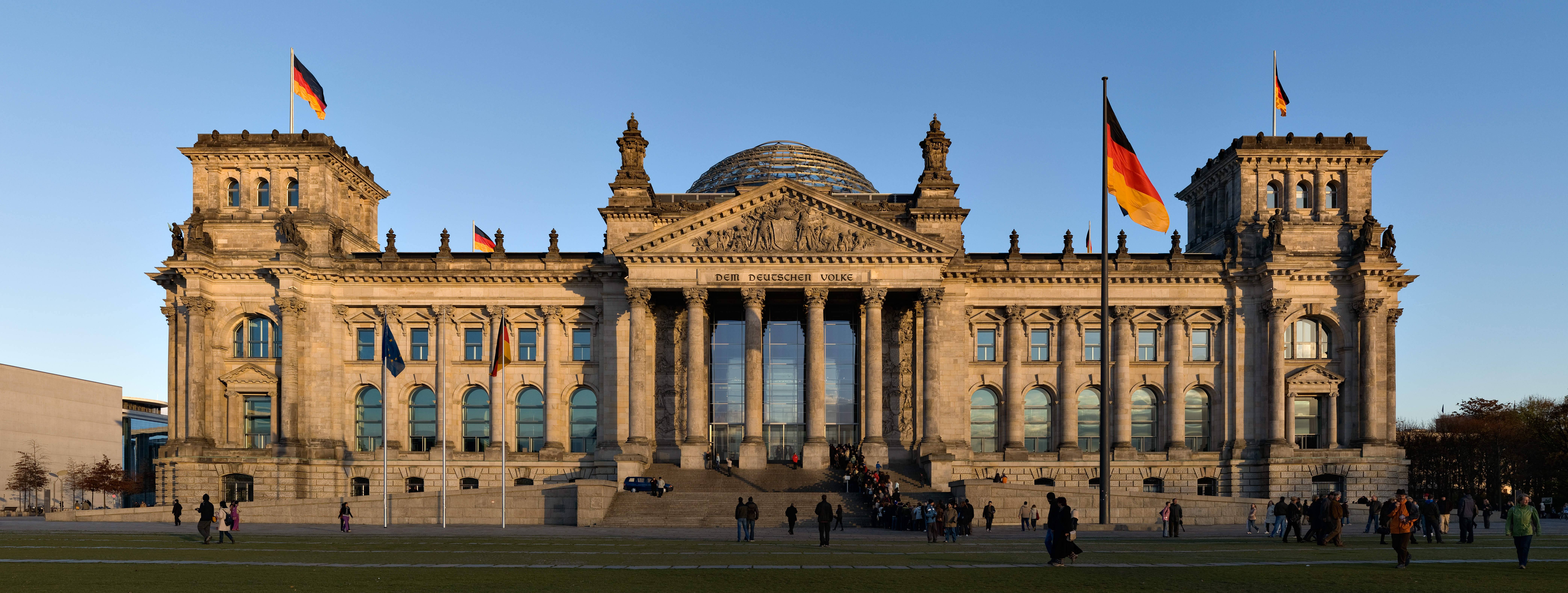
Reichstagsgebäude in Berlin
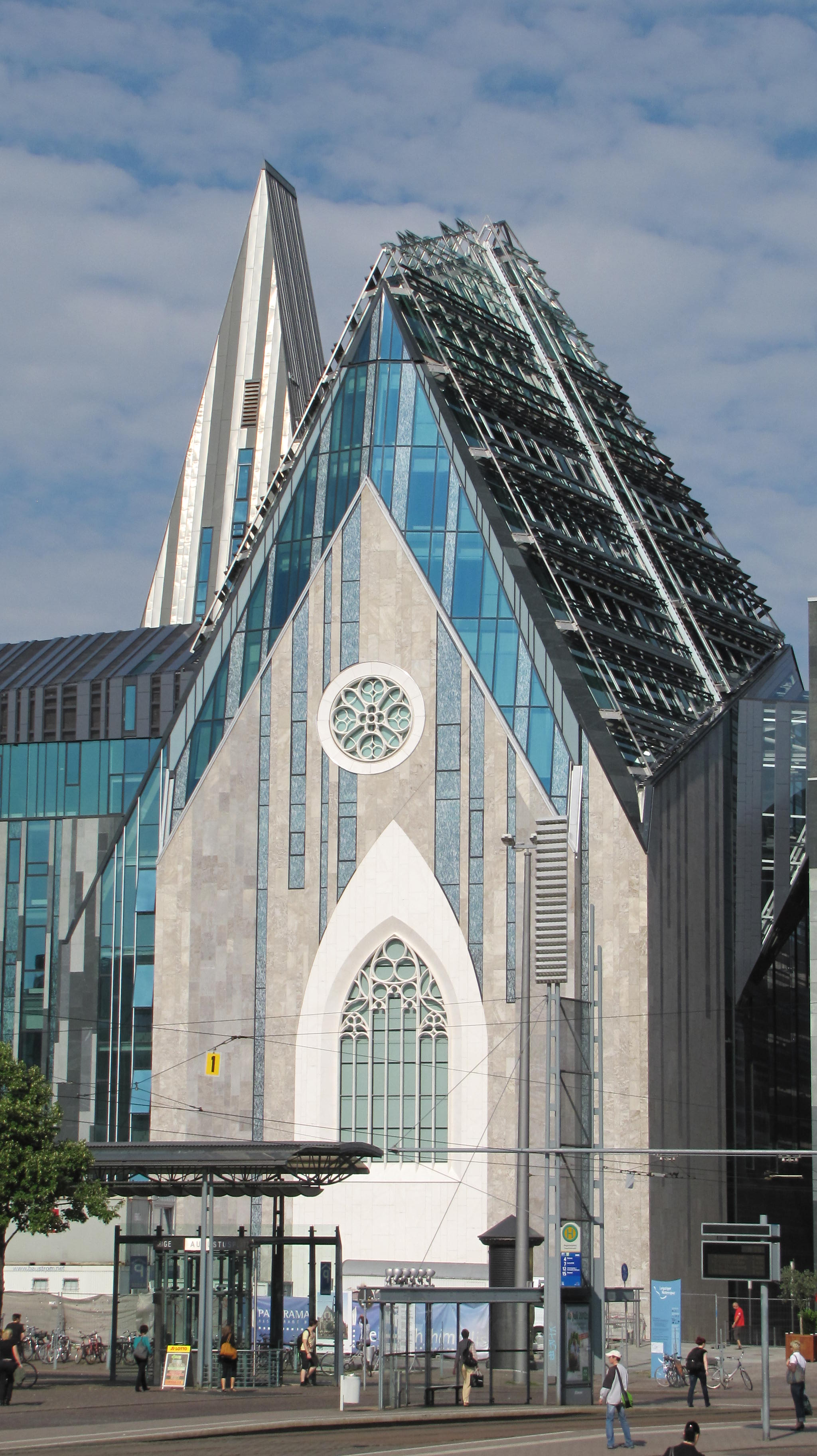
Paulinum in Leipzig

#### Digitale Rekonstruktion
Die digitale oder auch virtuelle Rekonstruktion dient zur Darstellung zerstörter Gebäude, Städte oder historischer Vorgänge. Die digitale Auferstehung zerstörter beziehungsweise beschädigter Kulturgüter wird mit CAAD und Rendering-Software erstellt und dient der Veranschaulichung.
Die digitale Rekonstruktion nicht länger existenter (Architektur-)Objekte im stadträumlichen Kontext kommt einer „virtuellen Wiedergewinnung“ gleich. Irreversible Zerstörungen, die identitätsstiftende Bauwerke aus dem Stadtraum entfernten, bilden nicht selten den Anlass für eine digitale Rekonstruktion. Im Zuge der Rekonstruktion tritt in vielen Fällen die Problematik der Zuverlässigkeit des vorhandenen Grundlagenmaterials in den Vordergrund. Fotografien und die meist nur – im städtisch überbauten Raum primär – im Grundriss erhaltenen archäologischen Grabungsbefunde liefern aufgrund der zweidimensionalen Daten nur eingeschränkten Informationsgehalt über den Gegenstand der Betrachtung. Fehlende Informationen müssen ergänzt bzw. durch zusätzliche Quellen ersetzt werden.
Das dreidimensional rekonstruierte Objekt offeriert jedoch erweiterte Möglichkeiten im Umgang als ein materielles Replikat. Die Implementierung computergenerierter Baustrukturen in eine zusammengefügte Realbildumgebung vermag es, ergänzt durch „Navigation in Echtzeit“, eine Wirklichkeitsnähe zu erlangen, welche sich den komplexen Vorgängen menschlicher Wahrnehmung annähert. Wesentlich ist jedoch, dass es erst die vollständige digitale Modellstruktur gestattet, die plastische Erscheinungsform einer Architektur in konkreter Form zu veranschaulichen. Darüber hinaus kann ein virtuelles Modell in Teilmodelle zerlegt werden sowie die gesamte Baugeschichte in ihren Bauphasen erfassen.
Daneben gestattet das virtuelle Modell die Generierung von unterschiedlichen Rekonstruktionsvarianten hinsichtlich Farbe und Material. Insofern dient sie sowohl als planerische, wie auch gestalterische Entscheidungsbasis tatsächlich ausgeführter Rekonstruktionen, und in diesem Sinne unterscheidet sich digitale Rekonstruktion nicht von anderen Vorgängen modernen CAAD-gestützten Bauens.
- Kombination historischer Berichte mit Ausgrabungsfunden: Kaiserpfalz Magdeburg[22],  Aula regia der Kaiserpfalz Ingelheim[23]
- Stadtbaukundliche Gesamtaufnahmen als „vierdimensionales“ Modell, auch mt der Möglichkeit, Zusammenhänge im Raum wie auch entlang einer Zeitleiste zu visualisieren: Virtuelles Altstadtmodell Frankfurt am Main
- Geschichtliche und soziologische Dokumentation: In der Zeit des Nationalsozialismus zerstörte Synagogen in Deutschland und Österreich[24] (Projekt der TU Darmstadt), Zwangsarbeitslager Berlin-Niederschöneweide[25]
- Einen Sonderfall stellt die digitale Simulation historischer Entwürfe dar, die ungebaut blieben: Sternkirche von Otto Bartning

Als künstlerische Aufnahme dieser Thematik kann John Bennetts und Gustavo Bonevardis Tribute in Light am New Yorker Ground Zero gelten.

## Zitate
„Soll man rekonstruieren? Ich muss die Frage rückhaltlos bejahen. Vielleicht ist die Zahl der Menschen in Deutschland wie außerhalb heute noch nicht so sehr groß, welche vorauszusehen vermögen, als welch vitaler Verlust, als welch trauriger Krankheitsherd sich die Zerstörung der historischen Stätten erweisen wird. Es ist damit nicht nur eine Menge hoher Werte an Tradition, an Schönheit, an Objekten der Liebe und Pietät zerstört: Es ist auch die Seelenwelt dieser Nachkommen einer Substanz beraubt, ohne welche der Mensch zwar zur Not leben, aber nur ein hundertfach beschnittenes, verkümmertes Leben führen kann.“

„Wer einen verlorenen oder zerstörten Bau rekonstruiert, fälscht nicht und verfälscht auch nichts, denn es handelt sich immer um einen Neubau, der als solcher trotz historischer Formen zumindest für die Zeitgenossen bekannt und kenntlich ist und über entsprechende Quellen und Dokumente auch für spätere Generationen immer als Wiederholung identifizierbar bleibt.“

„Eine Kopie ist kein Betrug, ein Faksimile keine Fälschung, ein Abguss kein Verbrechen und eine Rekonstruktion keine Lüge.“

„Der Wert historischer Denkmäler besteht weniger im Alter ihres Baumaterials als vielmehr im Fortbestand der Ideen, die sie verkörpern. Eine identische Rekonstruktion mit übereinstimmenden Materialien, Formen und Techniken, deren man sich ursprünglich bediente, hat einen höheren Wert als ein ruinenhaftes Original. Wie Joachim Fest sagt, hängt die Originalität eines Gebäudes nicht von seinem Material ab, sondern liegt in der Originalität seines Entwurfs. (…) Was uns an einem alten Denkmal berührt, ist nicht sein Altertumswert, sein Wert qua Alter, sondern seine konstante Modernität – das heißt, seine Fähigkeit, zu uns zu sprechen trotz seines Alters, und die Kraft, seine materielle Altertümlichkeit zu transzendieren.“